# Église Notre-Dame de Pondron
L'église Notre-Dame de Pondron est une église catholique paroissiale située à Fresnoy-la-Rivière, dans l'Oise, en France. Elle est, pour l'essentiel, de style gothique primitif, et a été édifiée en deux campagnes rapprochées, entre la fin du XIIe et le début du XIIIe siècle, en réutilisant les murs latéraux d'une vieille nef romane du début du XIIe siècle, qui a été prolongée vers l'ouest et munie d'un nouveau portail. L'église Notre-Dame fournit notamment un exemple d'un petit chœur carré de deux courtes travées à clocher en bâtière latéral ; avec une chapelle à niche d'autel dans la base du clocher ; un chevet initialement éclairé par une unique fenêtre ; des formerets retombant sur des culs-de-lampe sculptés de têtes humaines ; et une bâtière du clocher disposé perpendiculairement à l'axe de l'édifice. Le clocher central est la règle dans la région, et les chevets plats sont le plus souvent ajourés d'un triplet. L'on note également des partis archaïsants, notamment l'emploi de contreforts plats d'allure romane et de baies en plein cintre encore au début du XIIIe siècle. La chapelle au nord du chœur a été ajoutée ou rebâtie au début du XVIe siècle, et est de style gothique flamboyant. C'est sans doute peu de temps après que le bas-côté, ajouté après coup au sud de la nef, fut démoli. L'église Notre-Dame a été classée aux monuments historiques par arrêté du 30 janvier 1920, et n'a encore jamais été restaurée, sauf récemment le clocher et le pignon occidental du chœur, ce qui en fait un édifice particulièrement authentique. Pondron est aujourd'hui affiliée à la « paroisse de la vallée de l'Automne / paroisse Saint-Pierre » de Verberie, et les messes dominicales sont célébrées en l'église Notre-Dame quatre à cinq fois par an, généralement le dimanche à 9 h.

## Localisation

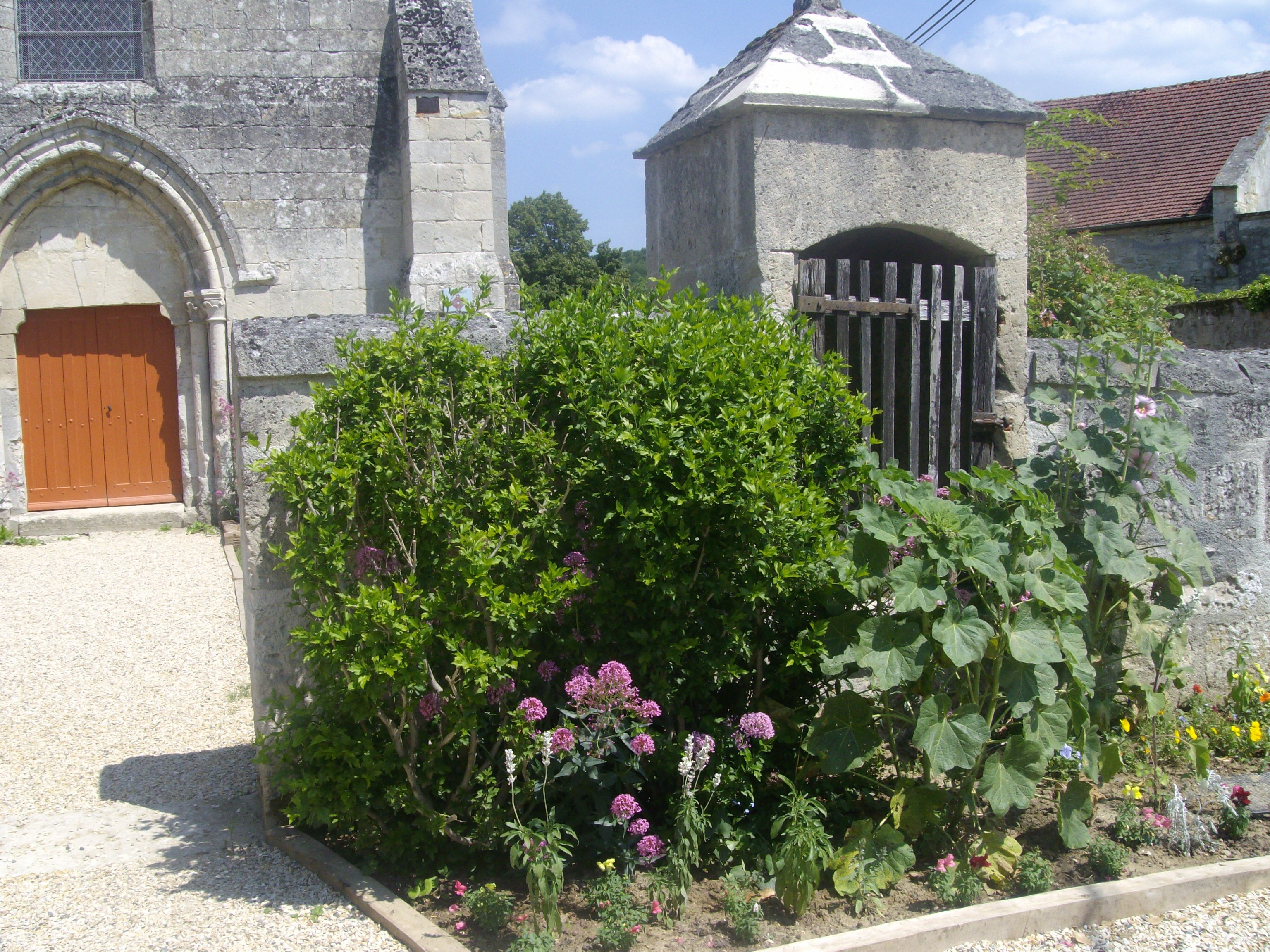
Puits couvert devant le portail.

L'église Notre-Dame est située en France, en région Hauts-de-France et dans le département de l'Oise, au nord-est de Crépy-en-Valois, dans la vallée de l'Automne, sur la commune de Fresnoy-la-Rivière, au hameau de Pondron, rue de Villers (RD 32). L'élévation méridionale de l'église est à peu près alignée sur la route, et la façade occidentale est également bien visible depuis la route, en venant du chef-lieu de la commune. La route de Crépy-en-Valois, la rue du Moulin (RD 50), arrive depuis le sud, près du chevet de l'église, où se situe un carrefour. L'étroite rue de l'Église passe autour de l'église, du cimetière abandonné qui l'entoure, et de la maison qui délimite le cimetière à l'est, en reliant la rue de Villers au carrefour. Ainsi, l'église est visible de tous les côtés, dégagée de constructions mitoyennes, et bien mise en valeur. Le puits couvert englobé dans le muret du cimetière, à droite de l'entrée, apporte une note de pittoresque.

## Historique

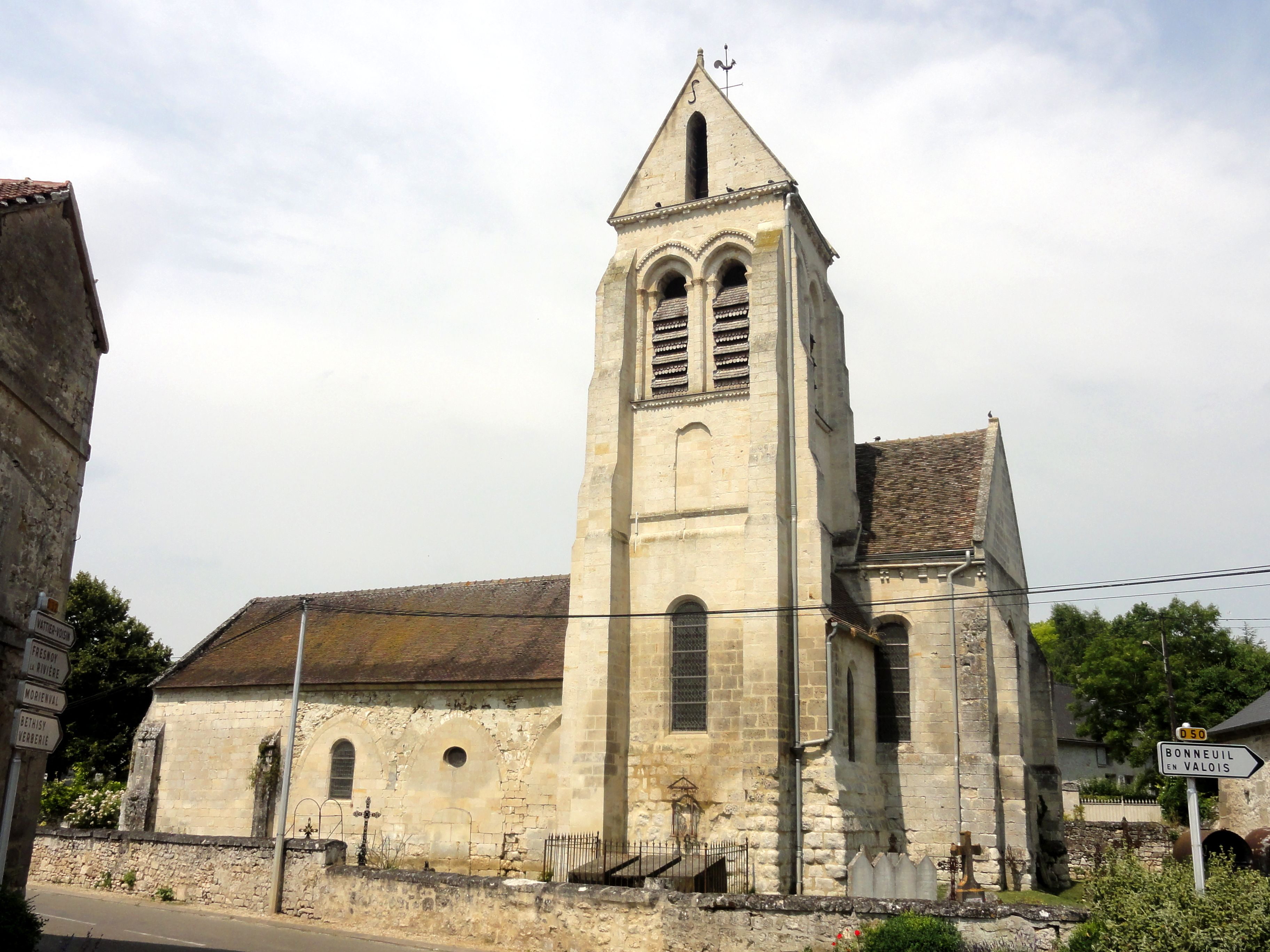
Vue depuis le sud.

L'on ignore pratiquement tout de l'histoire de la paroisse, et même sa date de fondation. L'église est dédiée à la Vierge Marie. Elle remonte au moins au début du XIIe siècle, quand est bâtie la nef, plusieurs fois remaniée depuis. Le sanctuaire primitif est remplacé par le chœur actuel, à deux travées et au chevet plat, à la fin du XIIe siècle. Son style gothique comporte des partis archaïsants, dont les fenêtres en plein cintre, les contreforts relativement plats et la corniche de modillons, ce qui a fait dire à Louis Graves qu'il est roman. C'est toutefois contredit par la sculpture des chapiteaux. Toujours à la fin du XIIe siècle, la nef est prolongée d'une travée vers l'ouest. Peu de temps après, au début du XIIIe siècle, le clocher en bâtière est édifié au sud de la première travée du chœur. Il n'est plus possible de savoir si une chapelle est déjà ajoutée au nord de cette même travée. La capacité d'accueil de la nef est encore augmentée en perçant trois grandes arcades dans le mur de la vieille nef, et en construisant un bas-côté. Celui-ci a depuis longtemps disparu, peut-être depuis la seconde moitié du XVIe siècle, quand les baies en plein cintre font leur retour, et quand les portes en anse de panier sont fréquents. Une telle porte fut ménagée dans le mur qui bouche la deuxième arcade, puis a été bouchée à son tour,.

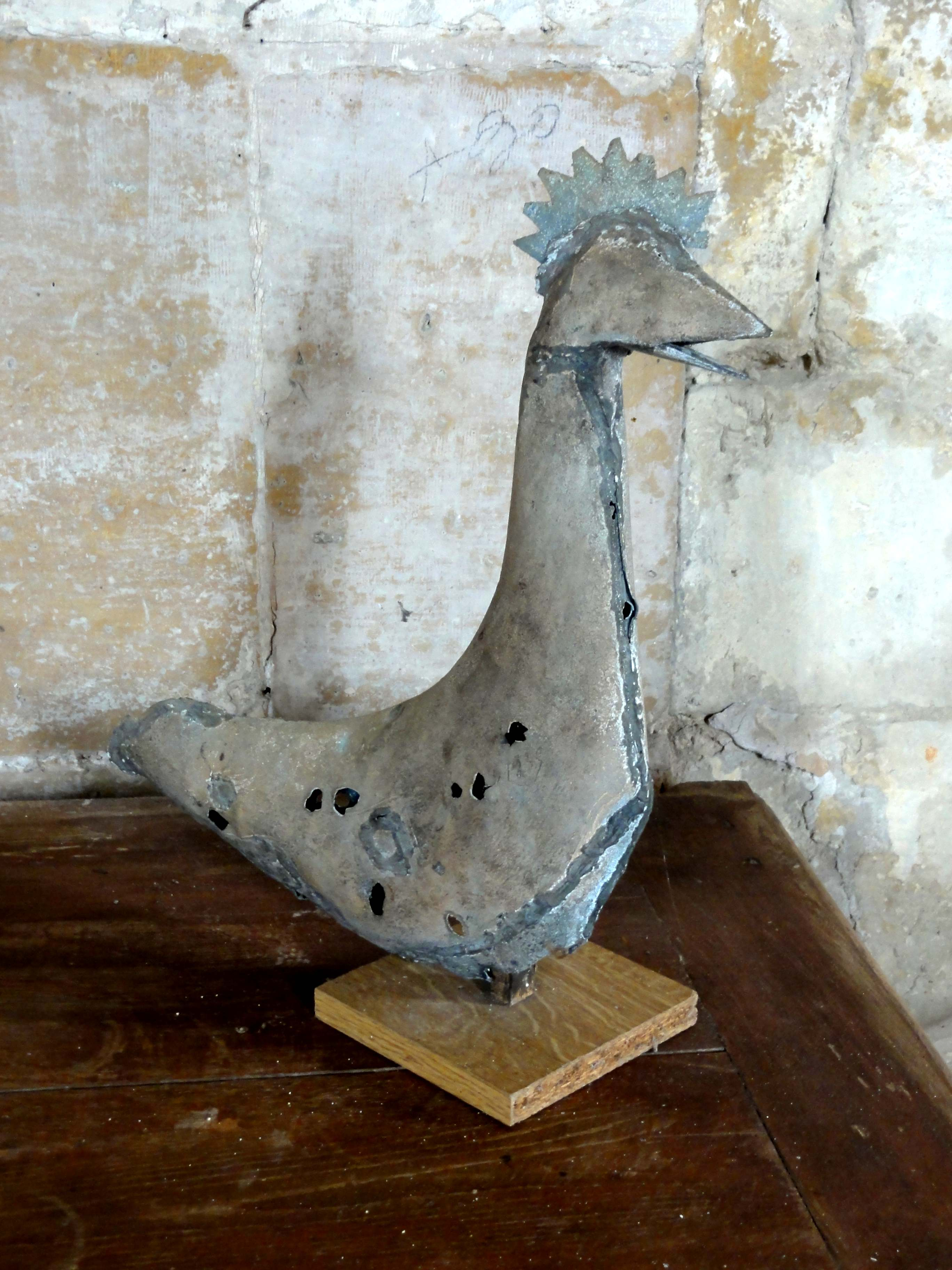
Ancien coq du clocher.

Selon Dominique Vermand, c'est vers l'an 1500 que remonte la chapelle au nord de la première travée du chœur, qui devient ainsi une sorte de croisée du transept. La chapelle est de style gothique flamboyant et ne comporte aucun élément plus ancien, mais l'arcade sommaire ouvrant depuis la croisée du transept est identique à celle vers la base du clocher. Les contreforts biais à l'extérieur évoquent plutôt le second quart du XVIe siècle. Sans doute dans le contexte de la construction ou reconstruction de la chapelle, la partie ancienne de la nef est réparée : sa corniche est du même profil que celle de la chapelle. Ultérieurement, des grandes fenêtres en plein cintre sont percées dans le mur septentrional de la nef, et les petites baies d'origine sont bouchées. À vrai dire, plus aucune trace tangible de la construction du début du XIIe siècle n'est visible au nord, et les chaînages doivent également résulter d'une reprise, si bien que Louis Graves considère la nef comme moderne. Cependant, les traces des baies d'origine sont toujours visibles au sud,. L'église Notre-Dame est un édifice d'une facture assez simple, qui n'a encore jamais été restaurée, hormis très partiellement à la fin du XXe siècle (clocher, pignon est du chœur, chevet de la chapelle du nord), ce qui fait en grande partie son intérêt archéologique.
Sous l'Ancien Régime, Pondron relève du doyenné de Crépy-en-Valois et du diocèse de Senlis. La Révolution française apporte le rattachement de l'ensemble des paroisses du département de l'Oise au diocèse de Beauvais, qui est supprimé à son tour sous le Concordat de 1801, puis rétabli en 1822. Pondron est à cette époque une succursale de Feigneux. En 1825, la réunion de la commune de Pondron à celle de Fresnoy-la-Rivière met l'avenir de l'église en péril pour les décennies à venir, et pendant de longues périodes, elle est laissée à l'abandon et ne vit pas de célébrations. L'église Notre-Dame est classée aux monuments historiques par arrêté du 30 janvier 1920. Depuis la définition de quarante-cinq nouvelles paroisses à l'échelle du diocèse en 1996, le village est affilié à la « paroisse de la vallée de l'Automne / paroisse Saint-Pierre » de Verberie. Cette très grande paroisse s'étend sur quatorze communes dont deux disposent de deux, voire trois églises (Néry et Fresnoy-la-Rivière). Il a néanmoins été possible de reprendre les messes dominicales, qui ont désormais lieu deux à trois fois par an, généralement le dimanche à 9 h 00, ou plus rarement le samedi à 17 h 15, ainsi que les célébrations particulières.

## Description

### Aperçu général

Plan de l'église.

Régulièrement orientée, avec une légère déviation de l'axe vers le nord-est du côté du chevet, l'église répond à un plan cruciforme simple, et se compose d'une nef unique de quatre travées ; d'un chœur de deux travées ; d'un clocher en bâtière, dont la base sert de chapelle, au sud de la première travée du chœur ; et d'une chapelle carrée au nord de la même travée. Une tourelle d'escalier ronde, coiffée d'un cône en pierre, se situe à l'angle entre la nef et la chapelle du nord. Le bas-côté, au sud de la nef, a disparu à une date indéterminée. En restent les grandes arcades bouchées, dans le mur de la deuxième, de la troisième et de la quatrième travée de la nef. La sacristie, qui occupait l'angle entre la chapelle nord et le chœur, a été démolie à l'occasion de travaux de restauration. La nef est à charpente apparente. Les quatre travées orientales sont voûtées d'ogives. L'on accède à l'église par le portail occidental de la nef, ou par une petite porte dans le mur occidental du clocher. La nef et le chœur, qui est plus élevé à l'extérieur du fait de son voûtement, sont munis de toitures à deux rampants. Un toit en bâtière perpendiculaire à l'axe du vaisseau central recouvre la chapelle du nord.

### Extérieur

#### Façade et élévations latérales de la nef

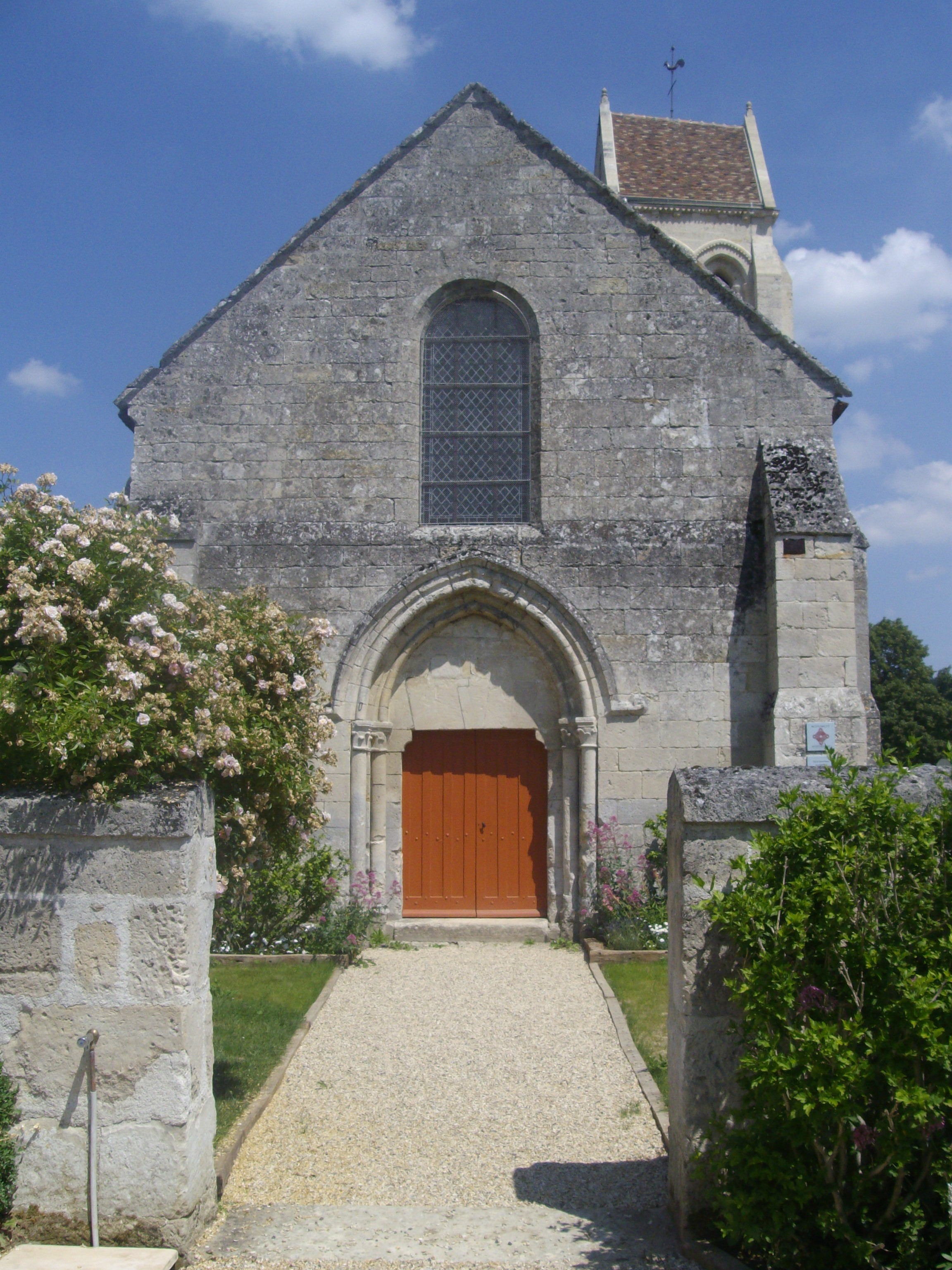
Façade occidentale.

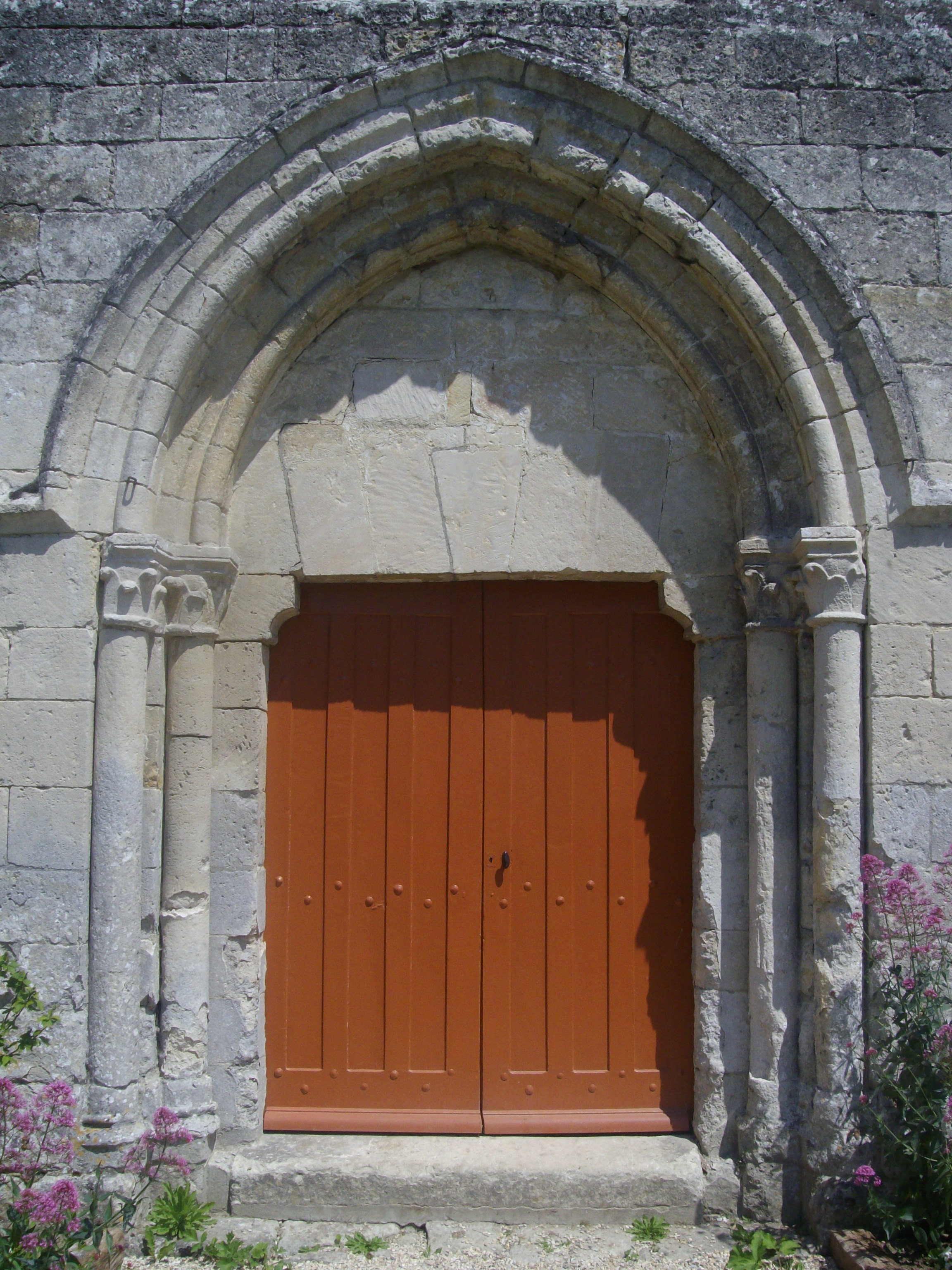
Portail occidental de la nef.

Dans toute sa simplicité, la façade occidentale de la fin du XIIe siècle séduit par l'harmonie de sa composition, son appareil très régulier en pierre de taille, et son contexte, avec le clocher en arrière-plan, à droite, et le muret du cimetière bordé de fleurs, intégrant un puits couvert, au premier plan. La largeur du mur occidental de la nef est équivalente à la hauteur des murs gouttereaux, et les rampants du pignon sont inclinés à 45°. De toute évidence, le voûtement de la nef n'a jamais été prévu, ce qui aurait nécessité des murs plus élevés, car les voûtes ne s'inscrivent jamais dans les combles. Deux contreforts orthogonaux flanquent les angles. Ils sont plats, comme à la période romane ; se retraitent une fois grâce à un fruit ; et s'amortissent par un glacis. Au même niveau, le mur se retraite par un fruit, six assises sous la naissance du pignon. La fenêtre occidentale de la nef prend appui sur ce fruit, et sa moitié supérieure empiète sur le pignon, et atténue ainsi sa nudité. La baie est de dimensions généreuses, en plein cintre, avec un léger ébrasement extérieur, et dépourvue de toute ornementation. En somme, il n'y a que le portail pour enlever tous les doutes sur l'époque réelle de cette façade. Le sommet de son arc brisé, surligné par un bandeau mouluré qui se poursuit latéralement pour une courte section au niveau des impostes, atteint presque la fenêtre. Sa largeur correspond à un tiers de la distance entre les deux contreforts occidentaux. Il s'ouvre entre deux paires de colonnettes en délit, qui portent des chapiteaux de crochets caractéristiques de l'époque, munis de tailloirs carrés. Ceux-ci supportent une double archivolte torique. Les piédroits sont visibles entre les colonnettes intérieures et les vantaux, et se terminent par deux tas de charge, qui supportent un haut linteau composé de cinq segments. Le segment médian est trapézoïdal ; ceux de part et d'autre sont en forme de parallélogramme ; ce qui permet à l'ensemble de tenir. Le tympan, non décoré, est complété par trois assises de pierre de taille.
La première travée de la nef, ajoutée après coup comme à Catenoy et Omerville, n'a pas de fenêtres latérales, et n'en a apparemment jamais possédé. Au sud, elle se termine par un contrefort plat, et au nord, par des pierres d'attente. Les murs gouttereaux de la partie ancienne de la nef se terminent tous les deux par une corniche moulurée d'un cavet, qui est partagée par la chapelle du nord, et devrait donc dater de la même époque, soit le début ou la première moitié du XVIe siècle. Au nord, c'est peut-être le mur tout entier qui a été refait. Il est scandé verticalement par trois chaînages en pierre d'appareil. Le reste du mur est enduit. Le deuxième et le quatrième compartiment ainsi définis sont ajourés d'une grande fenêtre en plein cintre, dont l'ébrasement est appareillé en pierre de taille. Ces fenêtres peuvent dater d'une période comprise entre le milieu du XVIe siècle, quand la Renaissance remet le plein cintre au goût du jour, et le premier quart du XIXe siècle, quand l'architecture néo-classique demeure le courant dominant. Les chaînages ne sont pas usuels à la période romane, et ont été ajoutés après coup pour stabiliser le mur, vraisemblablement à l'occasion de la pose d'une nouvelle charpente, qui peut aussi expliquer la réfection des corniches. Il serait surprenant si les petites fenêtres romanes auraient été maintenues à l'occasion d'un remaniement aussi profond. Si l'on veut admettre que tous les éléments du mur septentrional sont contemporains, sauf peut-être les parties basses des murs entre les chaînages, le mur ne peut dater que des alentours du milieu du XVIe siècle.
Plus évocateur pour l'histoire de l'édifice est le mur méridional. Trois grandes arcades en arc brisé, non moulurées, aux arêtes chanfreinées, y ont été percées au début du XIIIe siècle, sans reprise en sous-œuvre. De telles arcades, réduites à leur plus simple expression, se trouvent aussi à Duvy, Éméville, Heilles, Ormoy-Villers, Viarmes, Saint-Vaast-de-Longmont, etc. Le plus souvent, les arcades ménagées après coup ont au moins des tailloirs. Comme déjà évoqué, les arcades sont apparemment bouchées depuis longtemps, par un appareil soigné en pierre de taille, qui comporte même un œil-de-bœuf et une porte en anse de panier, déjà bouchée elle-même, dans la deuxième grande arcade. Ce n'est pas rare que le manque d'entretien conduit à la démolition des bas-côtés, voire de la nef tout en entier, comme à Cramoisy, Breuil-le-Vert, Duvy, Heilles, Mogneville, Rieux, Rouville, Rousseloy, et sans doute à Clairoix. C'est au-dessus des deux piliers intermédiaires des grandes arcades que l'on aperçoit les petites baies romanes bouchées, qui se caractérisent par un mince linteau monolithique sans appareil simulé. Au-dessus des grandes arcades, les murs sont en moellons noyés dans un mortier.

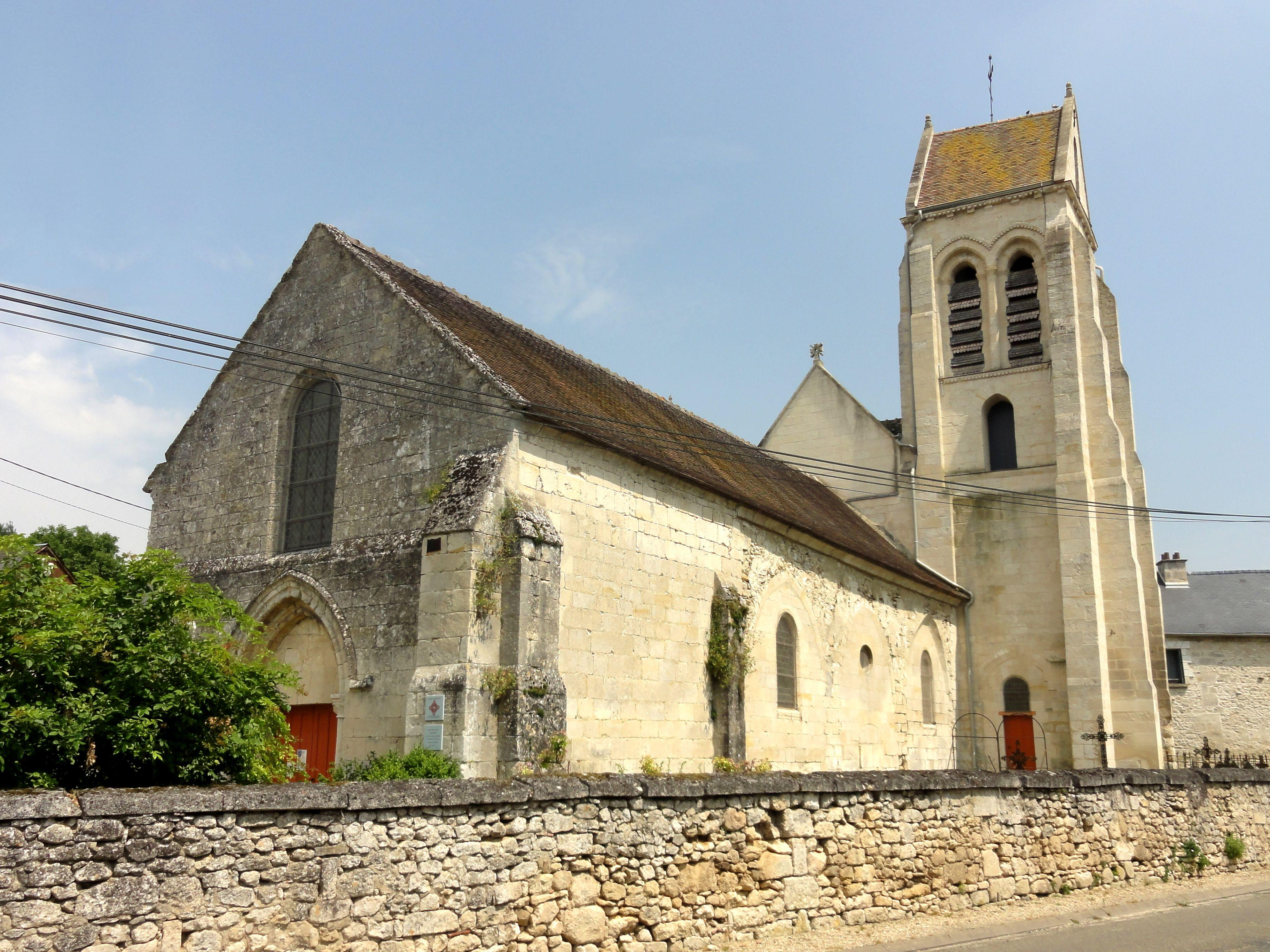
Vue depuis le sud-ouest.
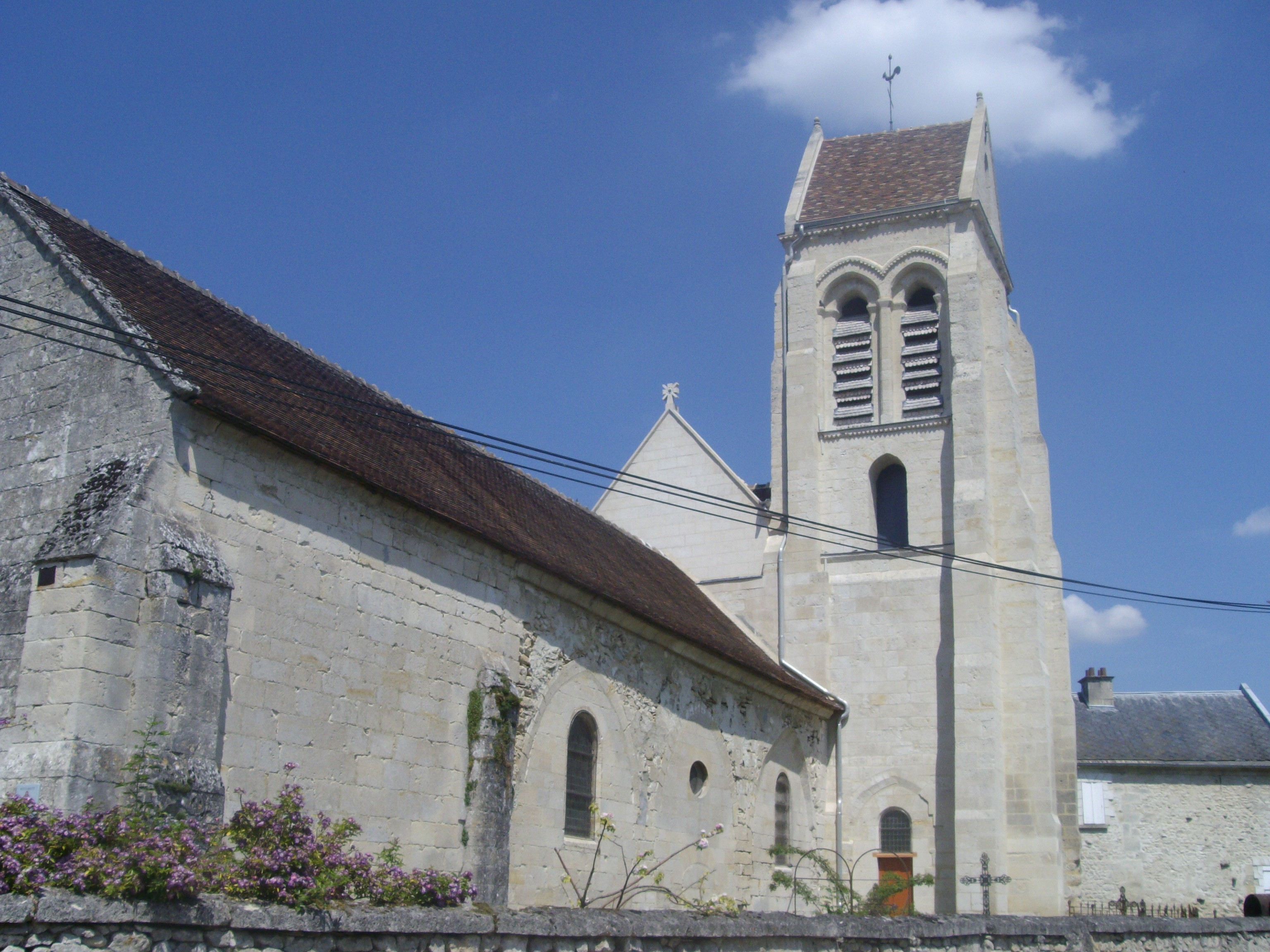
Vue depuis le sud-ouest.
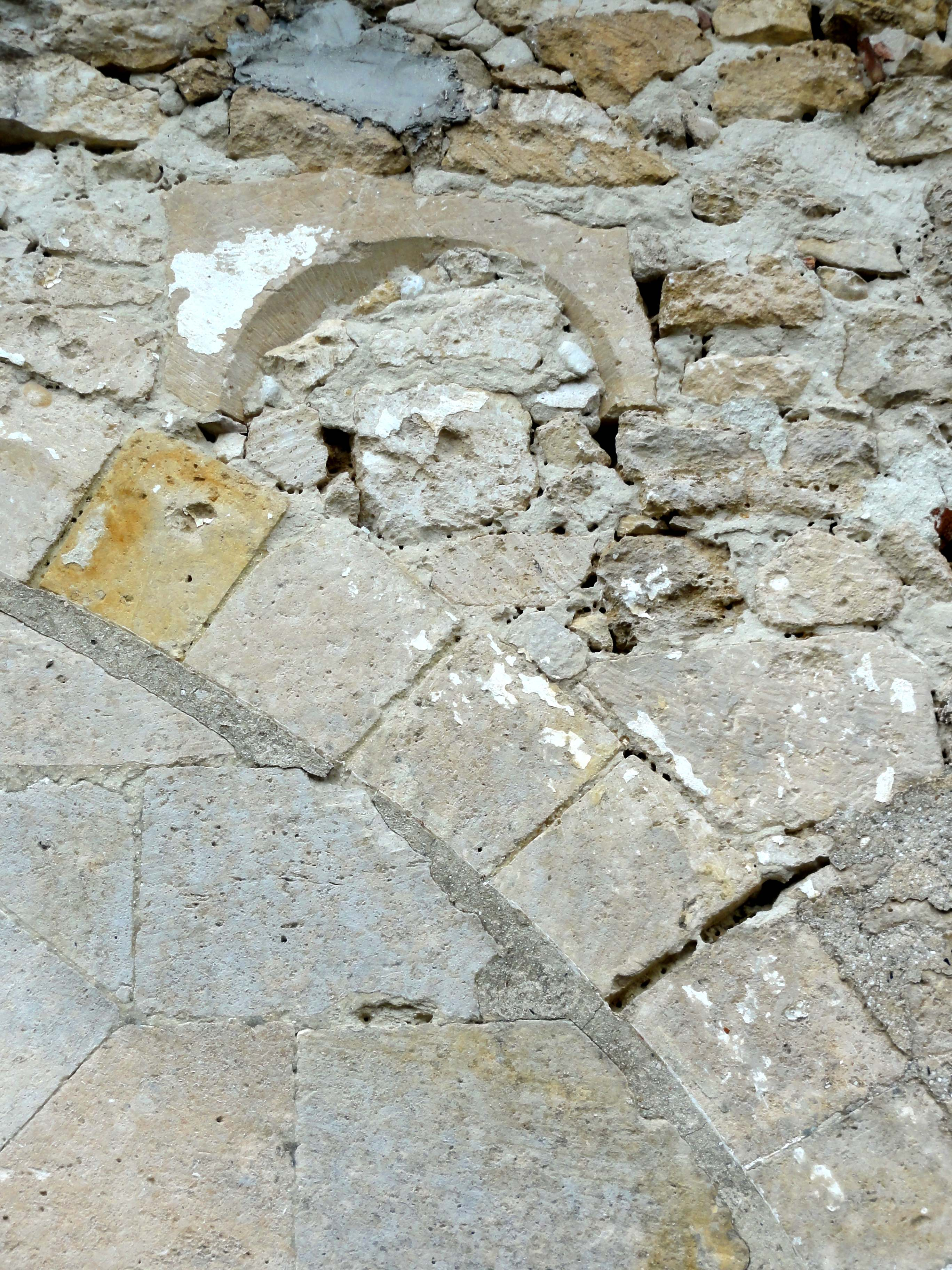
Première baie romane bouchée côté sud.
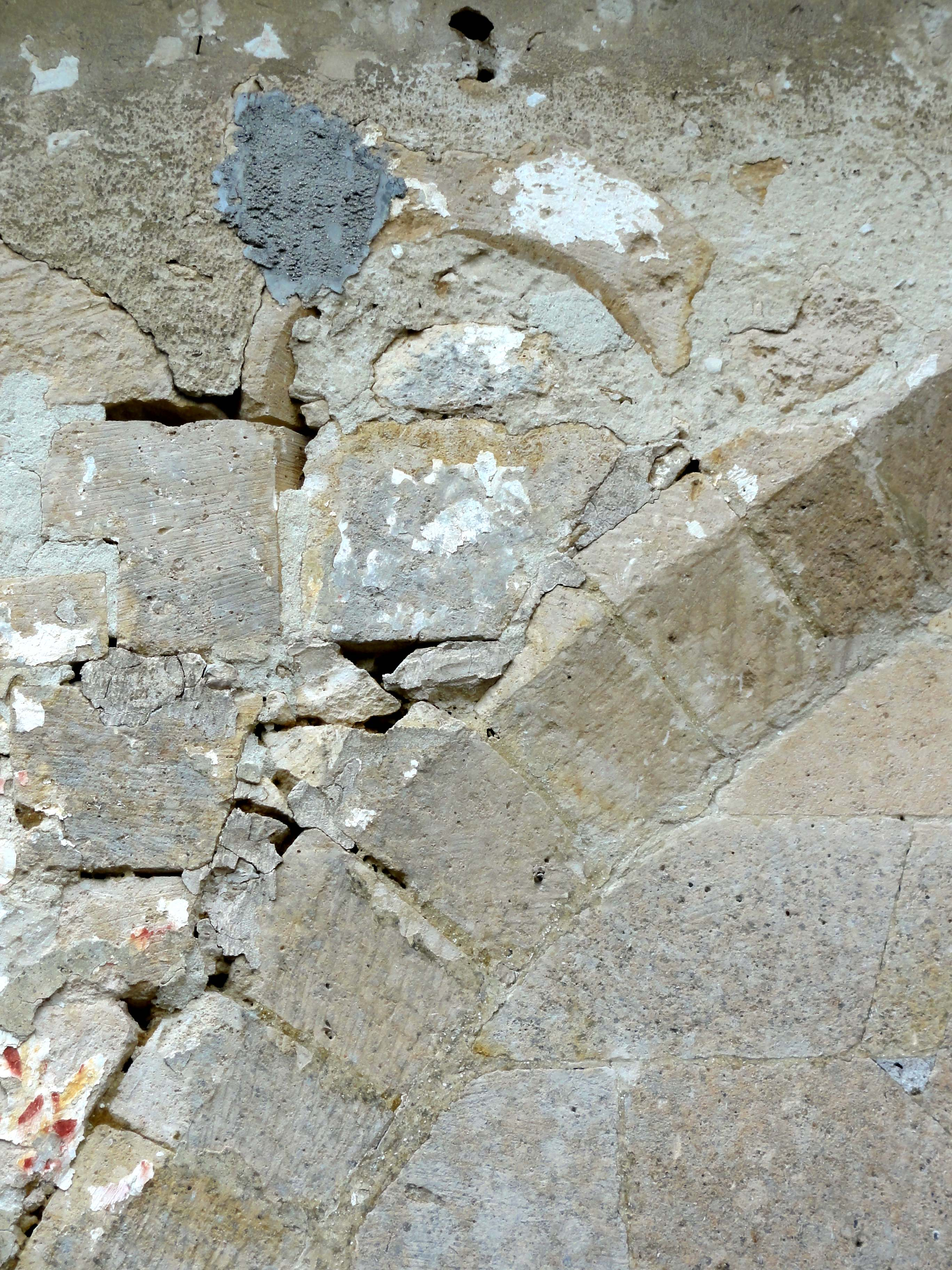
Deuxième baie romane bouchée côté sud.
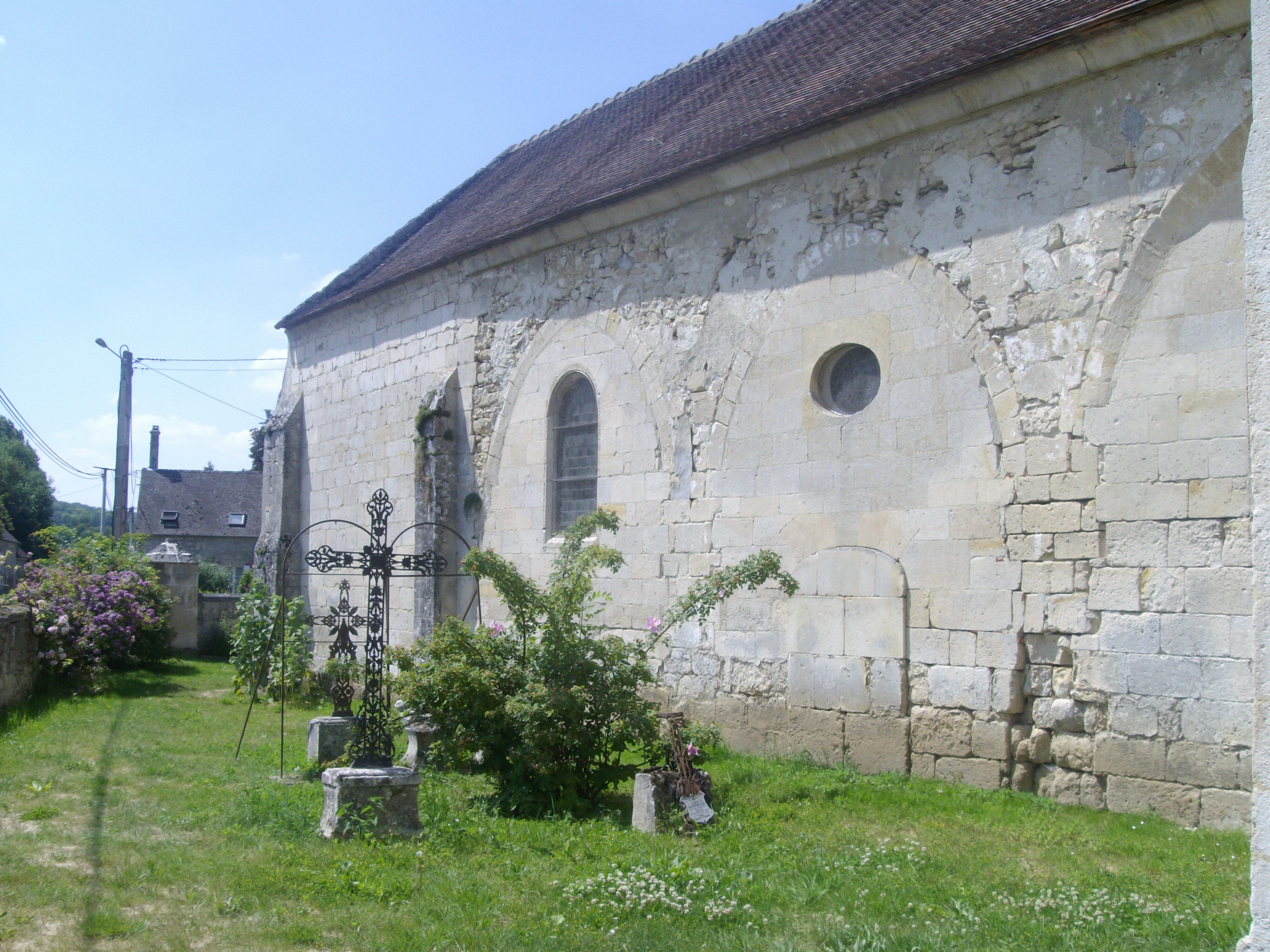
Grandes arcades bouchées.
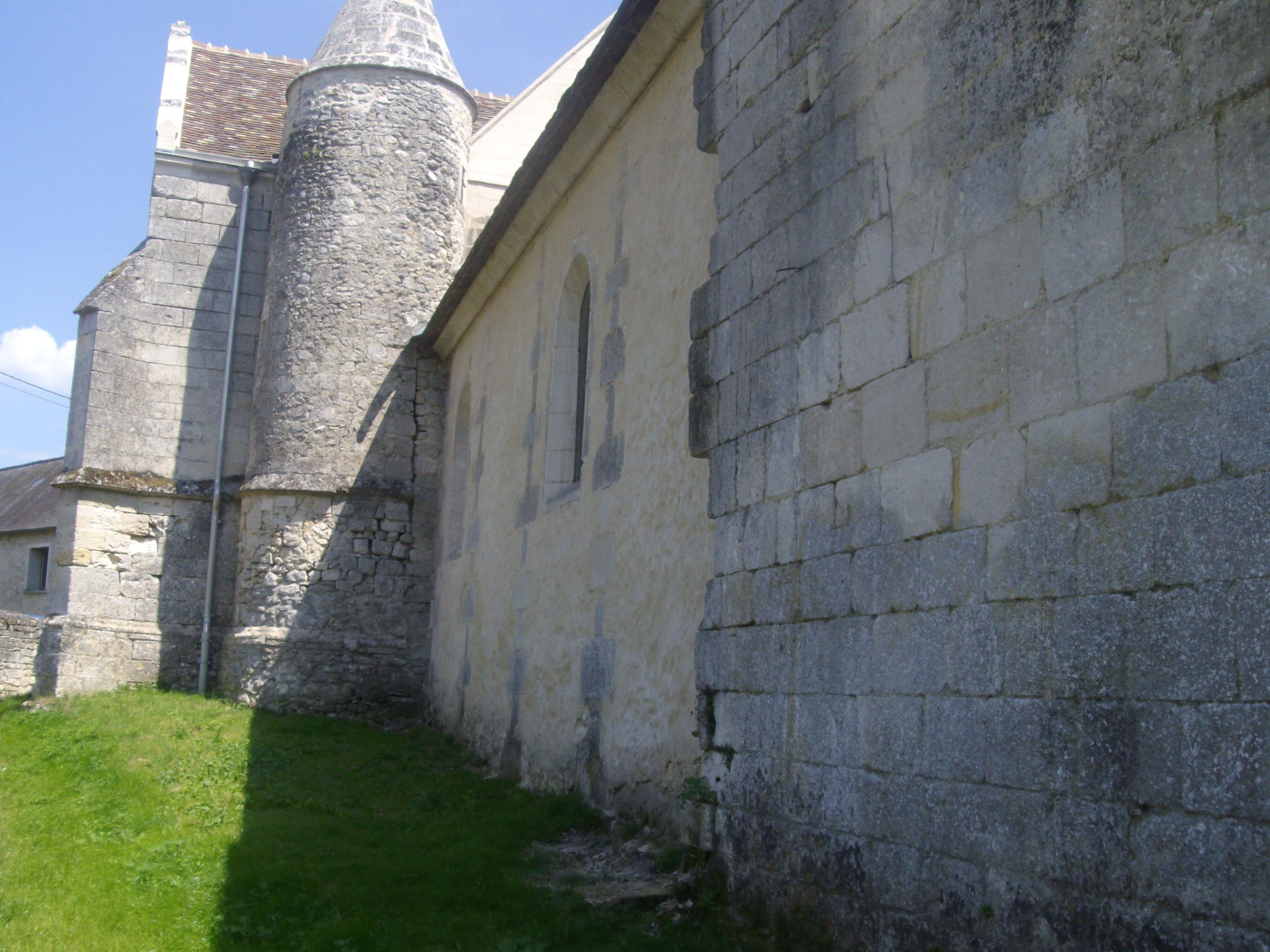
Flanc nord de la nef et tourelle d'escalier.

#### Clocher

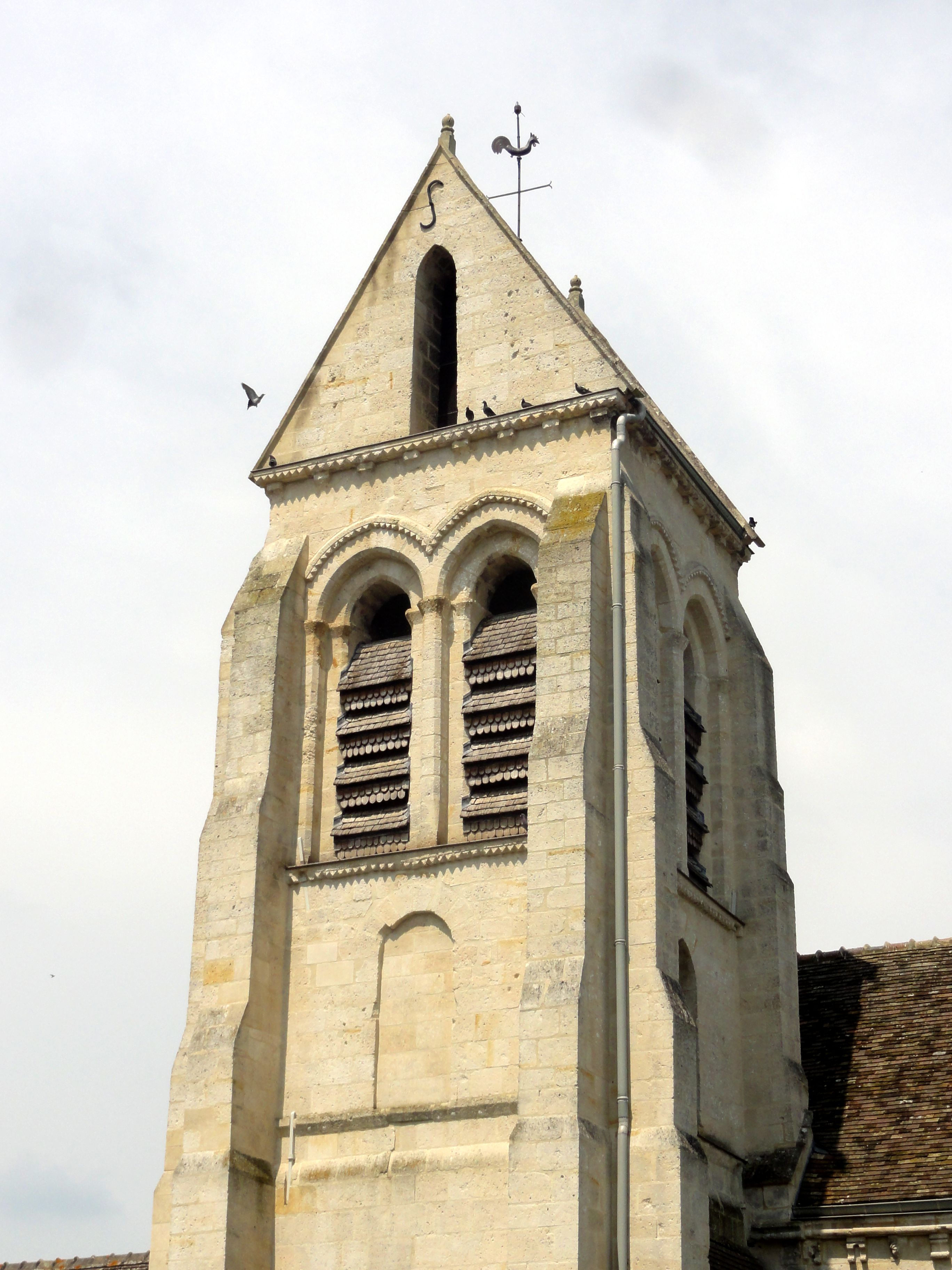
Vue depuis le sud.

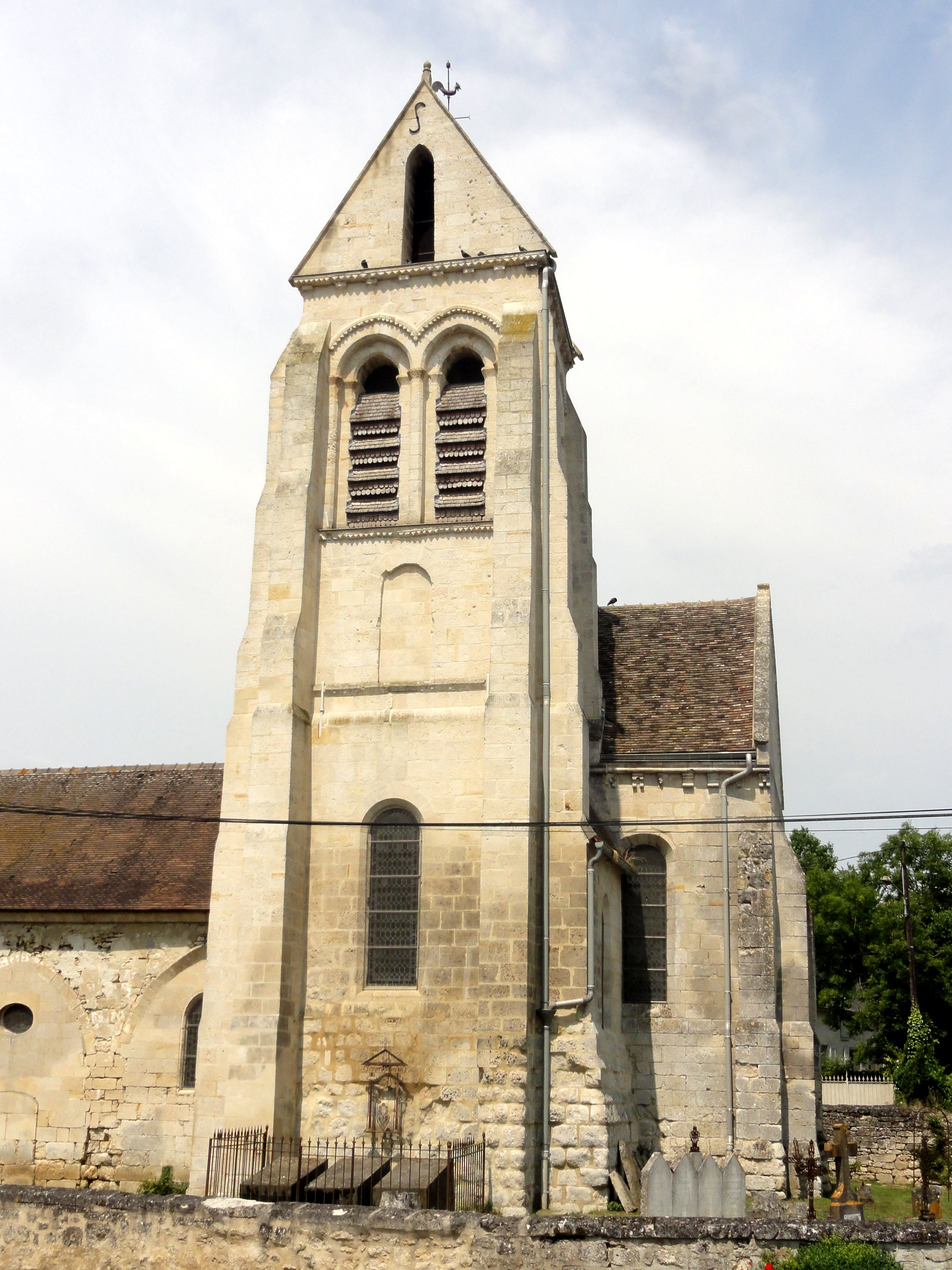
Clocher et chœur, vue depuis le sud.

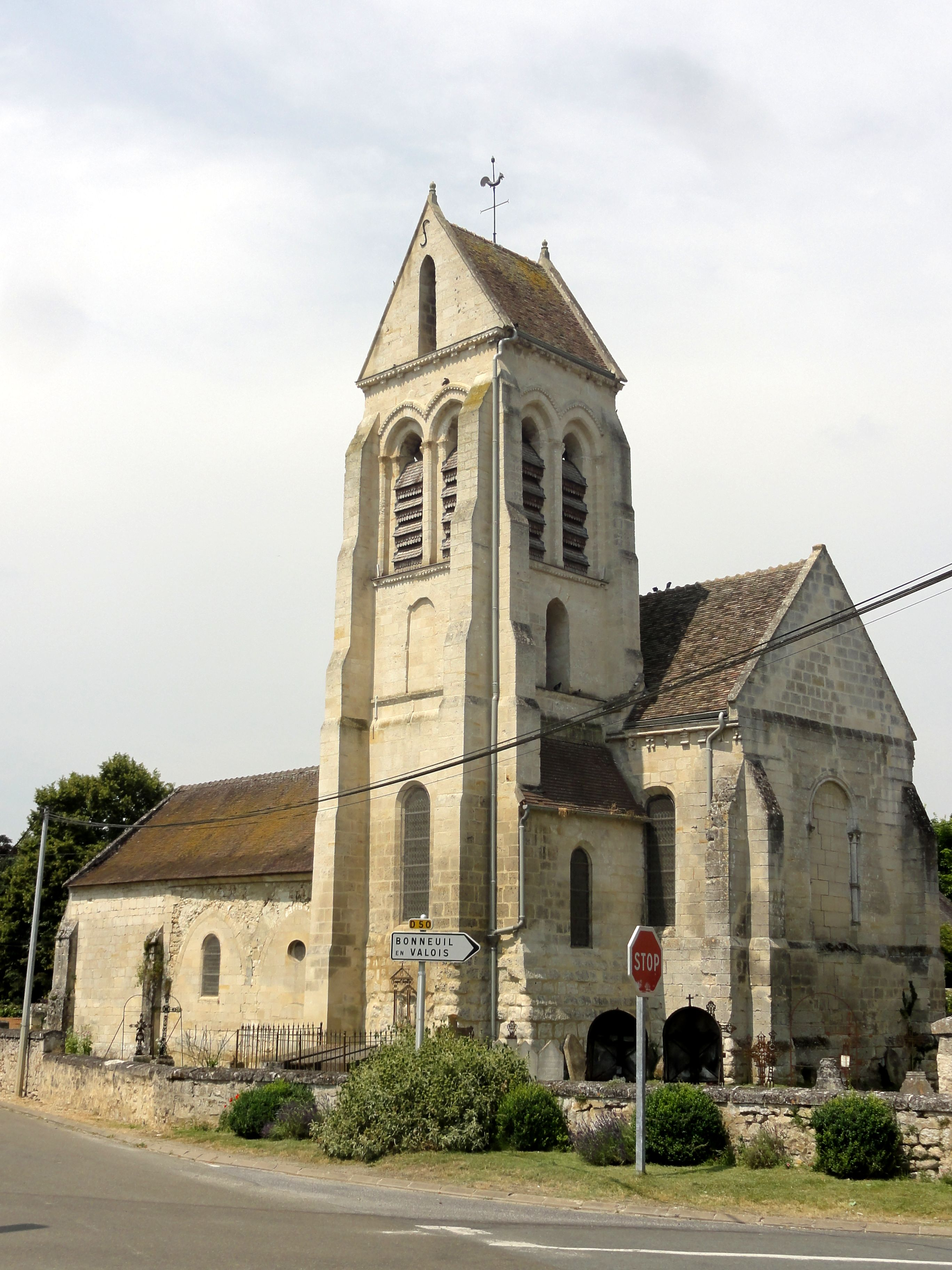
Vue depuis le sud-est.

La majorité des églises de la région sont à clocher central. Néanmoins, la position du clocher à côté du chœur est partagée par quelques autres clochers de la première période gothique, dont Borest, Ver-sur-Launette, et Vez. À l'intérieur, la base du clocher contient une chapelle. Celle-ci communiquait avec le bas-côté par une petite arcade en arc brisé, toujours visible à l'ouest, et contenant actuellement une porte et une fenêtre. Comme on peut facilement le constater depuis l'extérieur, la chapelle se poursuit à l'est par une niche d'autel. De telles niches d'autel sont rares dans la région. On peut néanmoins citer le prieuré de Bray (commune de Rully), Domont, Labruyère, Lavilletertre, Puiseux-Pontoise, Saint-Vaast-lès-Mello, Santeuil et Vernouillet. La saillie de la niche correspond à celle des contreforts. Deux contreforts orthogonaux flanquent chaque angle du clocher. Ils sont du même type que leurs homologues de la façade, et se retraitent cinq fois par des fruits. À la limite entre le rez-de-chaussée et le premier étage, cette retraite concerne les trois faces des contreforts, comme en façade, ainsi que les murs. L'amortissement est formé par un glacis sans larmier.
Le recours à de tels contreforts d'une physionomie romane au début du XIIIe siècle et aux baies en plein cintre est partagé avec l'église de Glaignes, qui montre également des partis archaïsants. Sur le clocher, les baies du rez-de-chaussée et la baie méridionale du premier étage sont en plein cintre. Les baies à l'est et à l'ouest sont en arc brisé. Seulement deux assises au-dessus de la retraite du mur, ces baies prennent appui sur un bandeau saillant : il est curieux que l'architecte ne l'a pas fait coïncider avec la retraite. Le bandeau est au profil d'une plate-bande et d'un cavet, et au sud seulement, le cavet est garni d'un rang de billettes. Un autre bandeau sert d'appui aux baies de l'étage de beffroi. Il est décoré, de tous les côtés, d'un rang de têtes de clous. L'étage de beffroi est d'une rare austérité avec ses baies vierges de colonnettes à chapiteaux, aux archivoltes non moulurées. Les deux baies abat-son qui ajourent chaque face sont en arc brisé, et occupent toute la largeur disponible entre les contreforts. Elles sont à deux rangs de claveaux, et le rang de claveaux inférieur est placé en retrait, ce qui réduit la largeur réelle des baies. Les impostes prennent la forme de chapiteaux sommairement épannelés, et chaque baie est surmontée d'un bandeau accompagné d'un rang de têtes de clous. Le même motif revient sur la corniche de corbeaux, qui est présente sur les quatre faces du clocher, donc même en bas des pignons. Les ressemblances avec l'étage de beffroi de Vez amènent Dominique Vermand à conclure que les deux clochers sont l'œuvre du même atelier. Enfin, le clocher de Pondron présente la particularité d'une bâtière perpendiculaire à l'axe de l'édifice, comme à Bémont, Breuil-le-Vert, Choisy-au-Bac et Othis, parti habituellement retenu pour des clochers de très faible hauteur, qui peuvent ainsi faire l'économie d'un étage de beffroi à part entière (Houdancourt, Vauciennes).

#### Chœur et chapelle nord
Le chœur et la chapelle formant le croisillon nord sont appareillés en pierre de taille, à l'instar de la première travée de la nef et du clocher. Les deux travées du chœur sont nettement barlongues, et de faible profondeur, ce que l'on voit bien au sud, où la niche d'autel à l'est du clocher, pourtant faiblement saillante, dissimule le piédroit gauche de la baie méridionale du chœur. La fenêtre est une lancette simple en plein cintre, sans décoration, entourée seulement d'un ébrasement. Le mur se termine par une corniche, qui est au profil d'une plate-bande, d'une profonde gorge, et d'un tore proéminent. Celui-ci s'appuie sur des modillons, qui adoptent un profil assez similaire, mais qui n'est pas toujours rigoureusement le même. Certains médaillons sont échancrés du bas vers le haut, et affichent ainsi une arcature en plein cintre, ou une billette s'insère entre les deux segments du modillon. Un seul modillon représente une rosace. Au nord, la corniche repose, pour l'essentiel, sur des corbeaux au profil d'une baguette et d'un méplat. Seulement les deux derniers sont pourvus d'un décor sculpté géométrique simple. La fenêtre est du même type qu'au sud. Chacun des deux angles du chevet est épaulé par deux contreforts plats orthogonaux, du même type que ceux de la façade et du clocher, ce qui souligne la grande homogénéité de l'édifice. La fenêtre du chevet, déjà bouchée lors du passage de Louis Graves vers 1840, est la seule de l'église qui a bénéficié d'une décoration. En plein cintre comme les autres à ce niveau d'élévation, elle est surmontée d'une archivolte profilée d'un tore dégagé, qui retombe sur les chapiteaux de crochets de deux fines colonnettes en délit. Les fûts sont bagués à mi-hauteur. D'une facture tout à fait différente sont les deux fenêtres qui éclairent la chapelle, au nord et à l'est. Par leurs délicats réseaux de deux lancettes à têtes trilobées, surmontées d'un soufflet également trilobé entre deux étroits écoinçons ajourés, et leur modénature prismatique, elles sont emblématiques du style flamboyant. Une gorge et une étroite moulure concave les entoure, et à leur seuil, un larmier passe autour de la chapelle au niveau de la limite des allèges. Un autre élément de scansion horizontal est la plinthe moulurée, qui masque la retraite du mur après les premières assises. Un unique contrefort oblique, qui s'amortit par un glacis formant larmier, épaule chacun des deux angles. Cette position des contreforts est usuelle à la fin de la période gothique,.

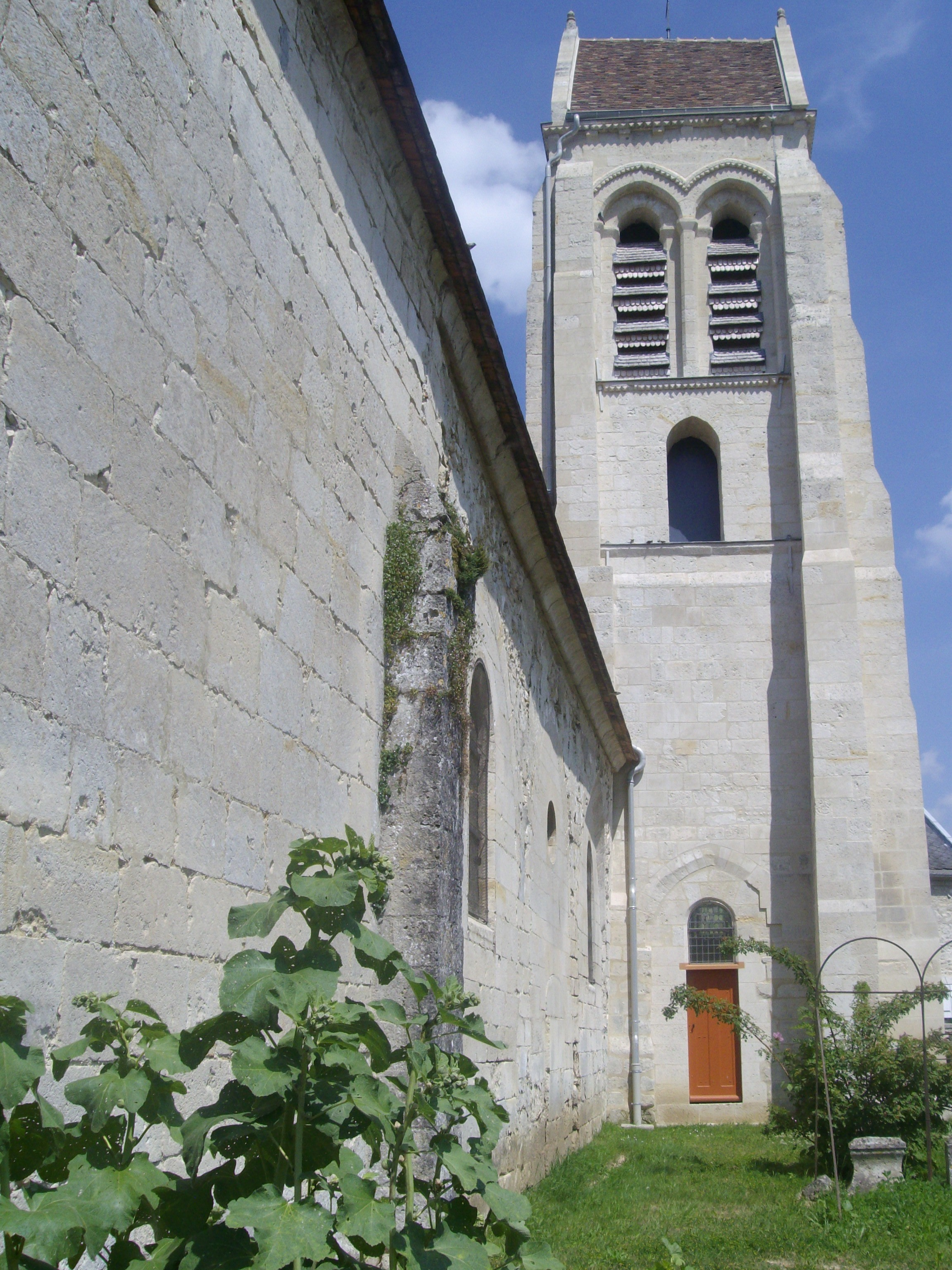
Clocher, côté ouest.
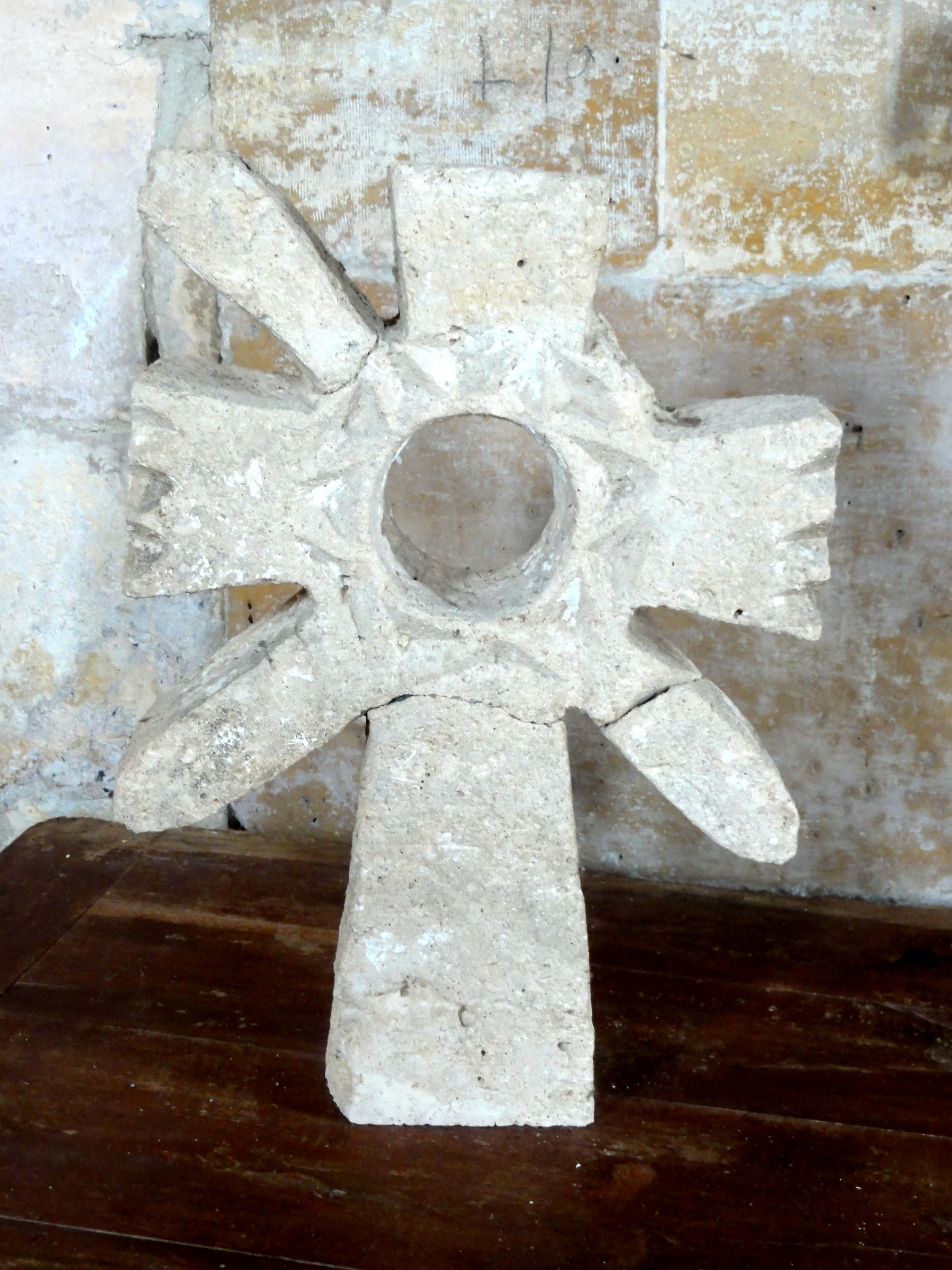
Ancien antéfixe du chœur.
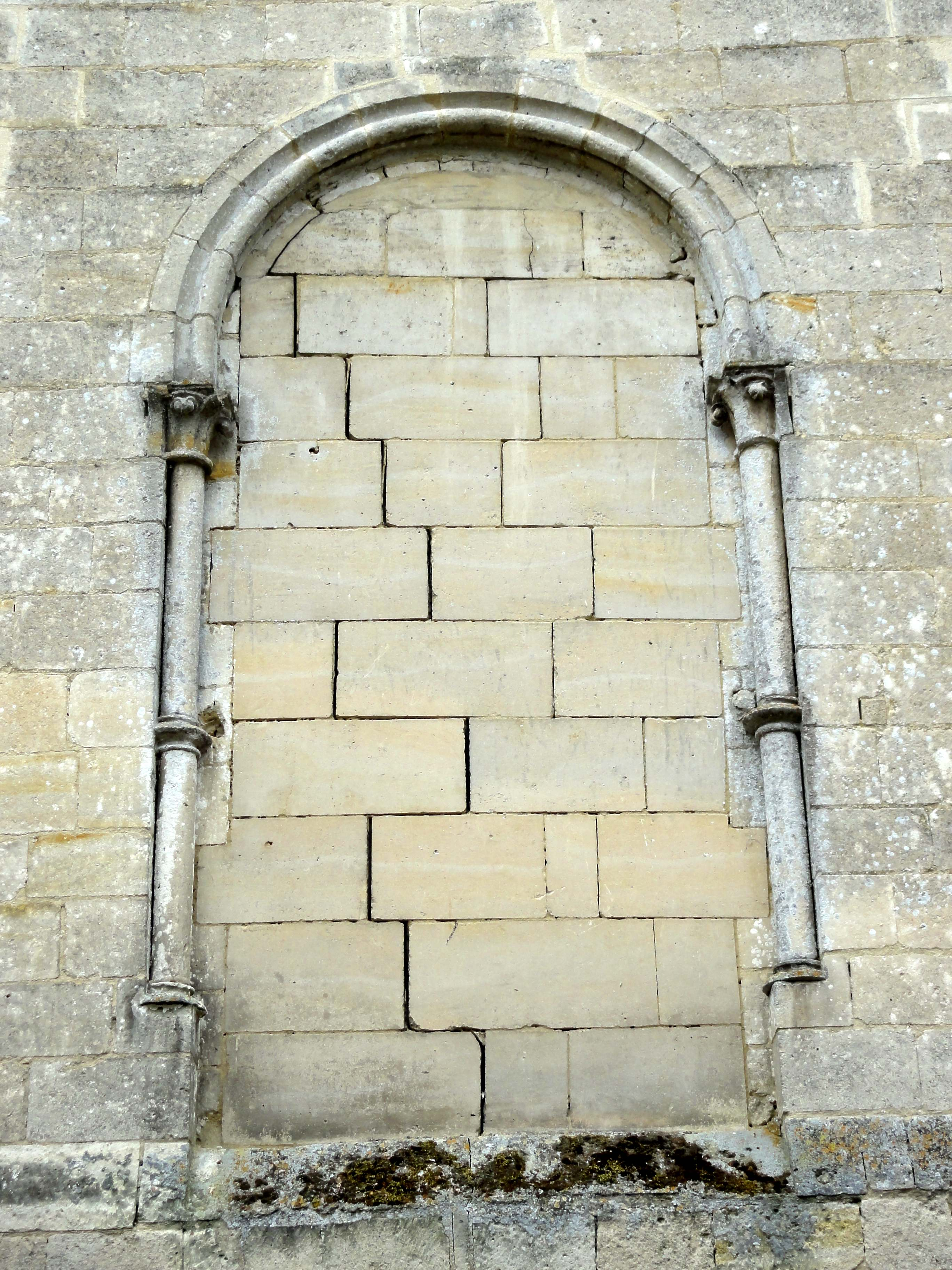
Fenêtre bouchée du chevet.
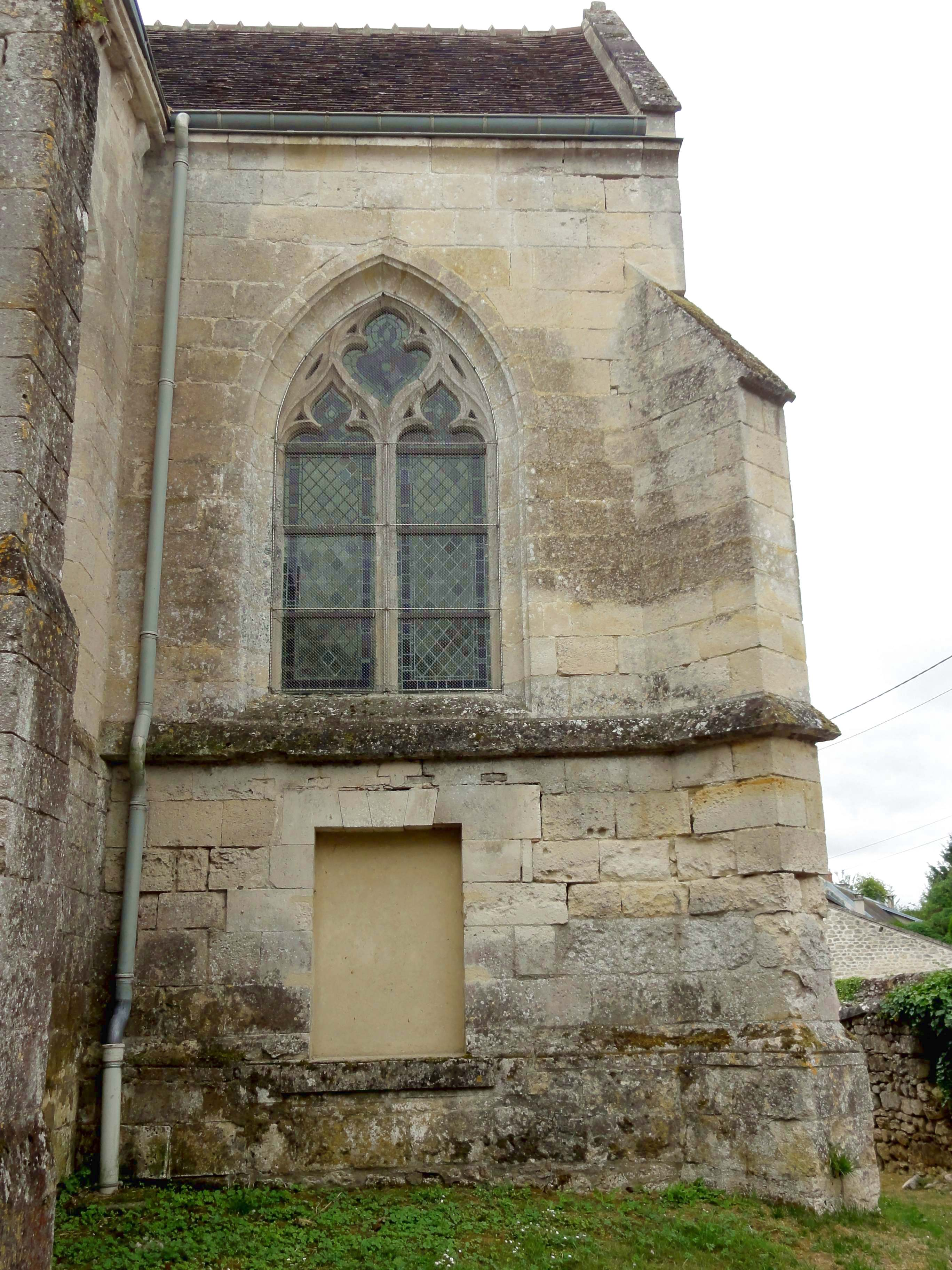
Chapelle nord, côté est.
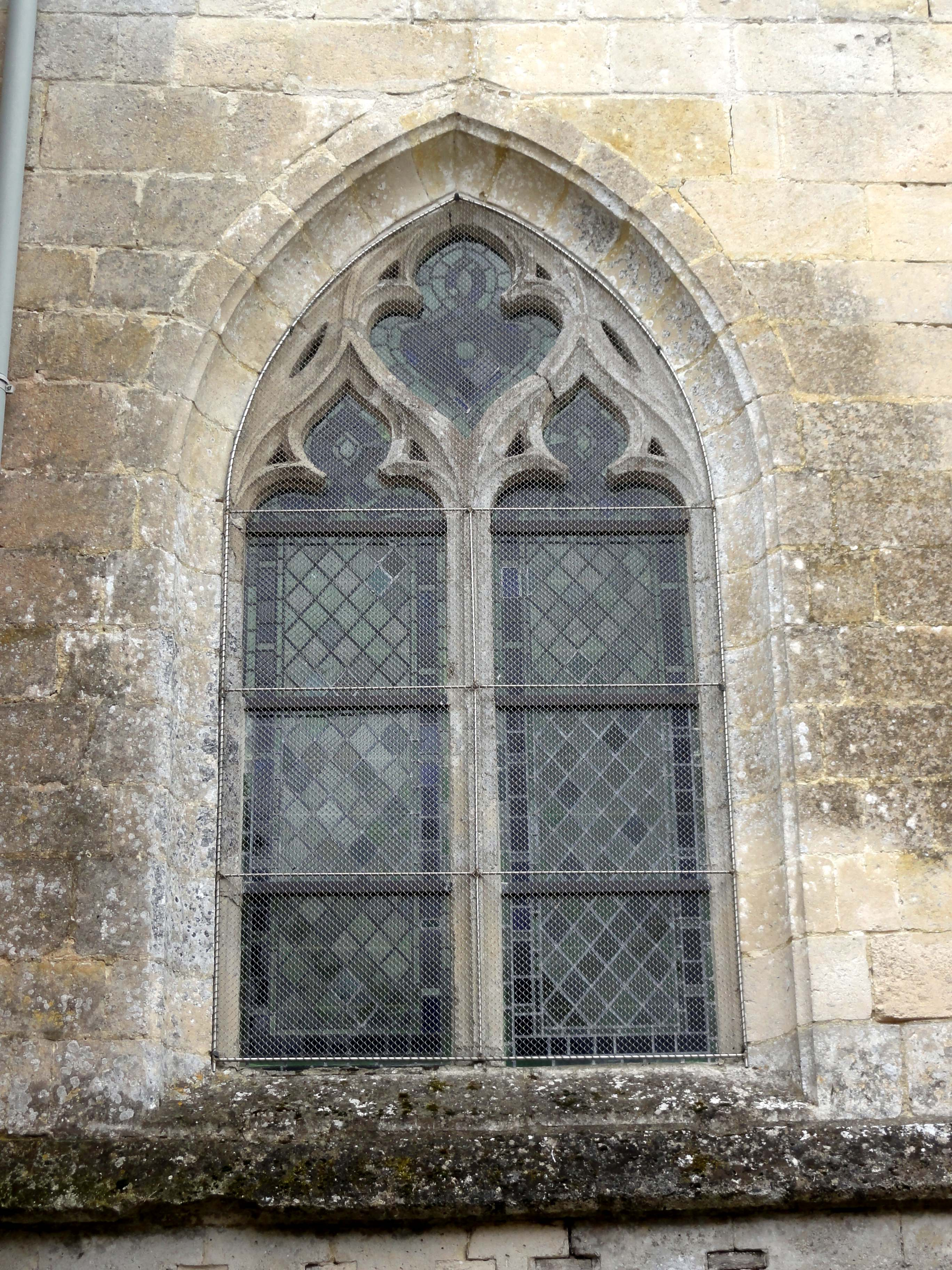
Fenêtre de la chapelle nord.
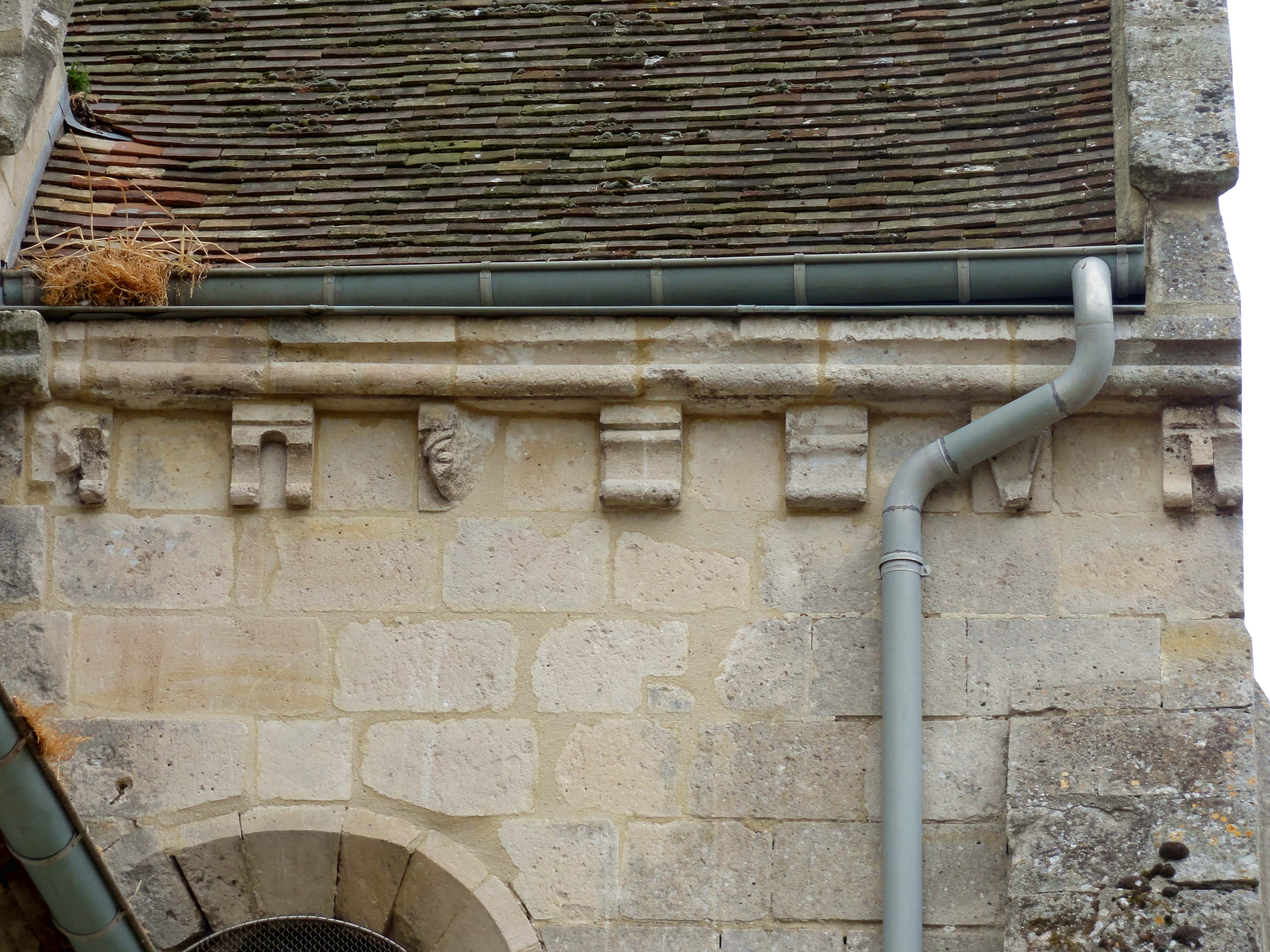
Corniche du chœur, côté sud.

### Intérieur

#### Nef

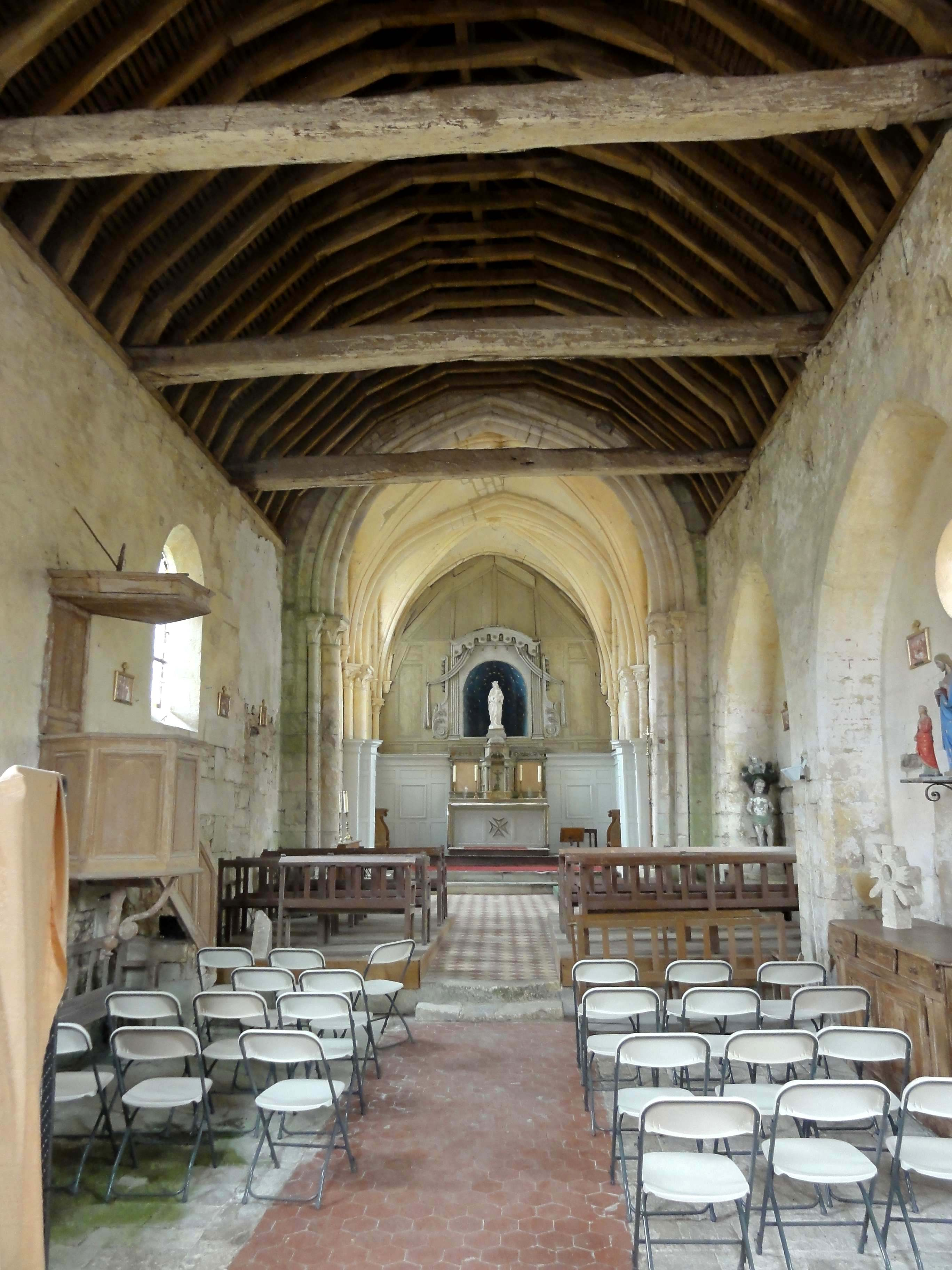
Nef, vue vers l'est.

À l'instar de la plupart des nefs uniques conçues pour ne pas être voûtées de la région, son intérieur n'est qu'une simple salle rectangulaire. Ansacq, Barbery, Clairoix, Éméville, Heilles, Mogneville, Roberval, Rully, sont quelques exemples de nefs uniques qui n'ont pas été munies de bas-côtés après coup, ou déjà perdus leur bas-côté, et qui n'ont pas non plus été voûtées. C'est notamment au XIXe siècle que beaucoup de nefs lambrissées ou à charpente apparente ont été équipées de fausses voûtes d'ogives en matériaux légers, et dès le XVIe siècle, et surtout à la période classique, beaucoup de nefs sont munies de fausses voûtes en berceau en bois plâtré. À Pondron, la charpente en carène renversée est à sept pans, et il n'y a pas de poinçons pour raccorder les six entraits à la ligne faîtière, ce qui donne à penser que la charpente était vraisemblablement prévue pour être lambrissée. De telles charpentes lambrissées restées intactes, ou refaites, existent encore à Bailleval, Catenoy, Heilles, Hodenc-en-Bray, Mogneville, Monchy-Saint-Éloi, Roberval, Saint-Martin-des-Champs (Paris), etc. L'on note que les entraits ne sont pas décorés de moulures ou d'engoulants. La datation reste à établir, mais comme déjà évoqué, la corniche du XVIe siècle à l'extérieur s'explique probablement par la réfection de la charpente à cette époque. Les élévations n'appellent que peu de remarques. À l'ouest, le portail paraît comme étant en anse de panier, et la grande baie occidentale s'ouvre au-dessus d'un long glacis, mais n'est que faiblement ébrasée. Au sud, les grandes arcades animent toujours le mur, et les murs qui les bouchent s'avèrent très minces. Au sol, l'allée centrale a été refaite en deux étapes, avec des tomettes rouges en terre cuite, puis blancs et marron en damier. Sous les bancs, le pavage du sol consiste d'anciennes dalles funéraires en pierre calcaire retournées. À l'est, l'arc triomphal à l'entrée du chœur s'inscrit exactement sous la charpente, et est presque aussi large que la nef. Au cas d'un voûtement de la nef, la moitié supérieure de l'arcade se serait trouvée obturée.

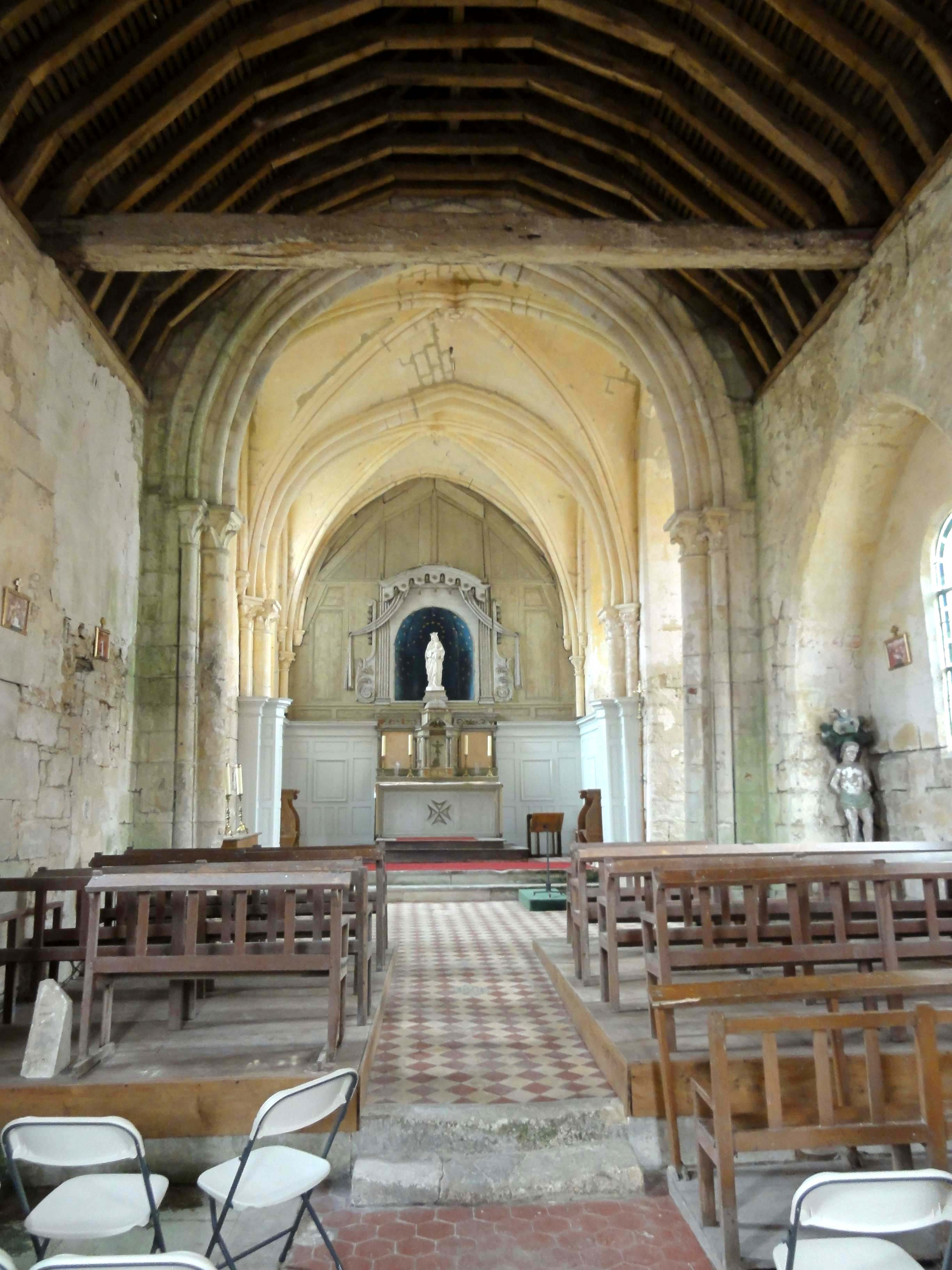
Vue vers l'est.
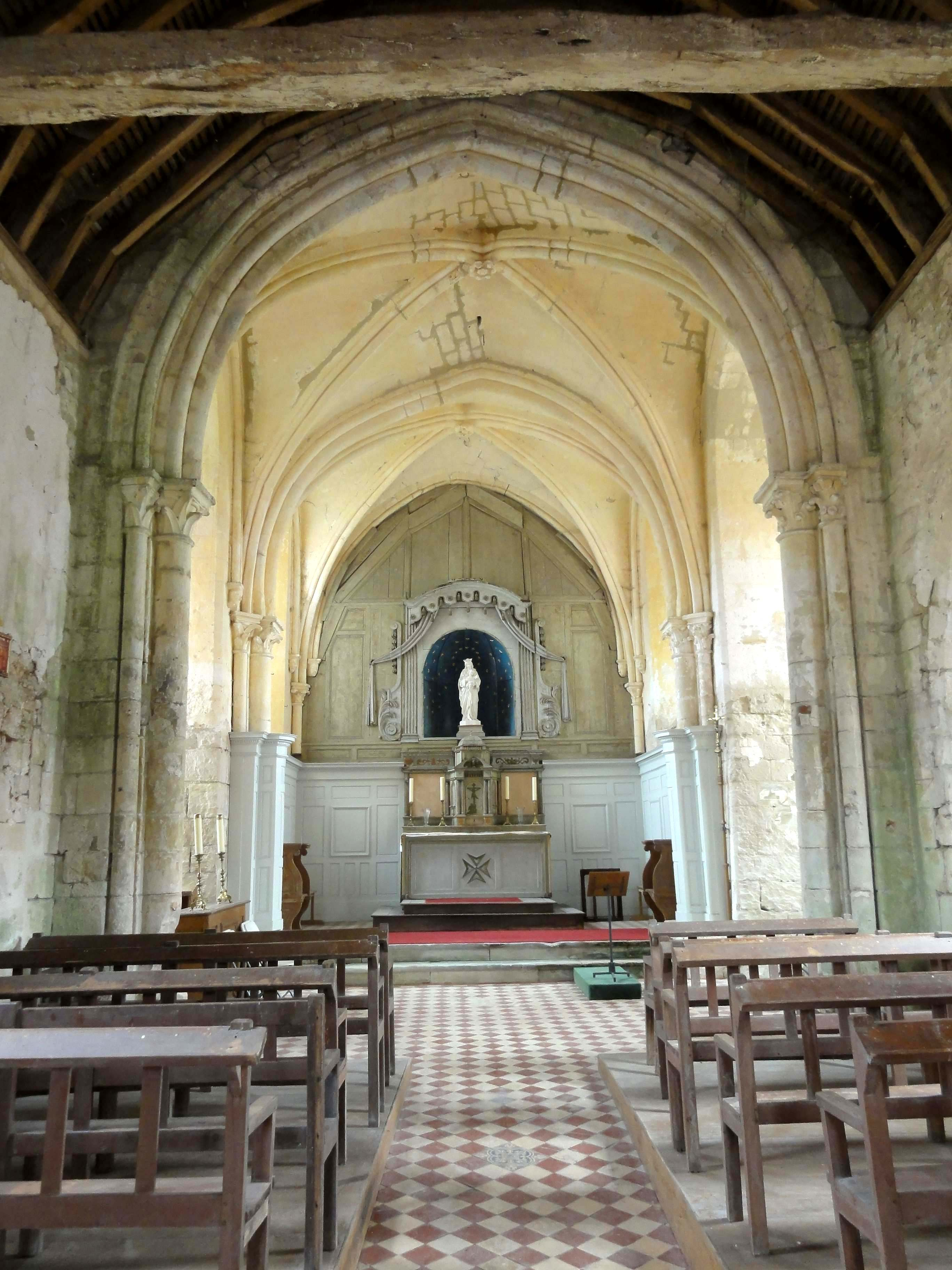
Vue vers l'est.
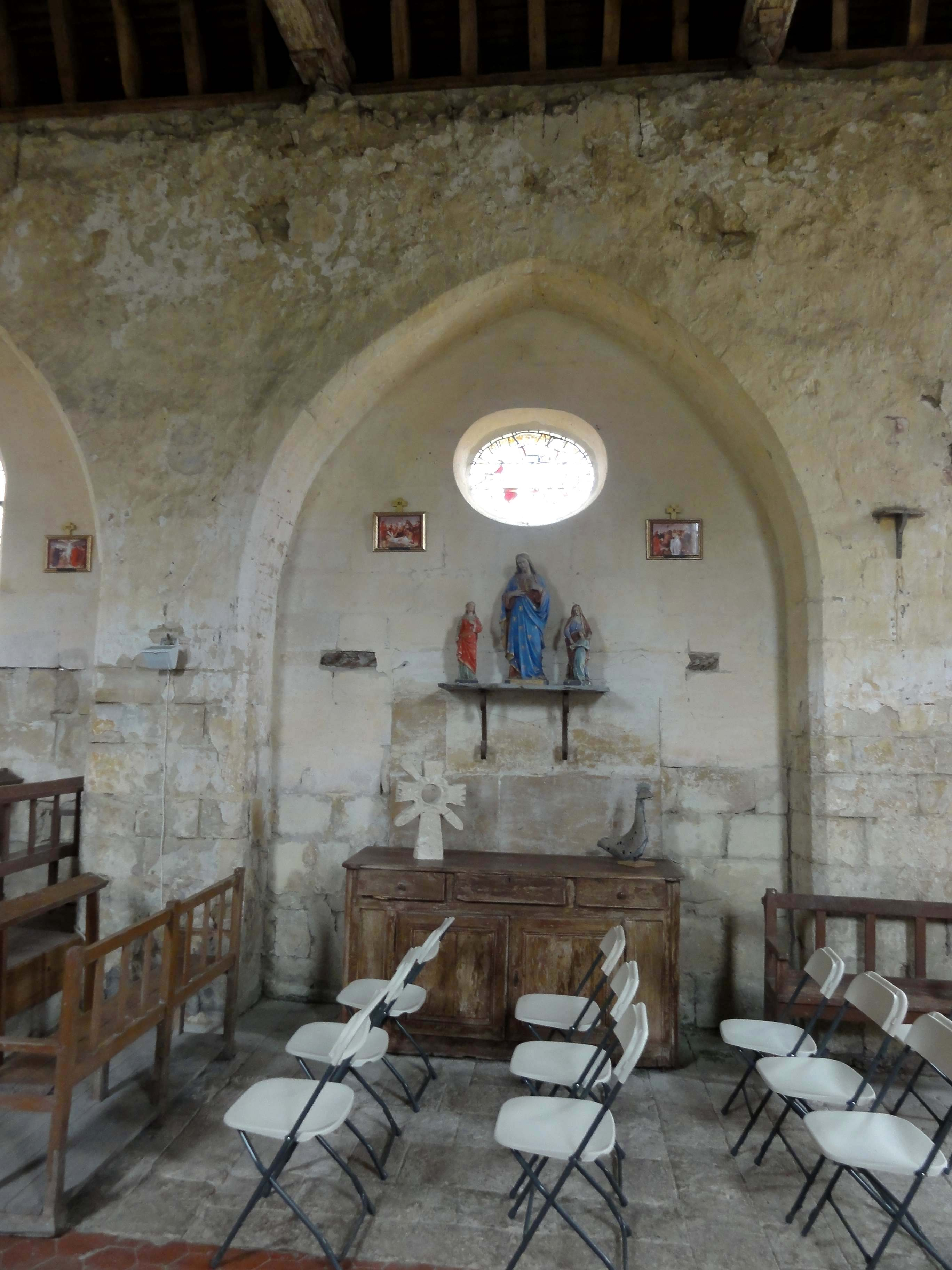
Grande arcade bouchée.
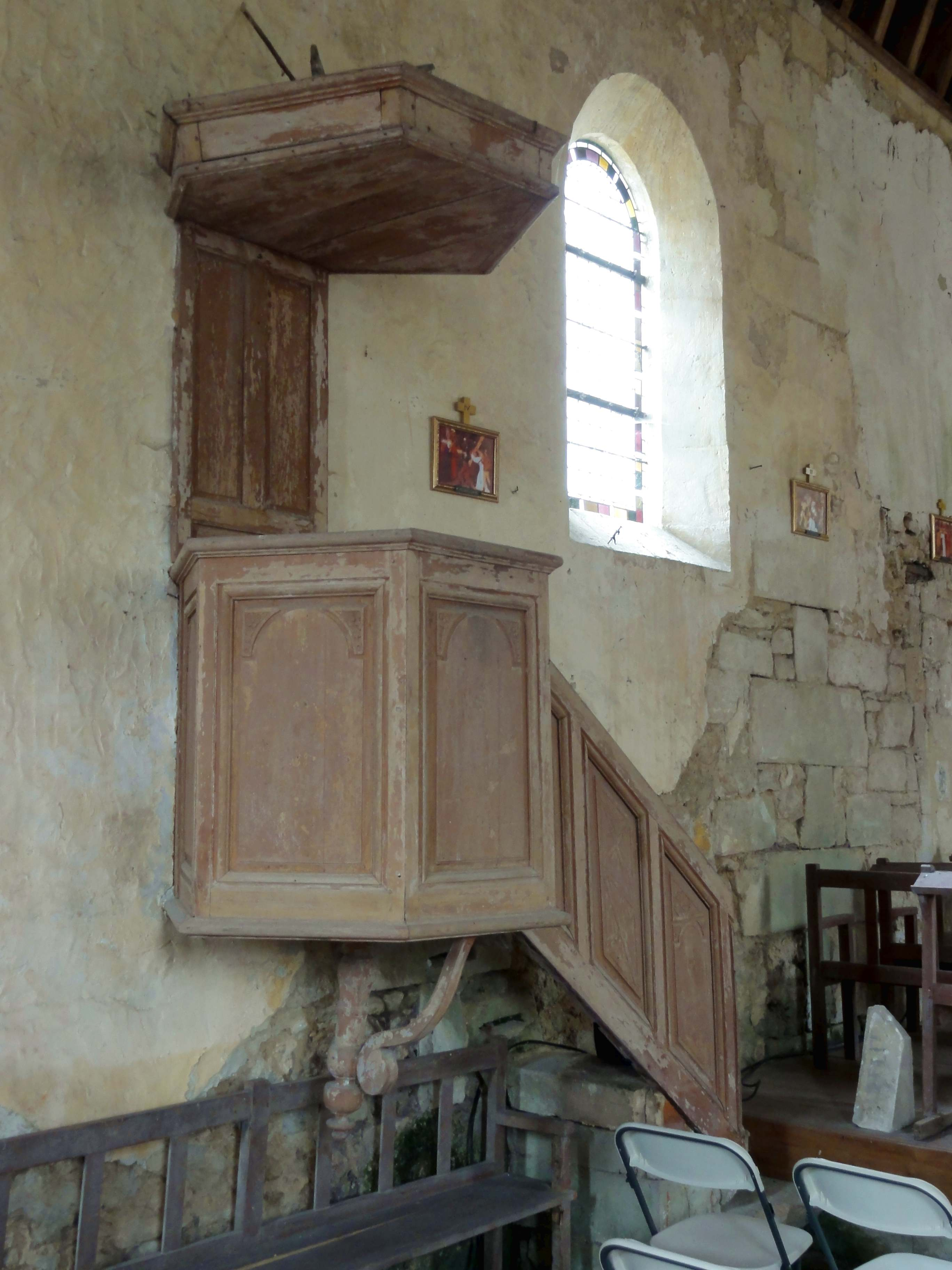
Chaire à prêcher.
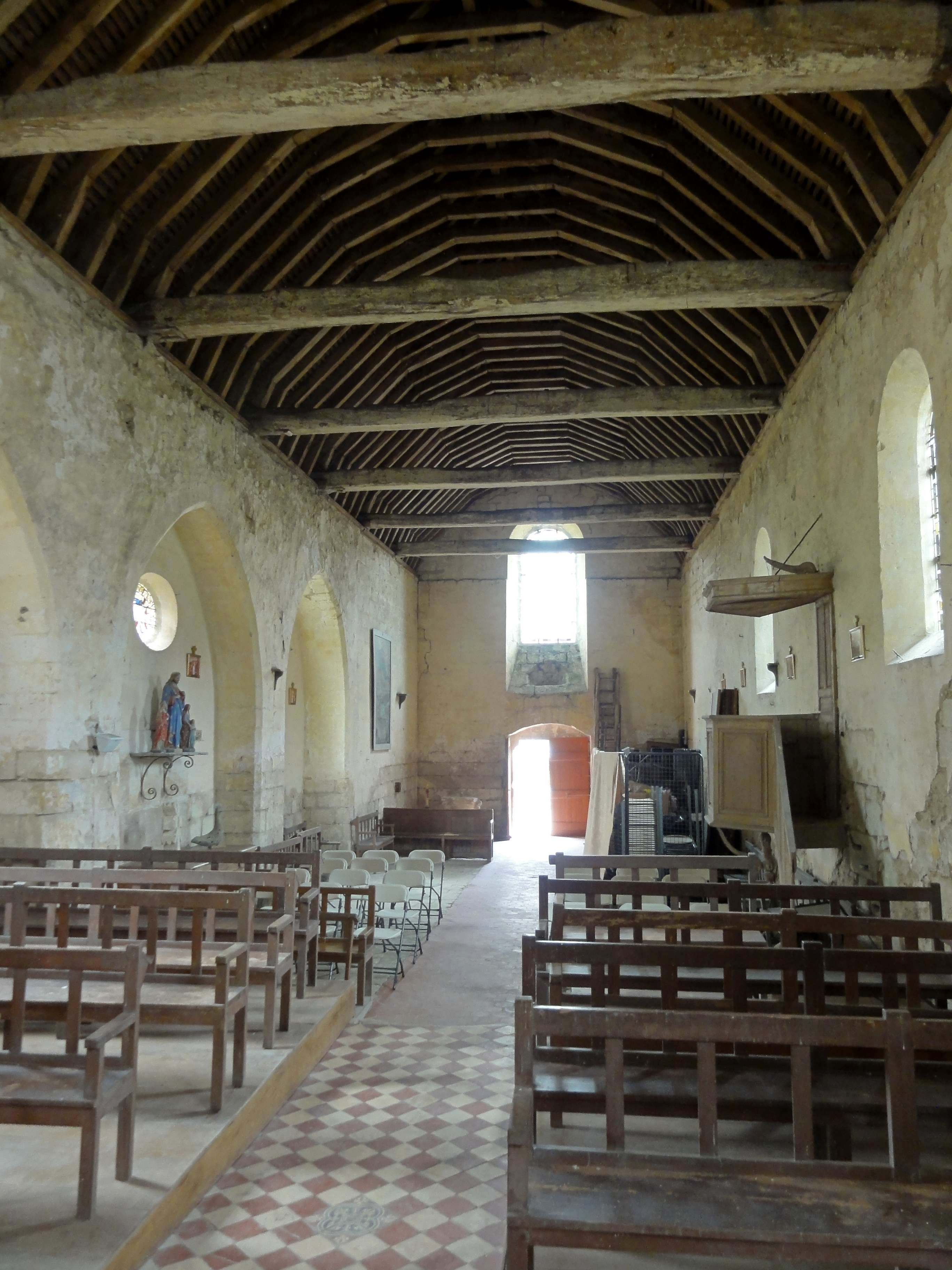
Vue vers l'ouest.
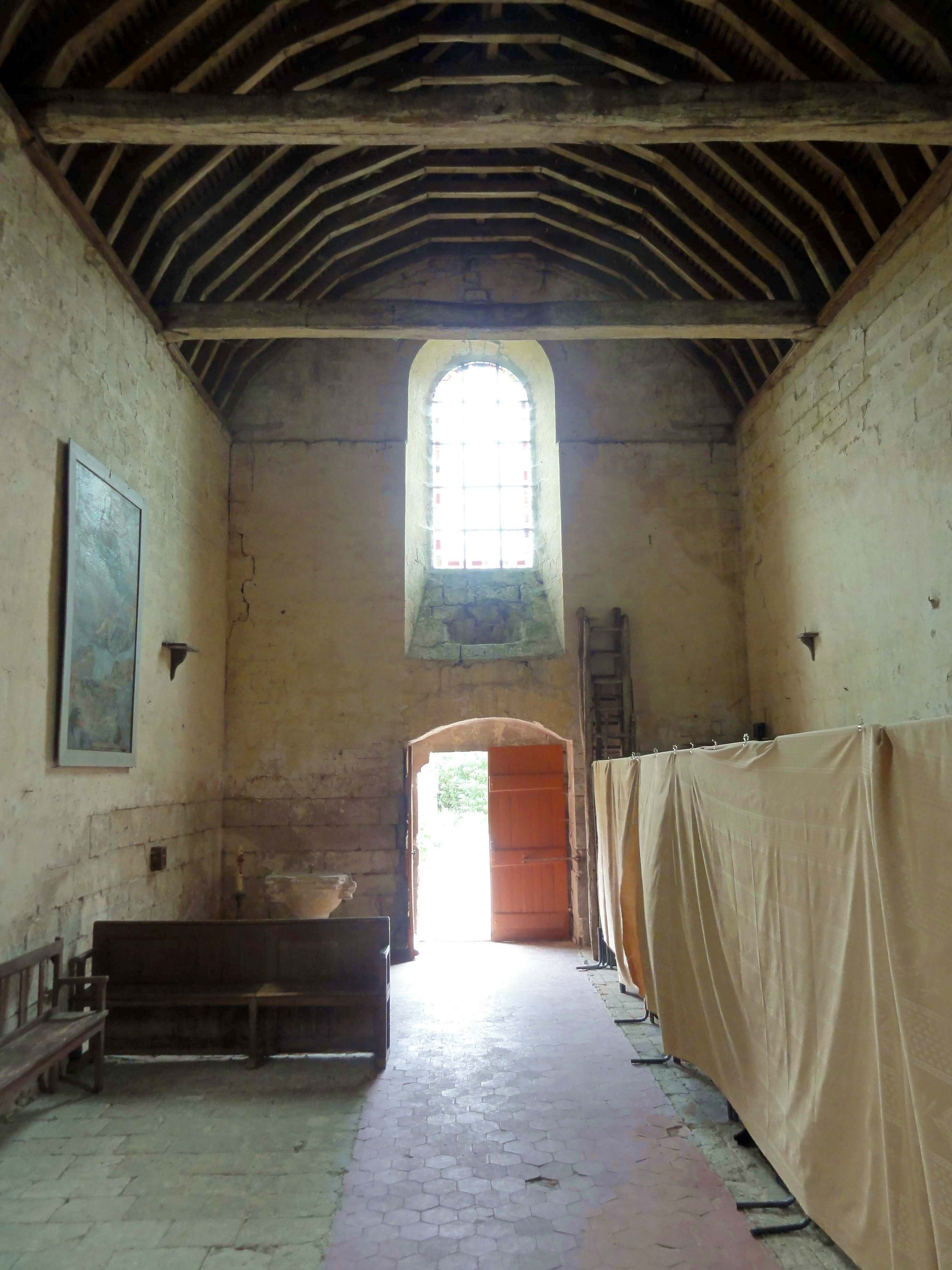
Vue vers l'ouest.

#### Chœur

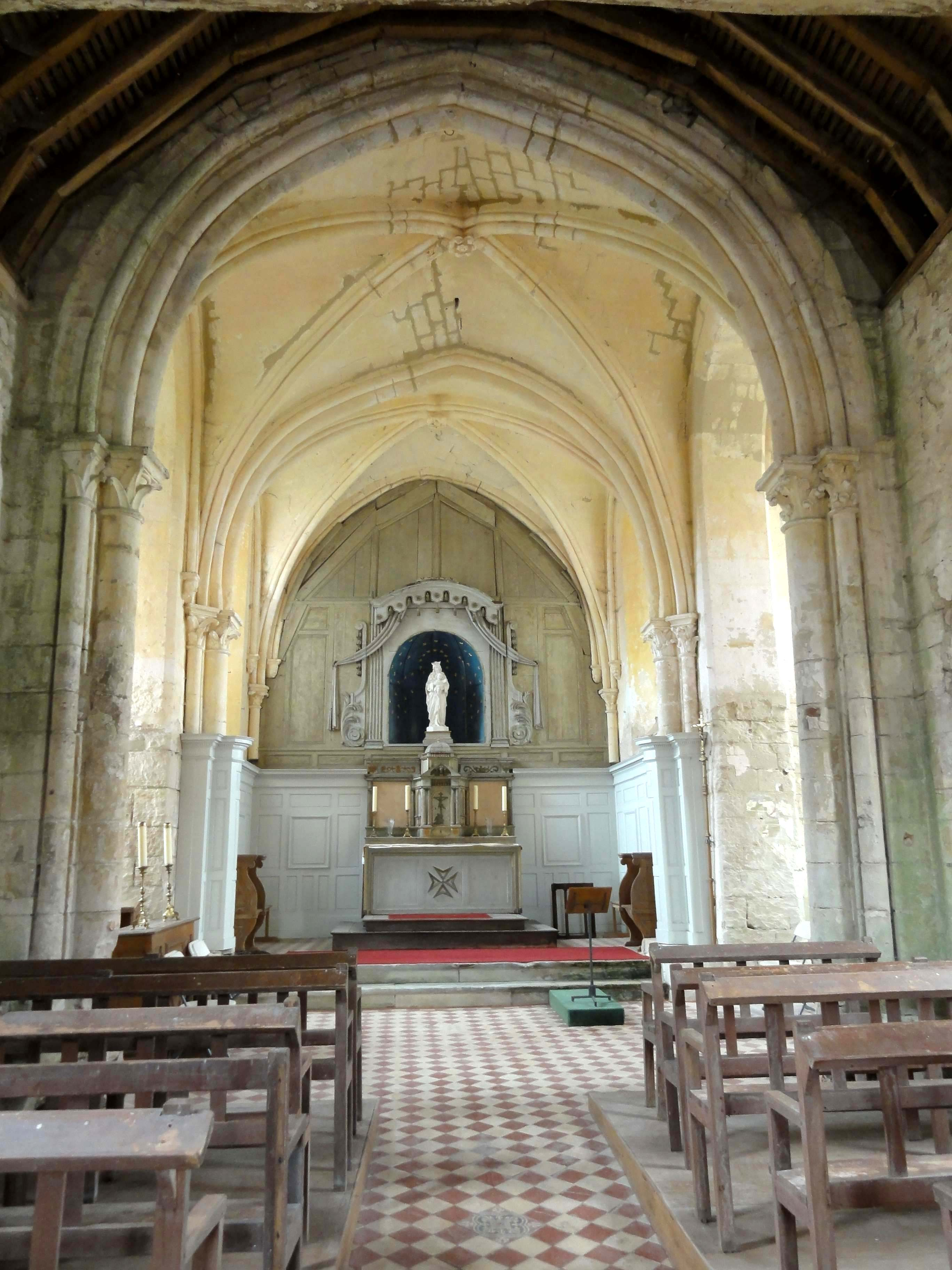
Vue depuis la nef.

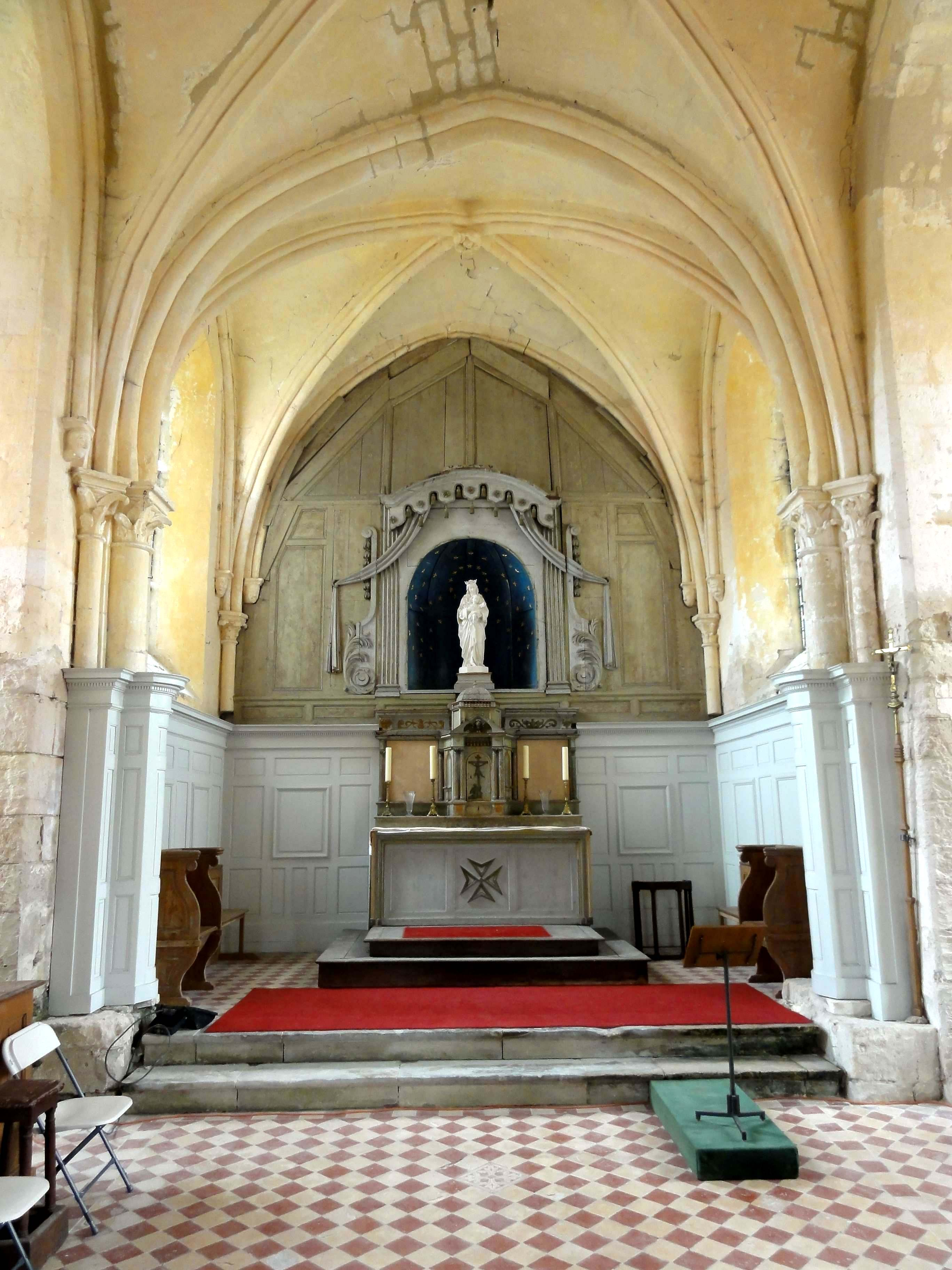
1re travée, vue vers l'est.

Libéré des contraintes imposées par un clocher central, le chœur de Pondron est relativement large, et son architecture dégage une certaine impression de légèreté, sans qu'il puisse être question d'élancement, car la hauteur ne dépasse pas la largeur. Au début du XIIIe siècle, quelques autres chœurs de la région sont encore réalisés avec un chevet plat et sans clocher au-dessus de la première travée, dont Borest, Ermenonville et Saint-Jean-aux-Bois, mais leurs chevets sont éclairés par un triplet, et leurs travées ne sont pas aussi peu profondes. Du fait de leur plan barlong très prononcé, les deux voûtes sont en arc légèrement brisé dans le sens transversal, et très aigus dans le sens longitudinal. À vrai dire, les deux travées du chœur de Pondron correspondent à une travée double, recouverte par une voûte à six branches d'ogives, à Ermenonville et Saint-Jean-aux-Bois. Cependant, rien n'indique à coup sûr que l'architecte de Pondron avait initialement prévu une telle voûte sexpartite, car un arc-doubleau ordinaire et des faisceaux de trois colonnettes à chapiteaux séparent les deux travées. On observe seulement que les formerets longitudinaux retombent sur des culs-de-lampe, comme les rouleaux supérieurs des grandes arcades dans les collatéraux de Béthancourt-en-Valois, ce qui pourrait indiquer un changement de parti en cours de chantier. L'on pourrait donc supposer que les formerets auraient initialement dû être reçus sur les tailloirs des ogives, et que les branches d'ogives supplémentaires de la voûte sexpartite auraient dû retomber sur les tailloirs affectés au doubleau. Mais dans ce cas, l'architecte aurait certainement opté pour des fûts d'un diamètre moindre. Le tracé du doubleau est aujourd'hui très déformé et dissymétrique. Son profil est de trois tores accolés, dont le tore médian est proéminent, et d'un plus fort diamètre. Les ogives adoptent ce même profil, avec un diamètre réduit, et sur l'arc triomphal, s'y ajoute un rang de claveaux supérieur, qui est logiquement mouluré d'un tore de chaque côté. Ce profil, adopté aussi à Acy-en-Multien, Bémont, Marolles et Noël-Saint-Martin, est peu répandu dans la région à la première période gothique, mais connaît une large diffusion à la période rayonnante (Agnetz, Chambly, Cires-lès-Mello, Montataire, Trumilly…, avec des variations), et est déjà connu à la période romane, comme le montrent les bases des clochers de Seraincourt et Saint-Gervais, dans le Vexin français.
Les deux clés de voûte sont décorées de délicates petites couronnes de feuillages. Les ogives et doubleaux retombent sur les tailloirs carrés de chapiteaux de crochets. Le profil des tailloirs se compose, du haut vers le bas, d'un filet, d'une baguette, d'un cavet, et d'une baguette. Comme à l'accoutumée à la première période gothique, les tailloirs des ogives sont plantés obliquement à 45°, face aux ogives. Une exception existe dans les angles du chevet, où les tailloirs sont placés en pointe, et répondent au plan d'un demi-hexagone. Les chapiteaux sont sculptés de feuilles striées, dont la partie supérieure se détache nettement de la corbeille, et qui se terminent parfois par une boule. Une grande feuille occupe chaque angle de la corbeille, et une feuille plus petite se détache au milieu des faces. Sur certains chapiteaux, s'y superposent quelques feuilles de chêne. Au nord, les corbeilles sont de plan rond, et une bague est visible sous le tailloir, dans les intervalles entre deux feuilles. Au sud, les corbeilles sont carrées en haut, et rondes en bas. Les gros fûts des doubleaux sont engagés dans des dosserets, et les minces fûts des ogives et du rouleau supérieur de l'arc triomphal sont logés dans les angles rentrants. Sachant que les formerets sont reçus sur des culs-de-lampe, l'on trouve, en fonction du nombre des éléments à supporter, des faisceaux de quatre colonnettes à l'entrée du chœur ; des faisceaux de trois colonnettes au milieu des élévations latérales ; et des colonnettes uniques dans les angles du chevet. Lors de la pose des boiseries de la seconde travée du chœur, qui sont sans valeur artistique, les supports ont été endommagés, et même à l'entrée du chœur, l'on ne trouve plus de bases intactes. Restent à signaler les culs-de-lampe des formerets, qui sont au nombre de huit : au sud de la première travée, le formeret a effectivement disparu. Dans l'angle nord-est de la première travée, et dans les angles du chevet, les culs-de-lampe sont sculptés de têtes humaines. L'existence de ce type de supports à la première période gothique est peu connue, mais un certain nombre d'exemples existent pourtant. Outre Béthancourt, l'on peut citer Bréançon, de Brenouille, Condécourt, Glaignes, Nointel ou Rocquemont. En général, le dispositif est réservé aux croisillons du transept ou chapelles. Les culs-de-lampe non sculptés ressemblent aux modillons de la corniche au nord du chœur.

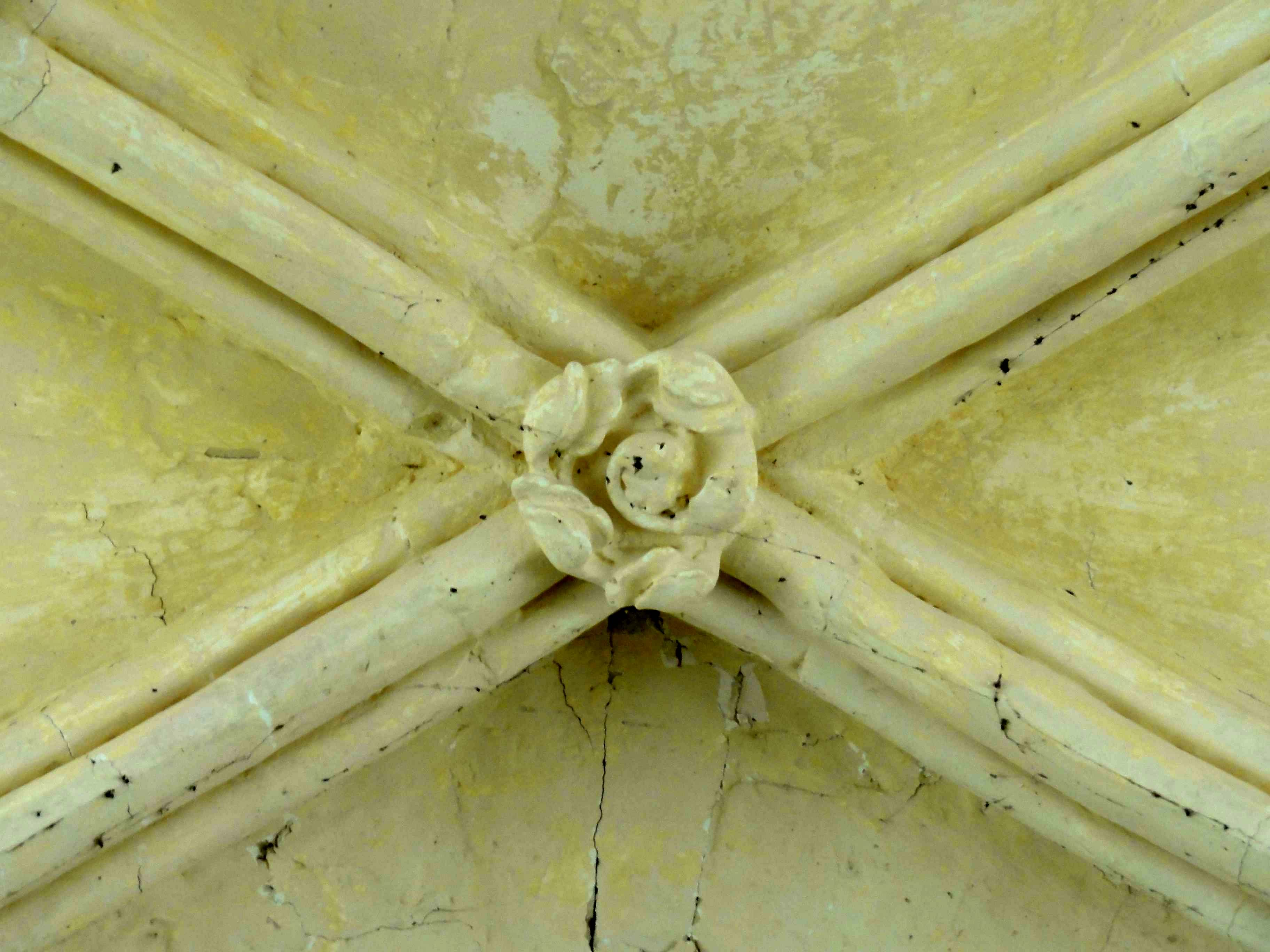
Clé de voûte de la 2e travée.
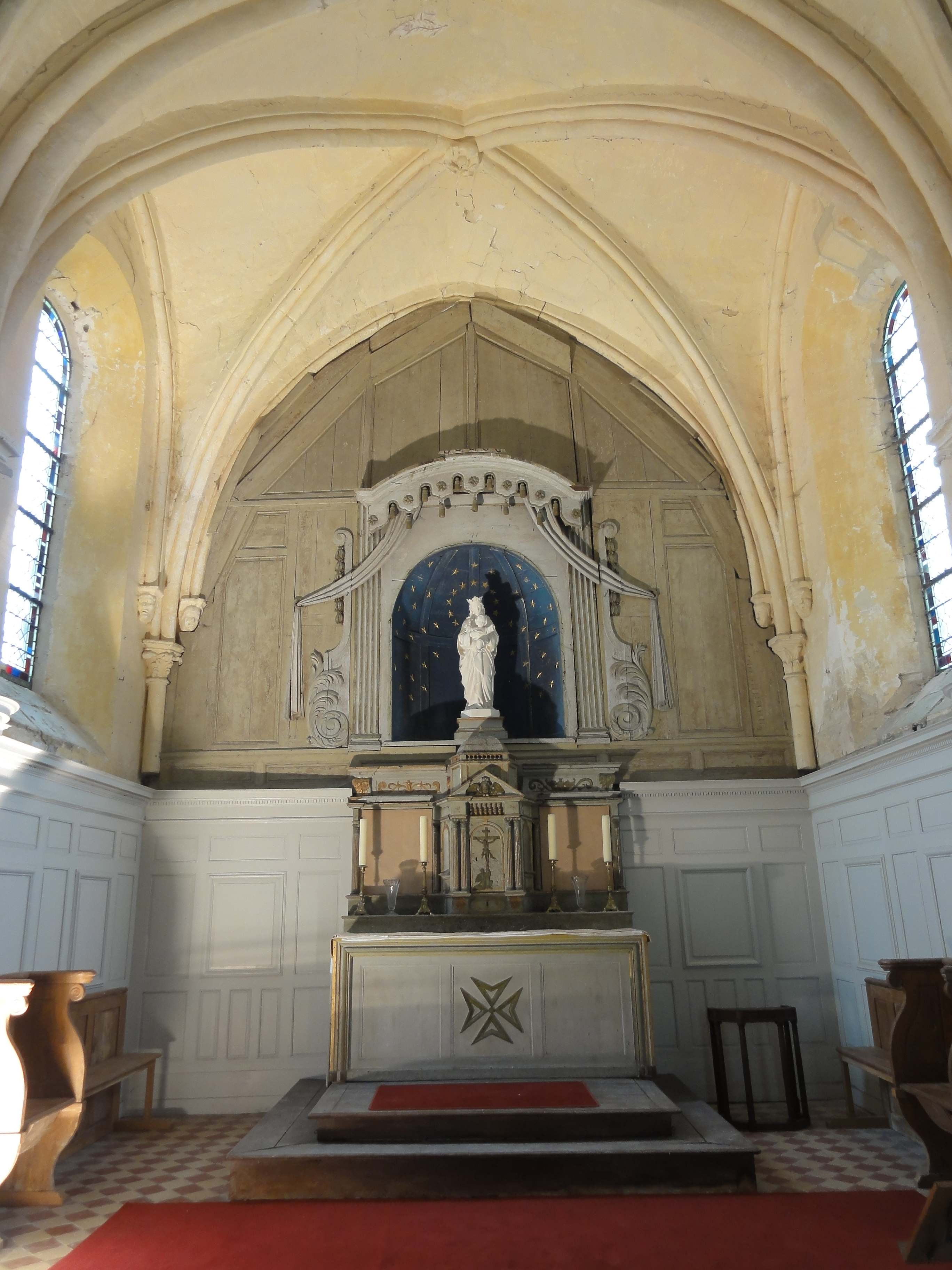
2e travée, vue vers l'est.
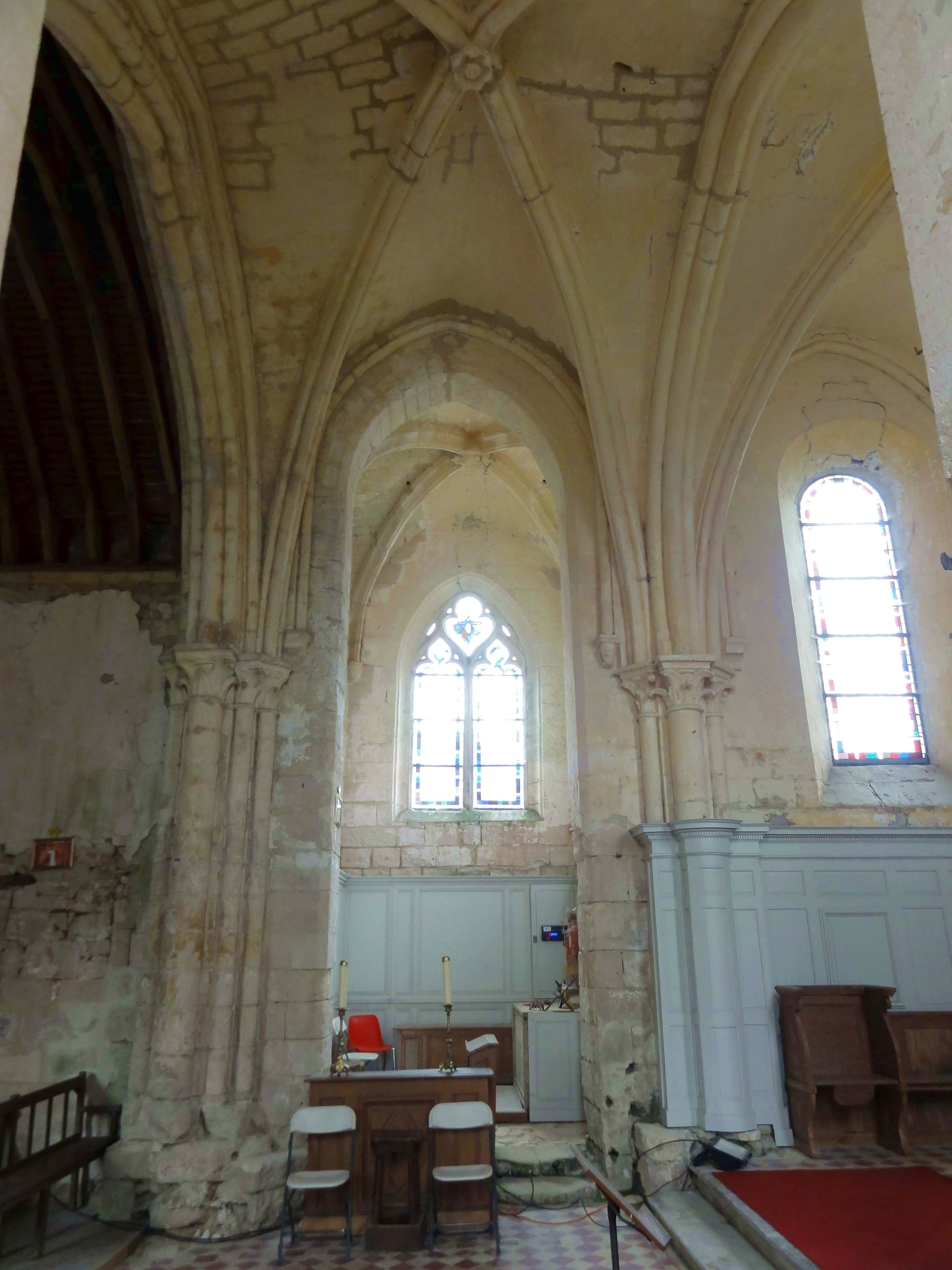
1re travée, vue vers le nord sur la chapelle.
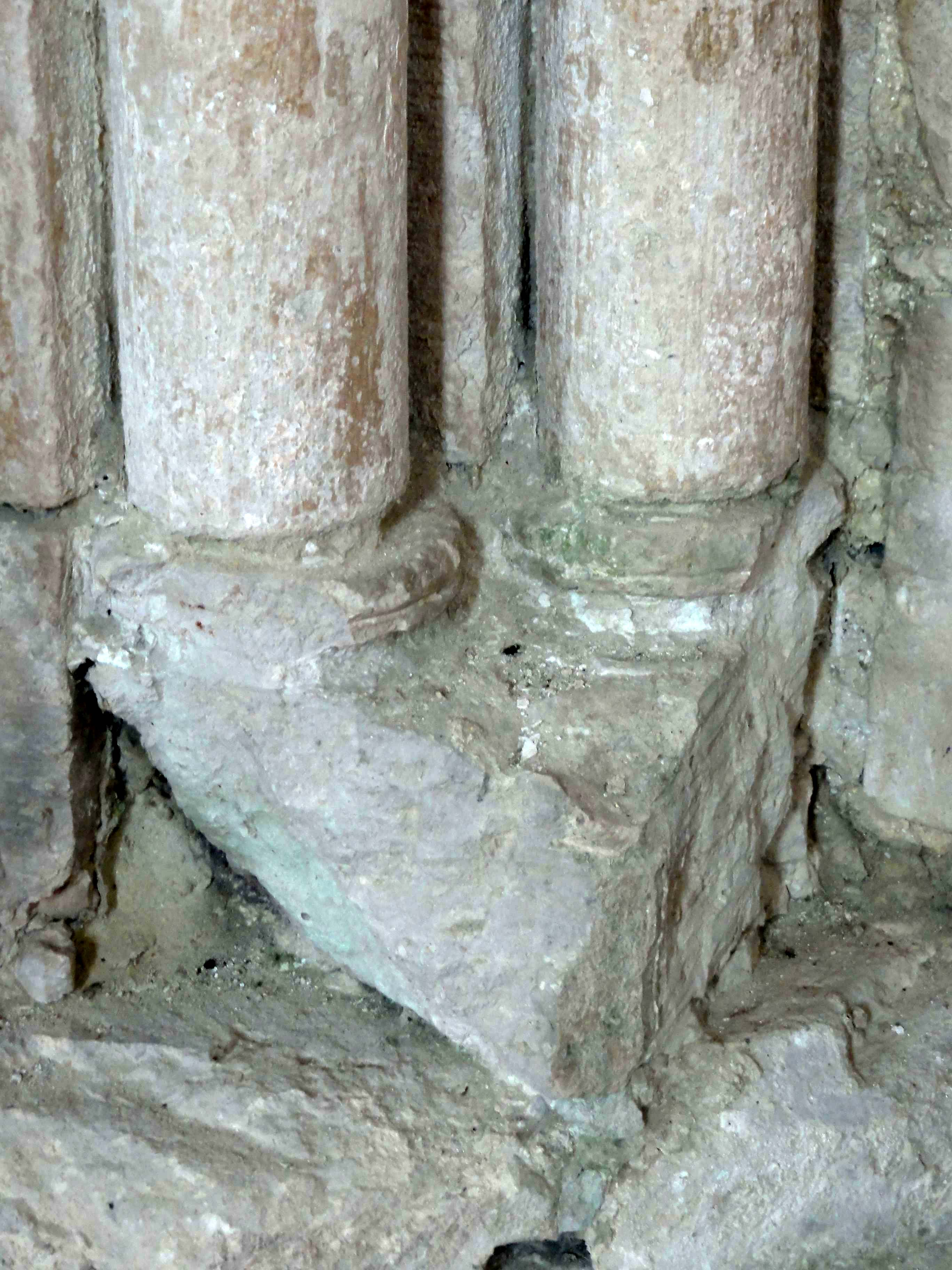
Bases dans l'angle nord-ouest de la 2e travée.
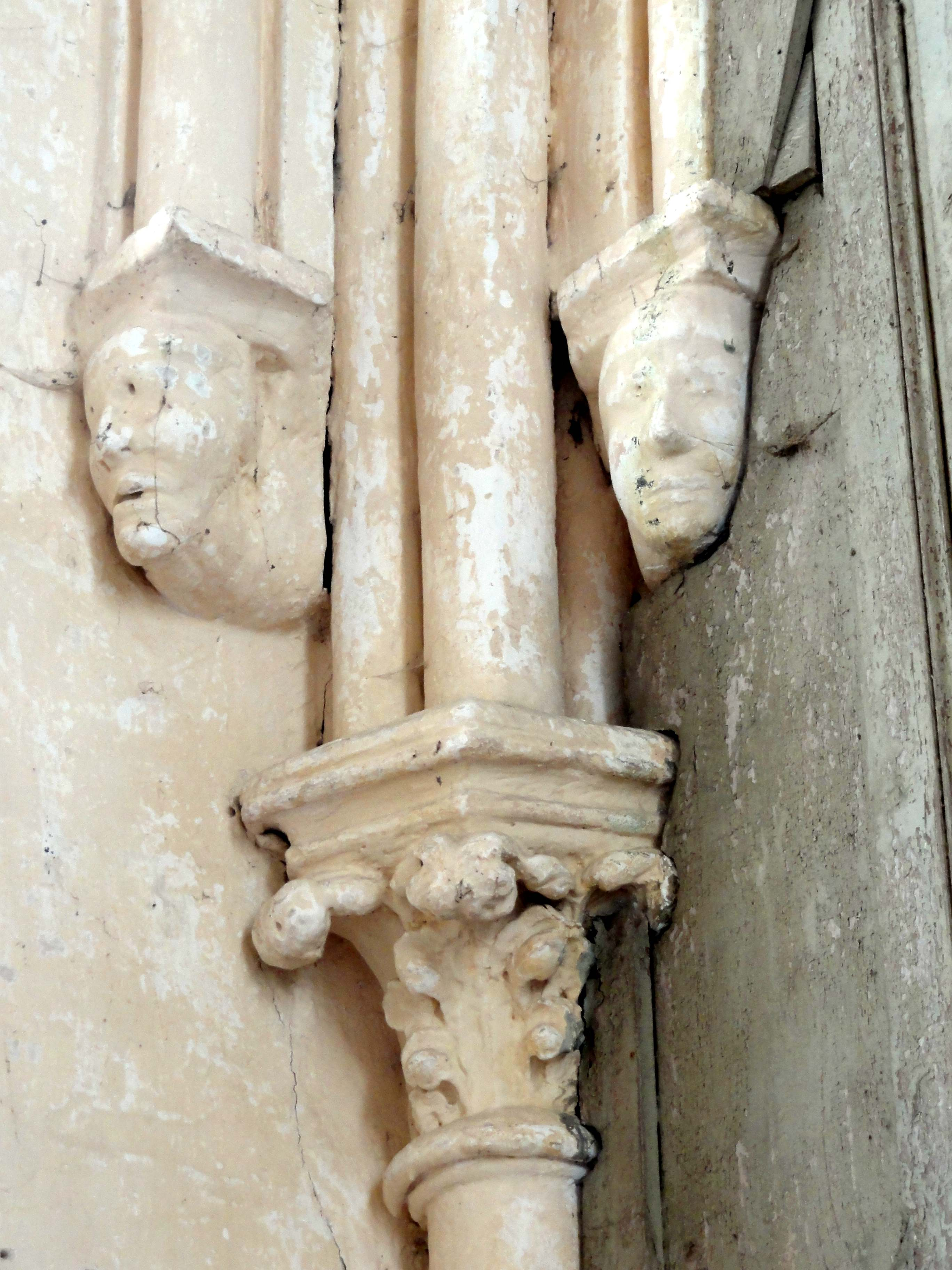
Supports dans l'angle nord-est.
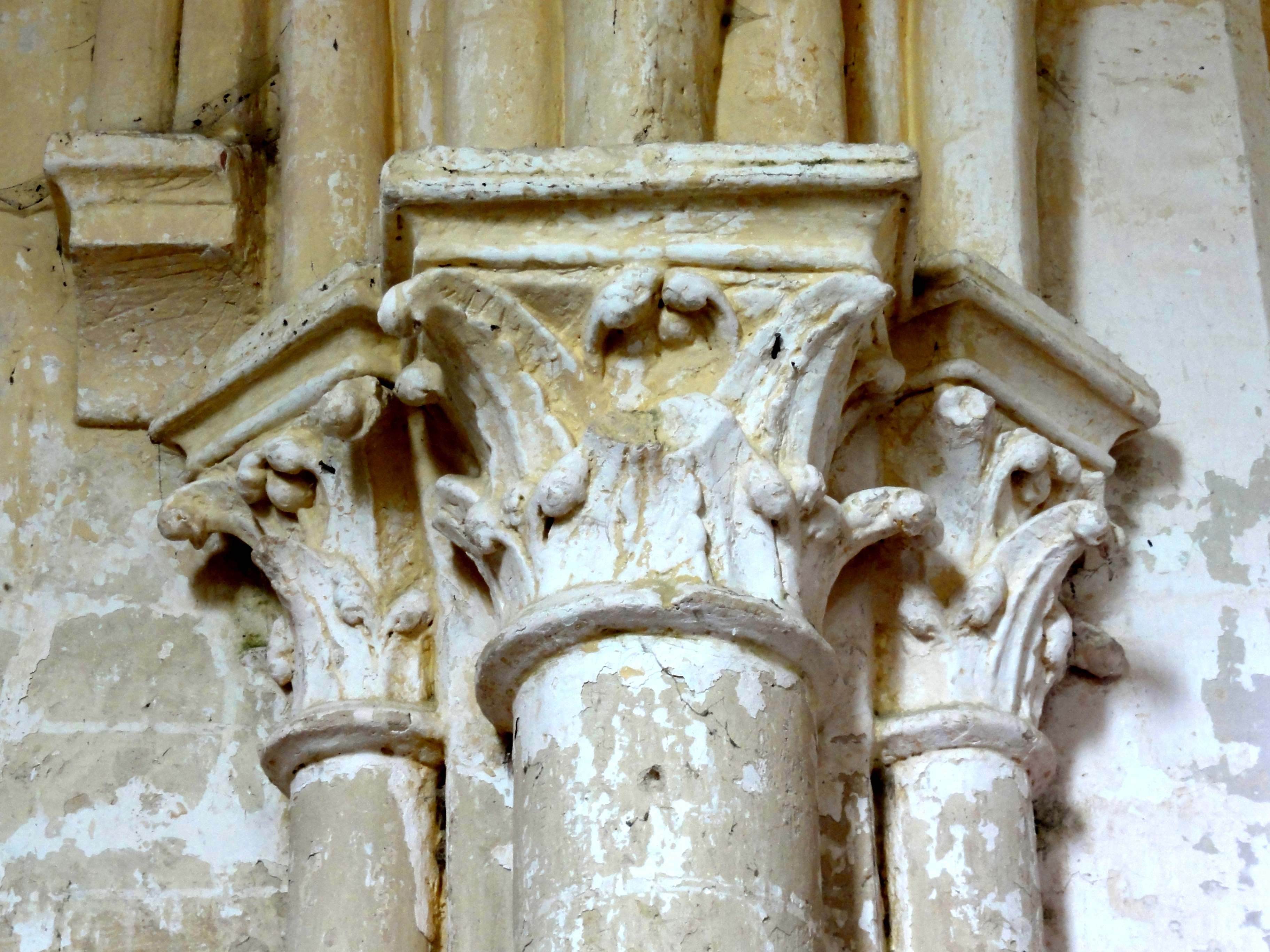
Doubleau intermédiaire, chapiteaux côté sud.

#### Chapelles

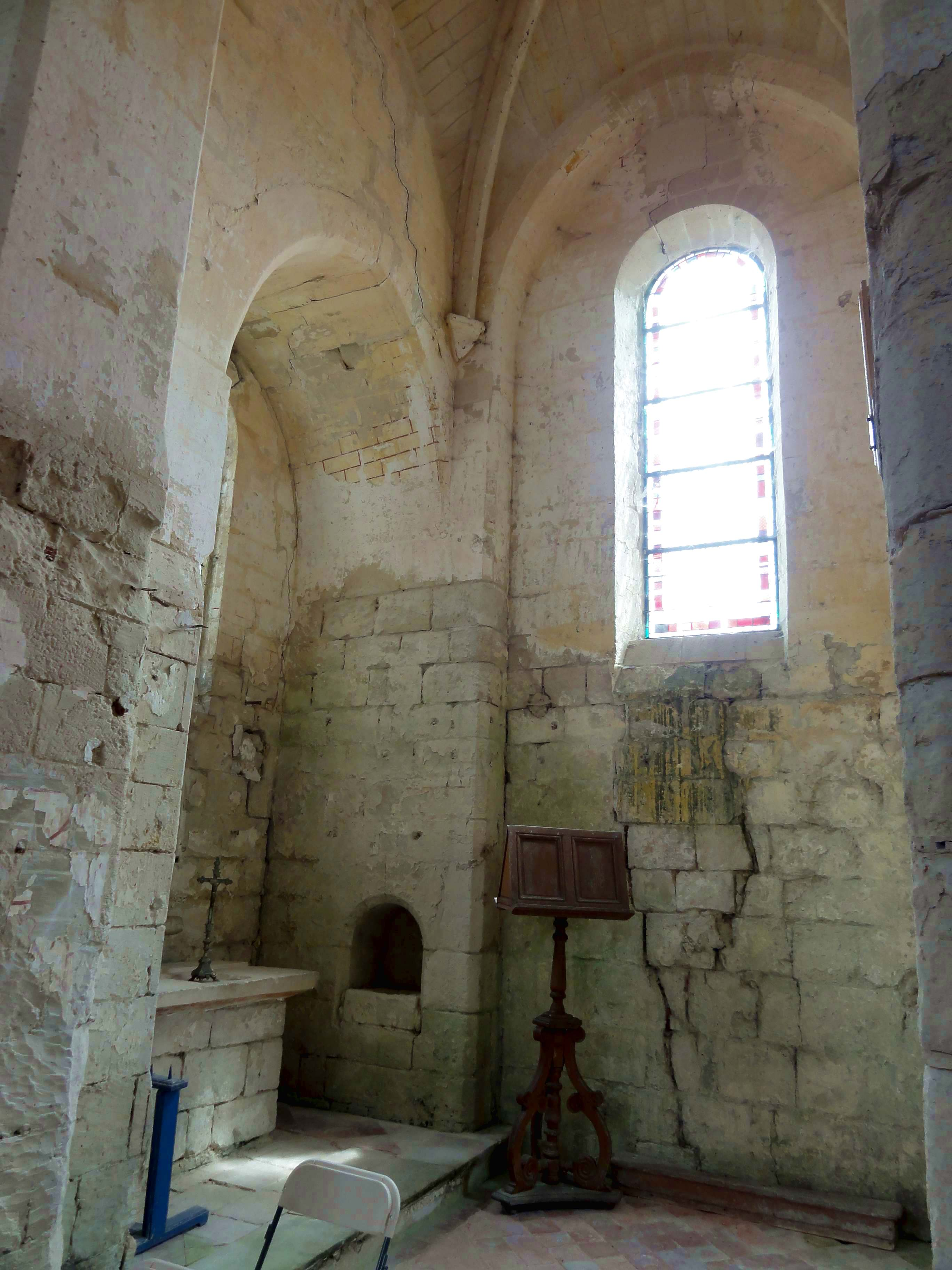
Chapelle sud.

Comme à Glaignes, où le chœur n'était pas non plus flanqué de chapelles dès le départ, celles-ci se raccordent à la première travée du chœur par des arcades hautes et étroites, non moulurées, aux arêtes chanfreinées. Les arcades sont donc moins larges que la largeur disponible entre les colonnettes, et aussi moins larges que ne le sont les chapelles, ce qui indique que l'on a craint les frais d'une reprise en sous-œuvre, et percé les arcades dans les murs préexistants, en réappareillant simplement le pourtour des arcades. Procédant ainsi, le percement d'arcades plus larges aurait pu déstabiliser les voûtes du vaisseau central. La chapelle du sud est éclairée par une lancette simple en plein cintre, analogue à celles du chœur, mais les autres éléments de l'architecture sont différents. Les ogives sont monotoriques, en profil d'amande, et reçues sur des culots non sculptés dans les angles. Il n'y a pas de formerets à proprement parler, mais les murs du sud et de l'ouest s'apparentent à des arcades bouchées, et il y a donc, en lieu et place de formerets, un rang de claveaux qui retombe jusqu'au sol. À l'est, il a, légèrement désaxée vers le sud, la niche d'autel déjà signalée. Elle aussi éclairée par une baie en plein cintre, elle est recouverte d'une voûte en berceau brisé, et contient un autel de pierre datant d'origine. Une piscine liturgique en plein cintre est ménagée dans le mur à droite de la niche, et une série de quatre armoires murales superposées sont prises dans l'épaisseur du mur à gauche de la niche. Seulement la deuxième et la troisième armoire étaient pourvues d'huis ; les deux autres devaient être bouchées par des murs.
La chapelle du nord ne possède pas de niche d'autel, et conserve ses boiseries. Elle est tout aussi exigüe que son homologue dans la base du clocher, et se caractérise uniquement par ses deux baies flamboyantes, déjà décrites, et sa voûte d'ogives également flamboyante, sans formerets. Les ogives affichent un profil prismatique assez simple, composé d'un listel devant un bandeau, qui est séparé des voûtains par deux cavets. Elles sont reçues sur des culs-de-lampe dans les angles, dont deux représentent également des têtes humaines. Contrairement au vaisseau central, où ces têtes sont quasiment sculptées en ronde-bosse et ont des tailloirs carrés, elles s'apparentent ici davantage à des bas-reliefs réalisées dans les corbeilles des culs-de-lampe, et ont des tailloirs en arc de cercle.

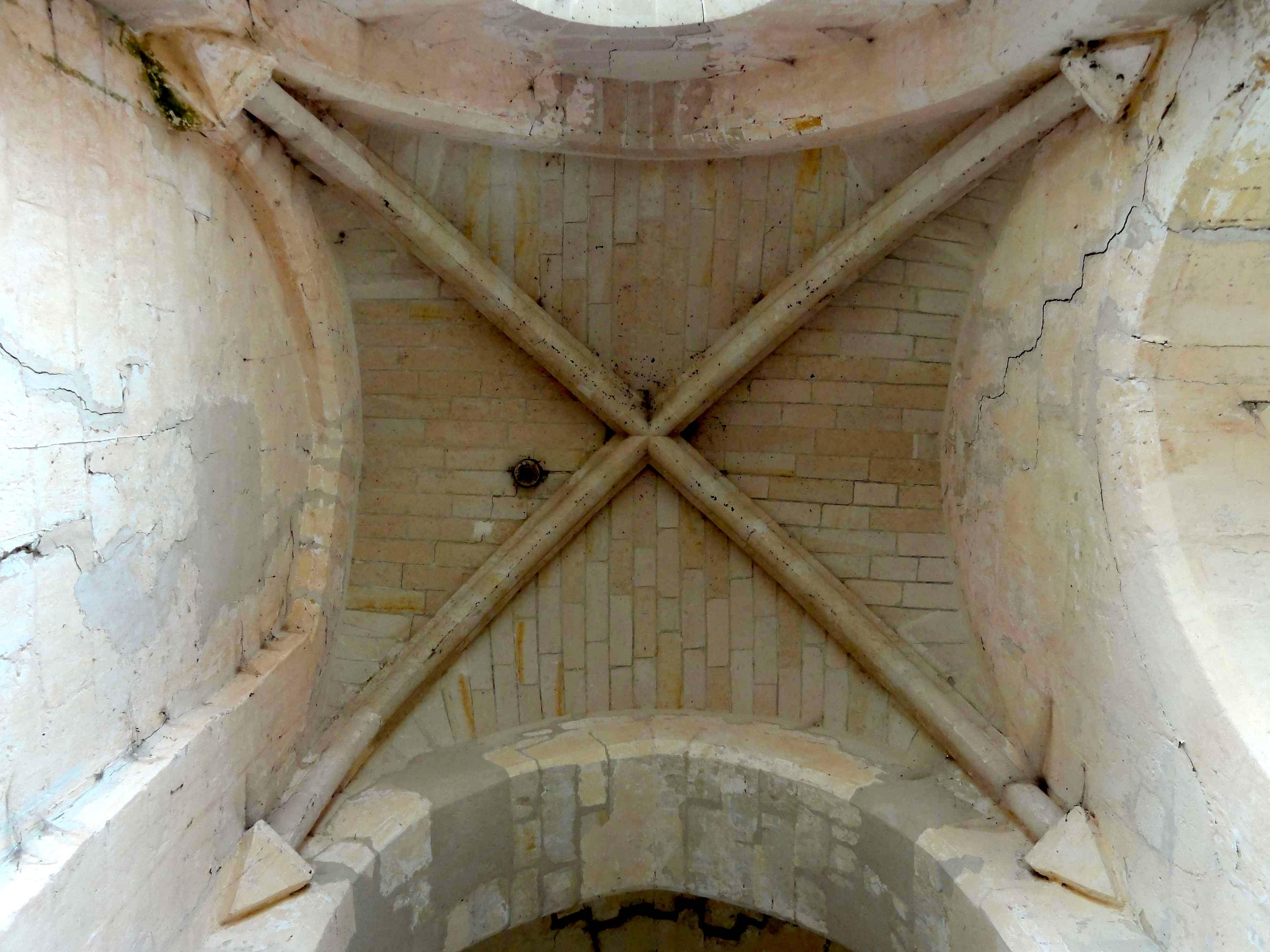
Chapelle du sud, voûte.
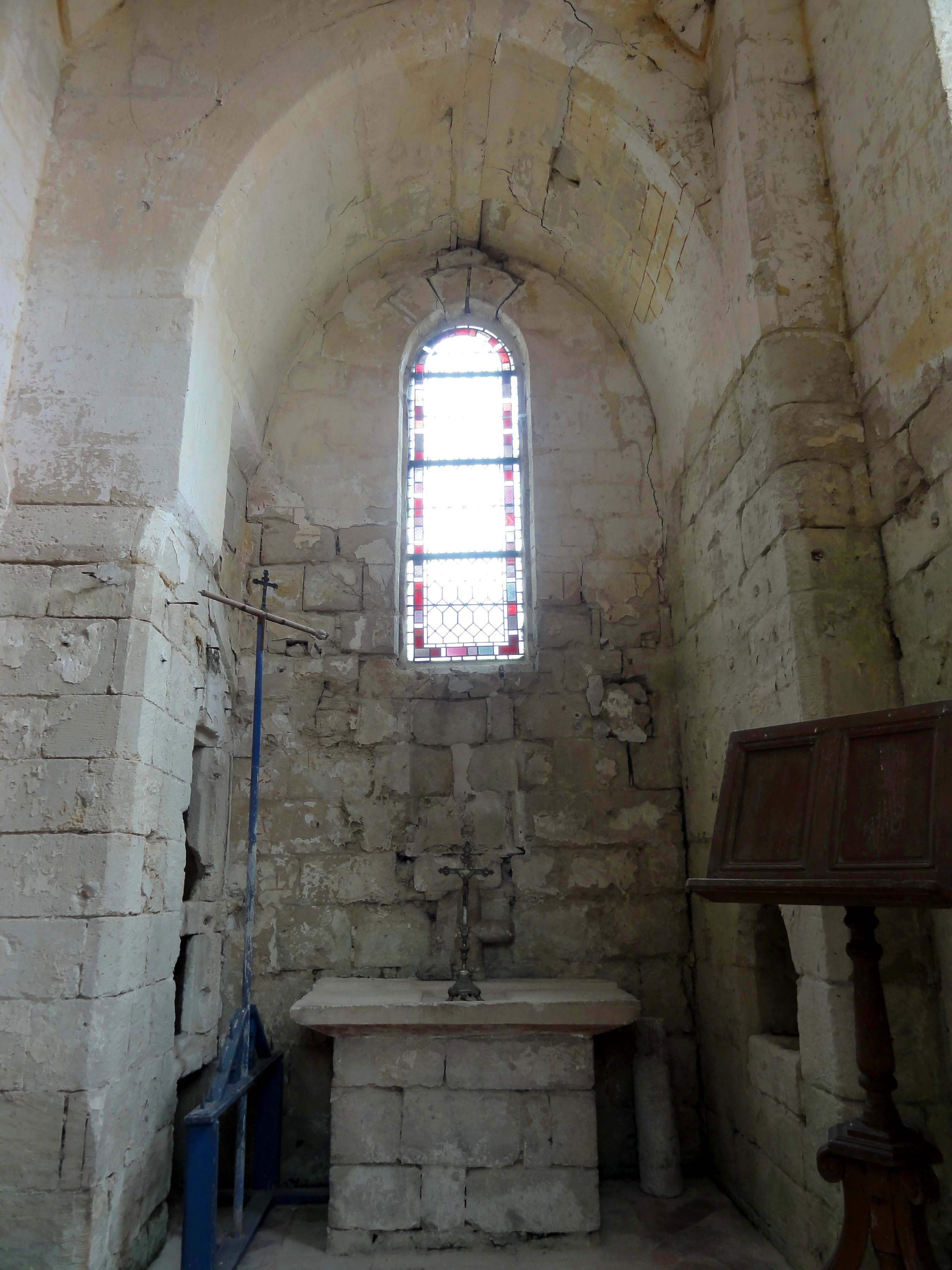
Chapelle du sud, niche d'autel.
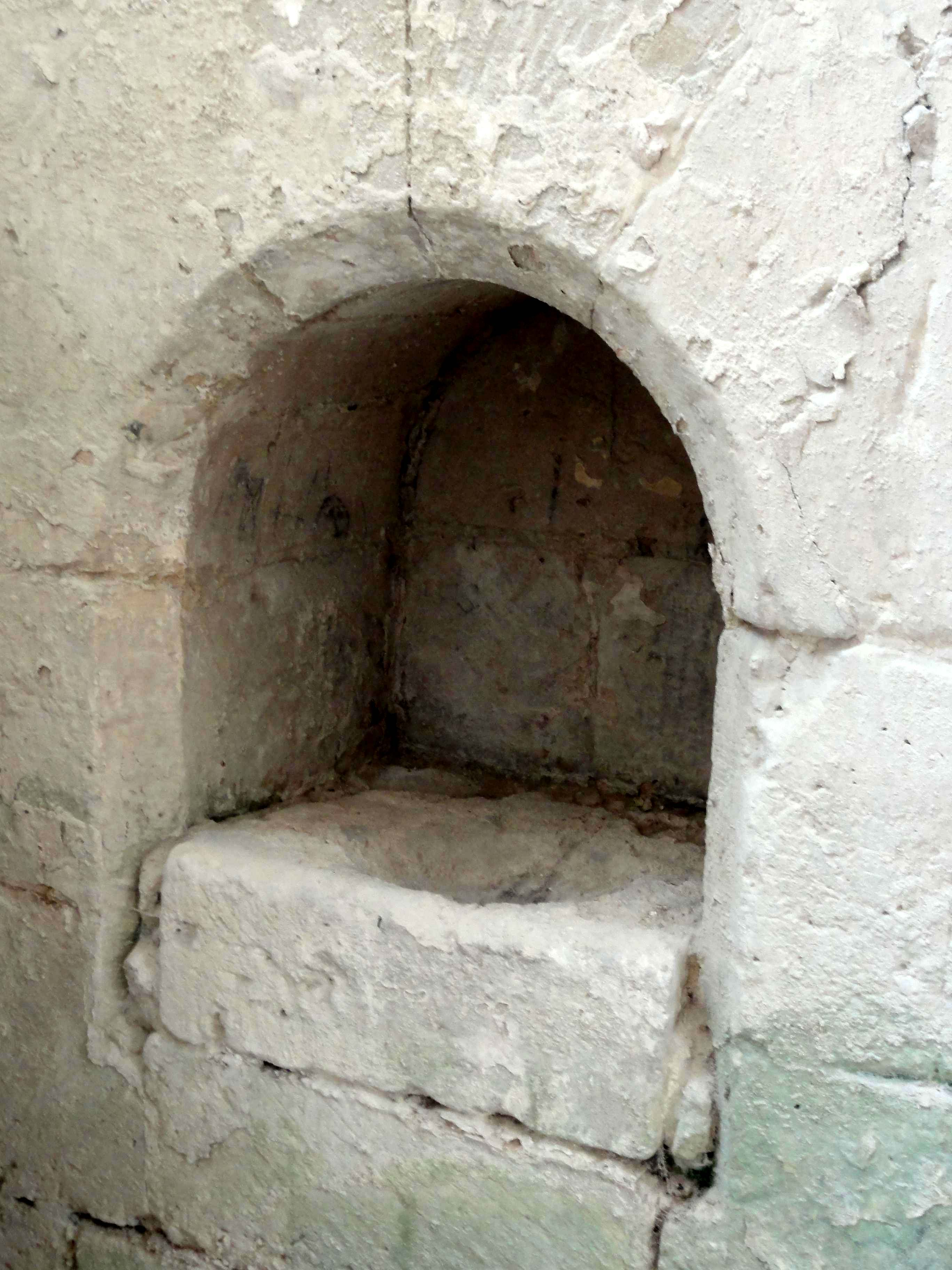
Chapelle du sud, piscine liturgique.
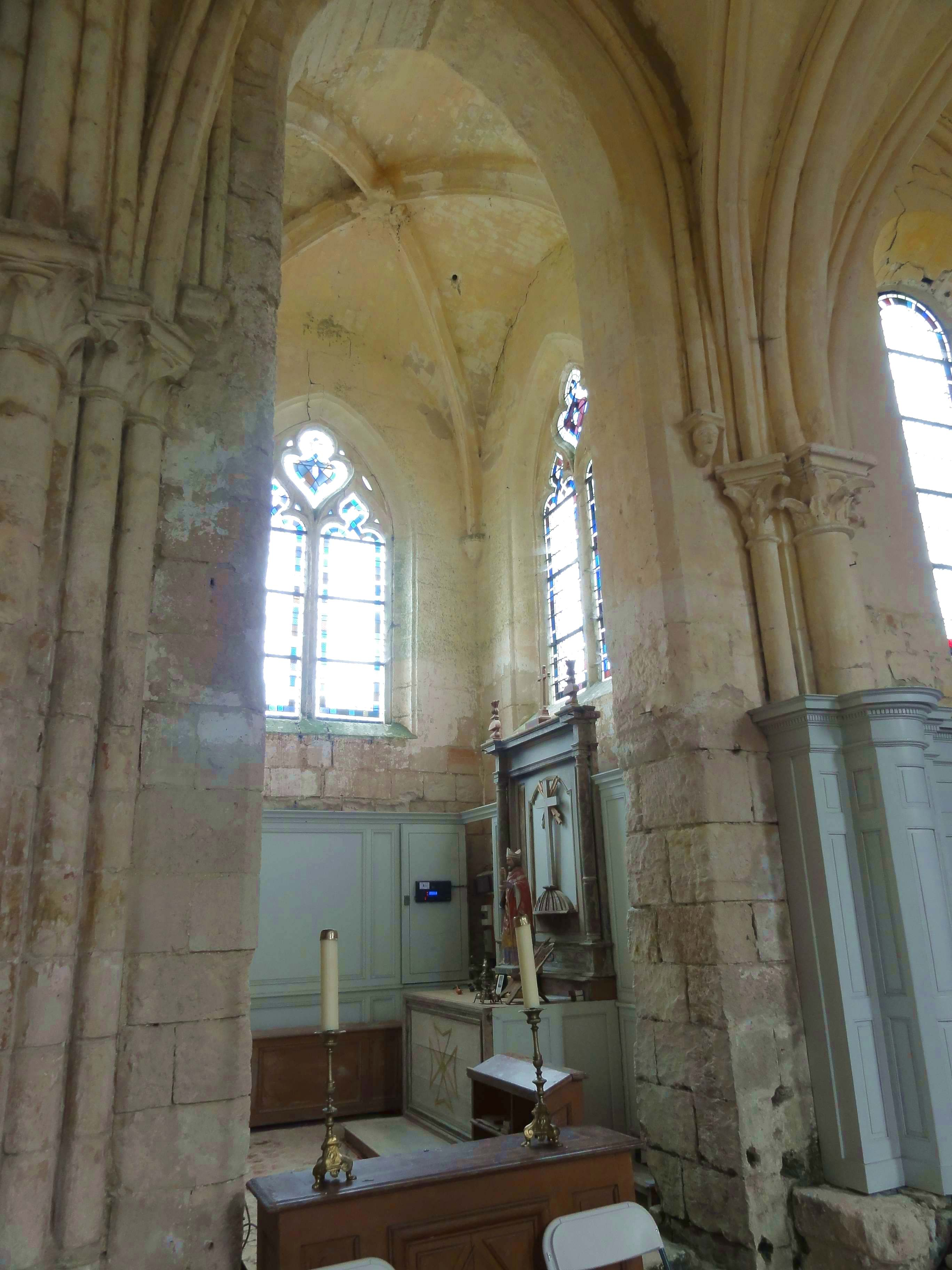
Vue dans la chapelle du nord.
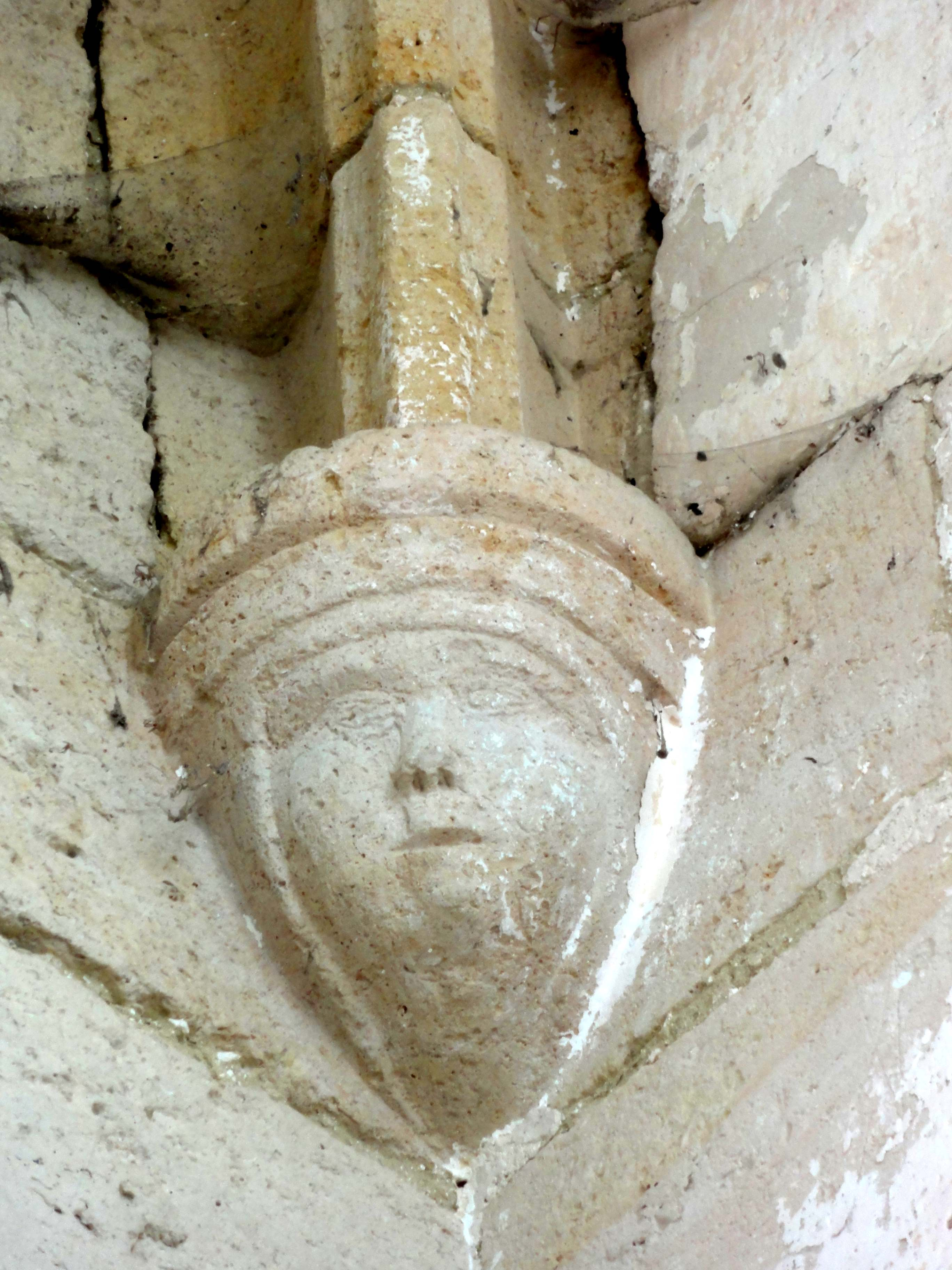
Chapelle du nord, cul-de-lampe.
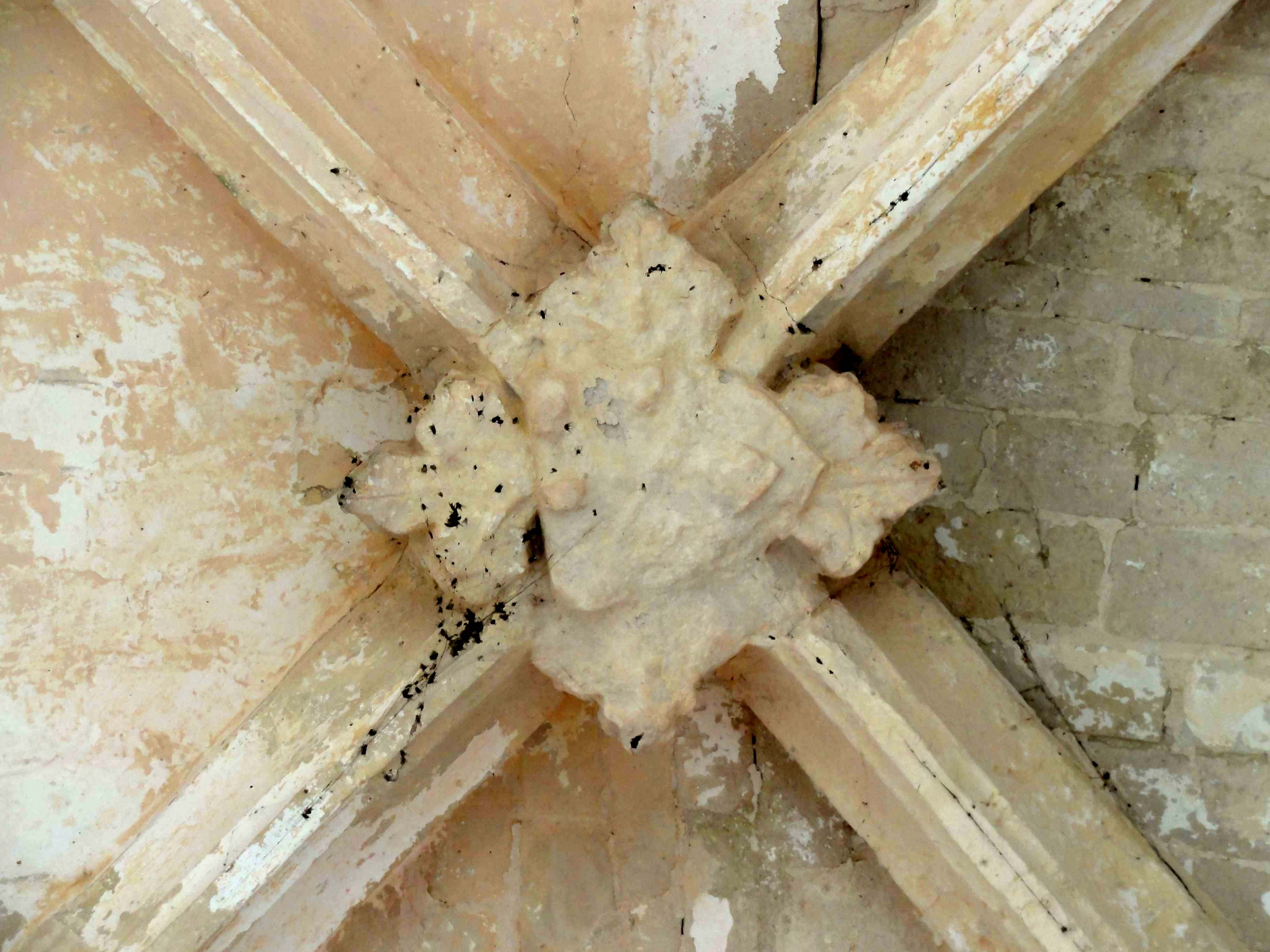
Chapelle nord, clé de voûte.

## Mobilier

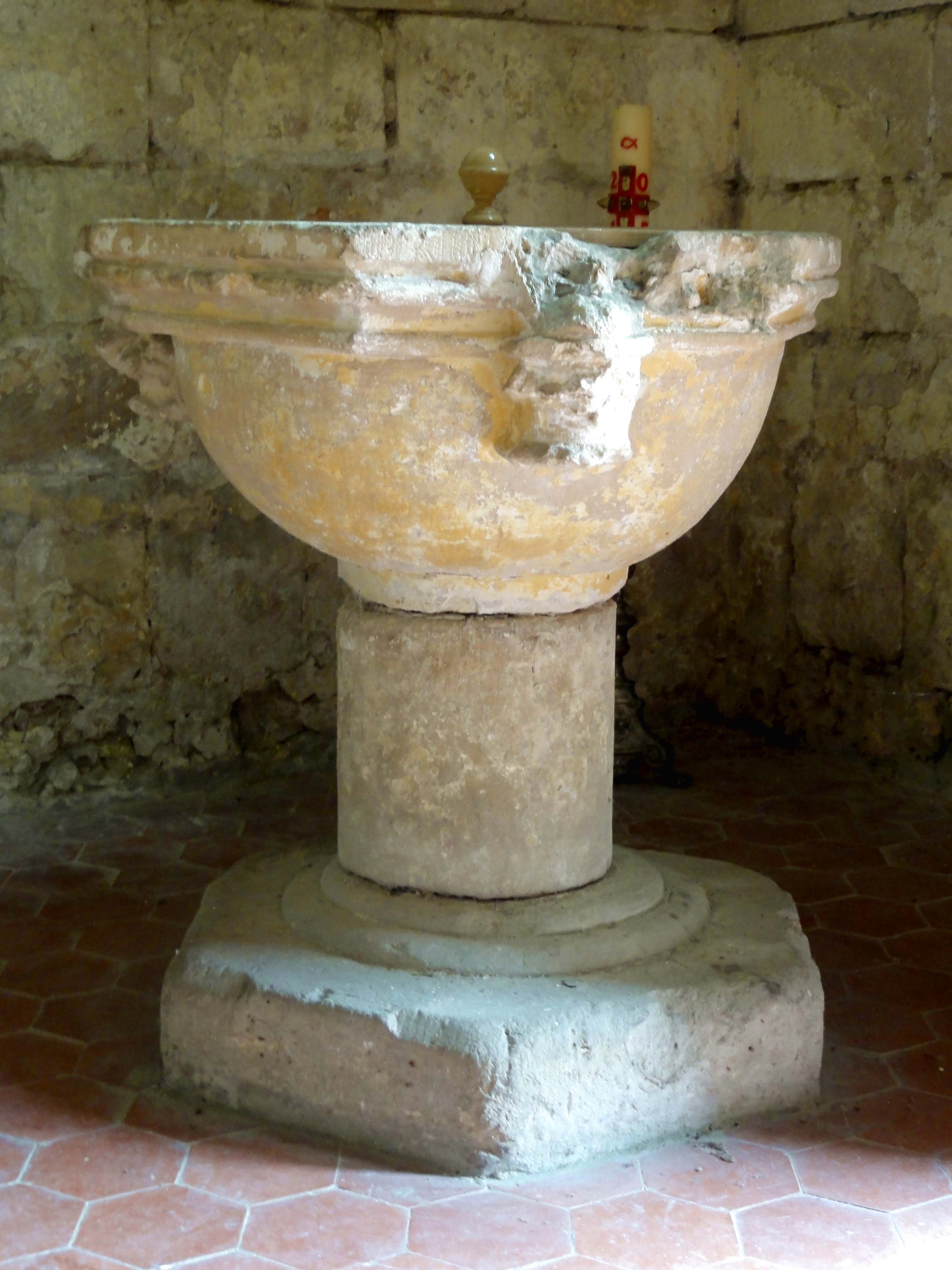
Fonts baptismaux.

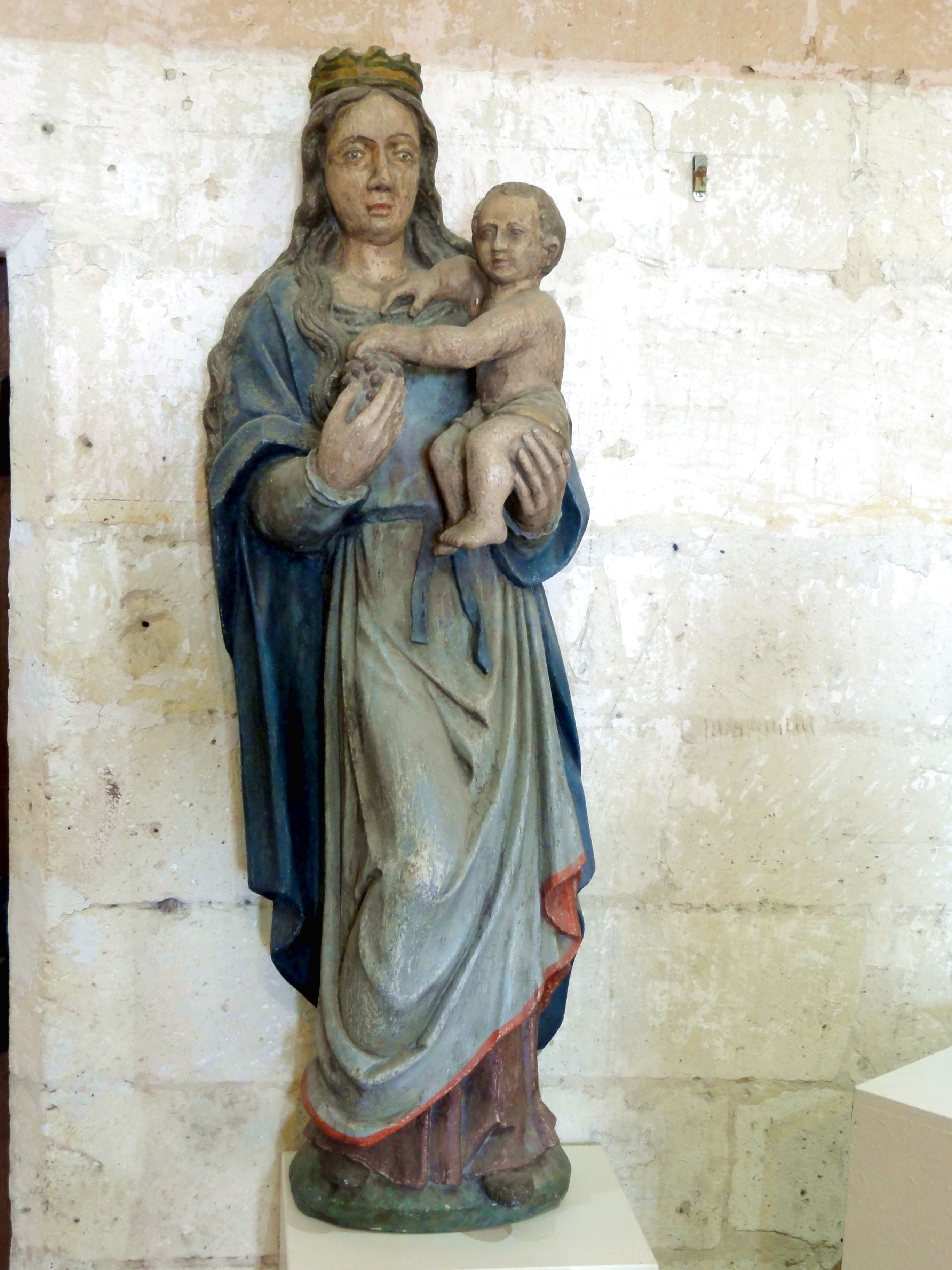
Vierge à l'Enfant.

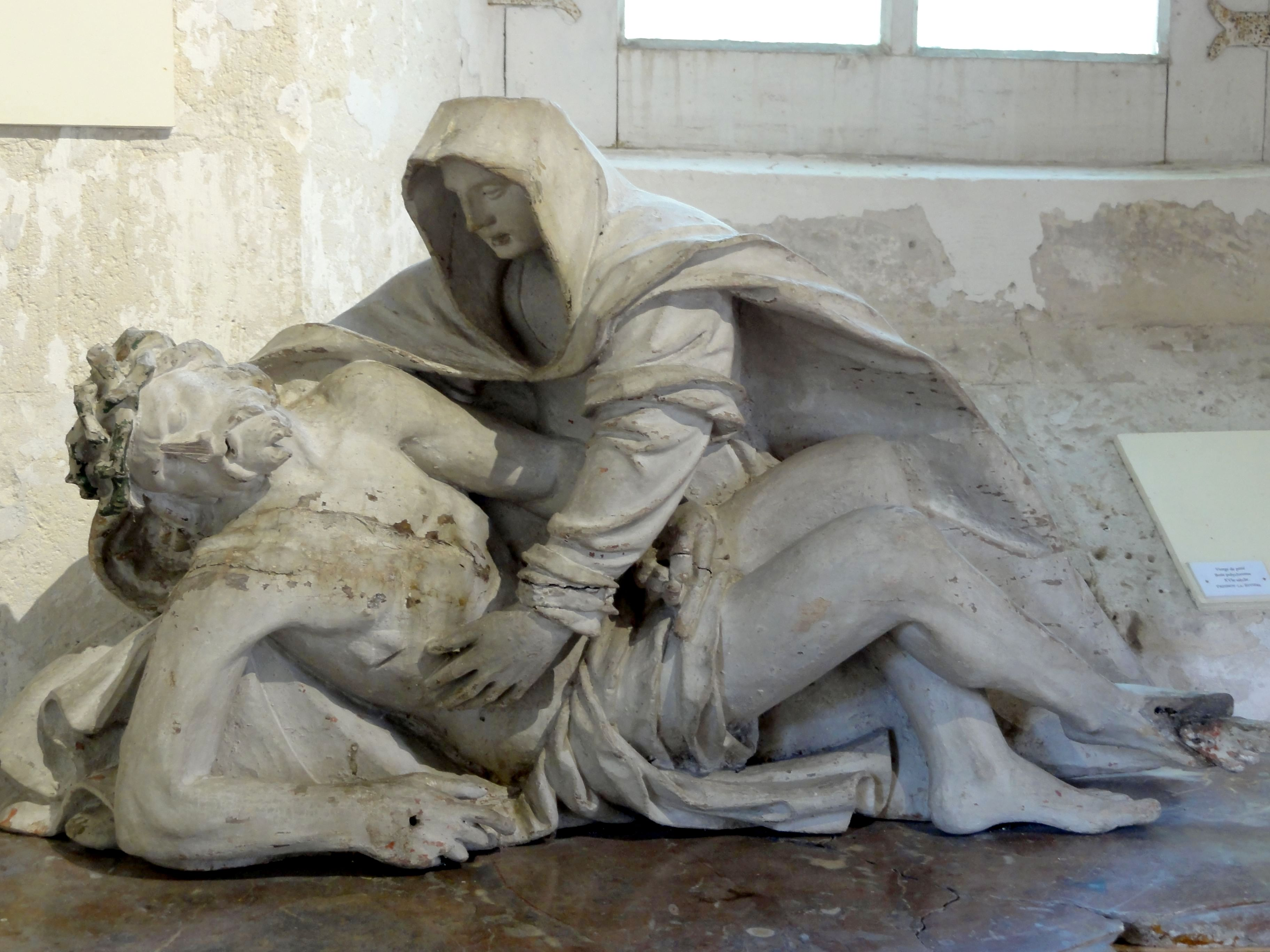
Vierge de pitié.

Parmi le mobilier de l'église, douze éléments sont classés ou inscrits monument historique au titre objet, à savoir les fonts baptismaux, douze statues, et un Christ en croix. Cependant, toutes les œuvres de sculpture ont été délocalisées vers le musée de l'Archerie et du Valois de Crépy-en-Valois. Huit statues y sont exposées au département d'Art Sacré. Les quatre autres sont mises en réserve en attente d'une restauration ou par manque de place, ainsi que le Christ en croix.

### Fonts baptismaux
Les fonts baptismaux se présentent sous la forme d'une cuve baptismale à infusion en pierre calcaire. Ils mesurent 96 cm de hauteur avec le socle, et autant de diamètre, et datent de la seconde moitié du XIIIe siècle. La cuve est hexagonale à la bordure, puis transite vers un plan circulaire du haut vers le bas. Trois tailloirs et chapiteaux cantonnent la cuve, et forment bloc avec elle. Les tailloirs sont situés au même niveau que la cuve, et affichent le même profil. Les chapiteaux sont sculptés de petites feuilles. Elles devaient initialement reposer sur des colonnettes en délit, comme à Gilocourt, Glaignes et Trumilly, où l'on trouve des fonts baptismaux du même type. Le gros pied cylindrique, qui a environ la même hauteur que la cuve elle-même, est munie d'une base formé par deux gros tores aplatis, et repose sur un grand socle hexagonal. Il est d'un teint plus gris, et a vraisemblablement été rapporté. Le classement au titre objet remonte à juin 1920.

### Statues
- La statue de la Vierge à l'Enfant, en bois polychrome, mesure 120 cm de hauteur, et date du XVIe siècle. Elle est inscrite depuis janvier 1996, et exposée au musée de l'Archerie et du Valois[10].
- La statue de saint Hubert en tenue épiscopale, en bois polychrome, mesure 86 cm de hauteur, et date du XVIe ou XVIIe siècle. Elle est inscrite depuis janvier 1996, et exposée au musée de l'Archerie et du Valois[11].
- La statue de saint Blaise  en tenue épiscopale, en bois polychrome, mesure 87 cm de hauteur, et date du XVIe ou XVIIe siècle. Elle est inscrite depuis janvier 1996, et exposée au musée de l'Archerie et du Valois[12].
- La statue de la Vierge de douleur du calvaire, en bois polychrome, dimensions non prises, date du XVIe siècle. Elle est classée depuis novembre 1966, et en mauvais état, mais néanmoins exposée au musée de l'Archerie et du Valois[13].
- Une autre statue de la Vierge de douleur du calvaire, en bois polychrome, mesure 80 cm de hauteur, date du XVIe siècle. Elle est inscrite depuis janvier 1996, et exposée au musée de l'Archerie et du Valois[14].
- Une troisième statue de la Vierge de douleur et une statue de saint Jean, en bois polychrome, mesurent respectivement 101 cm et 102 cm de hauteur. Avec un Christ en croix qui mesure 130 cm de hauteur, elles proviennent d'une poutre de gloire du XVIe siècle. Cette poutre a été démantelée, et les deux statues seules sont exposées au musée du Crépy-en-Valois, tandis que le Christ en croix n'y est pas visible. L'inscription de l'ensemble remonte à janvier 1996[15].
- La statuette de saint Paul, en bois polychrome, mesure 55 cm de hauteur, et date du XVIe siècle. Elle est inscrite depuis janvier 1996, et conservée au musée de l'Archerie et du Valois[16] (sans illustration).
- Le groupe sculpté représentant la Pietà ou Vierge de pitié, autrement dit la Vierge Marie tenant Jésus mort dans ses bras, est en bois polychrome. Il mesure 63 cm de hauteur, et date du XVIe siècle. L'œuvre est inscrit depuis janvier 1996, et exposée au musée de l'Archerie et du Valois[17].
- Trois statuettes Évangélistes, en bois polychrome, mesurent entre 52 cm et 53 cm de hauteur, et datent du XVIe siècle. L'une représente saint Matthieu. Les deux autres ne peuvent pas être identifiées en raison de l'absence d'attributs. Les statuettes sont inscrites individuellement depuis janvier 1996, et sont mises en réserve au musée de l'Archerie et du Valois[18],[19],[20] (sans illustration).

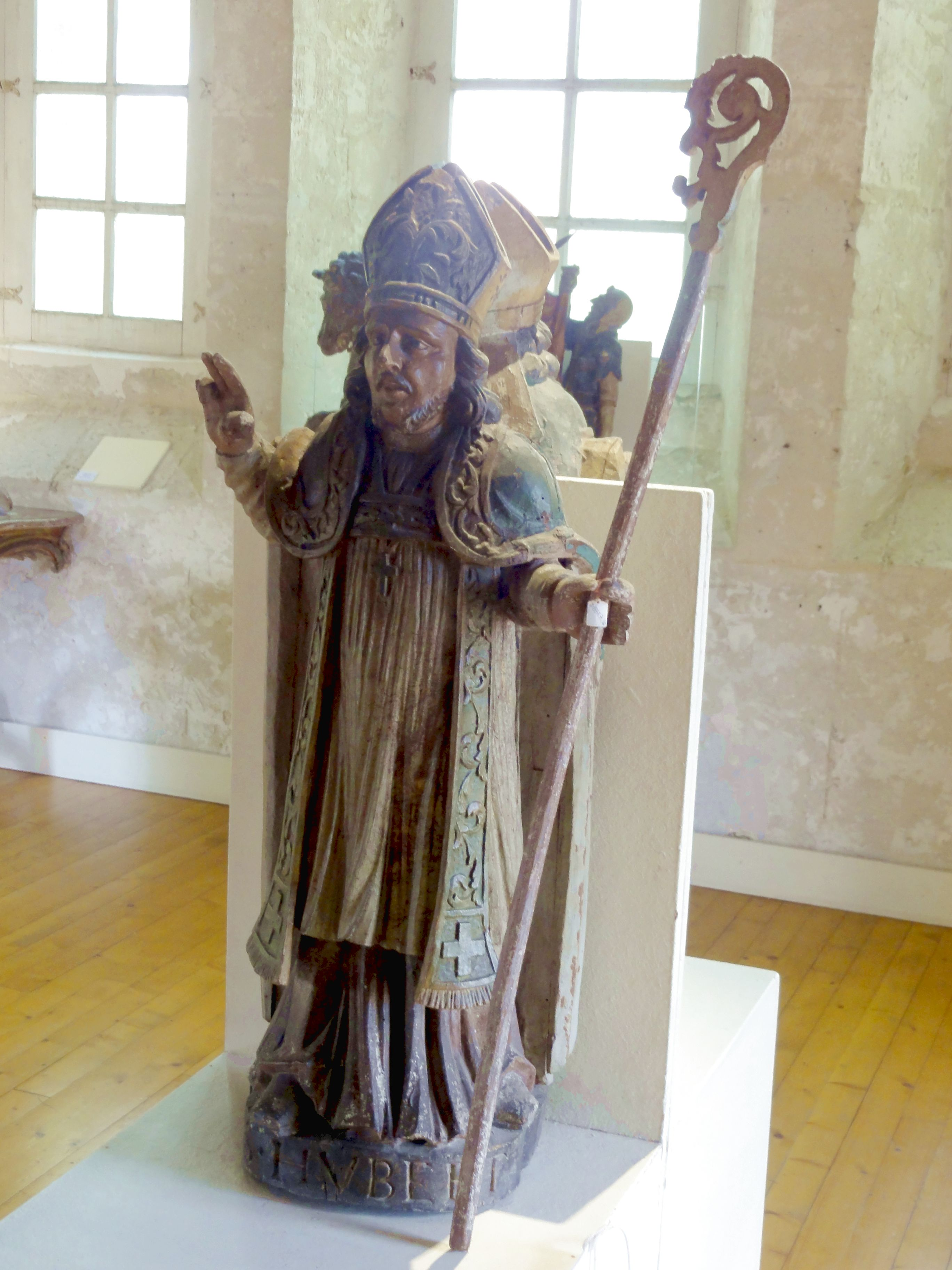
Saint Hubert.
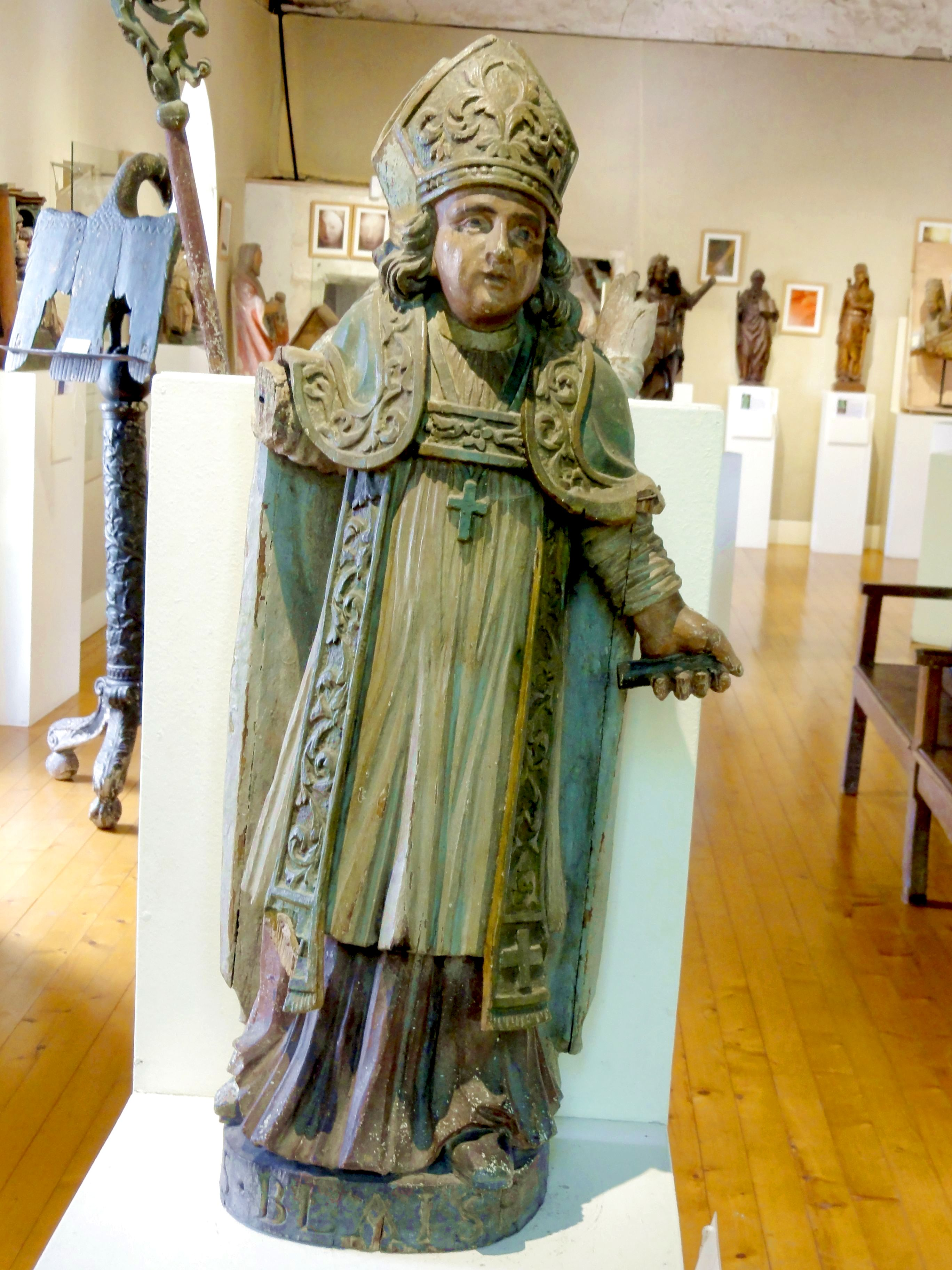
Saint Blaise.
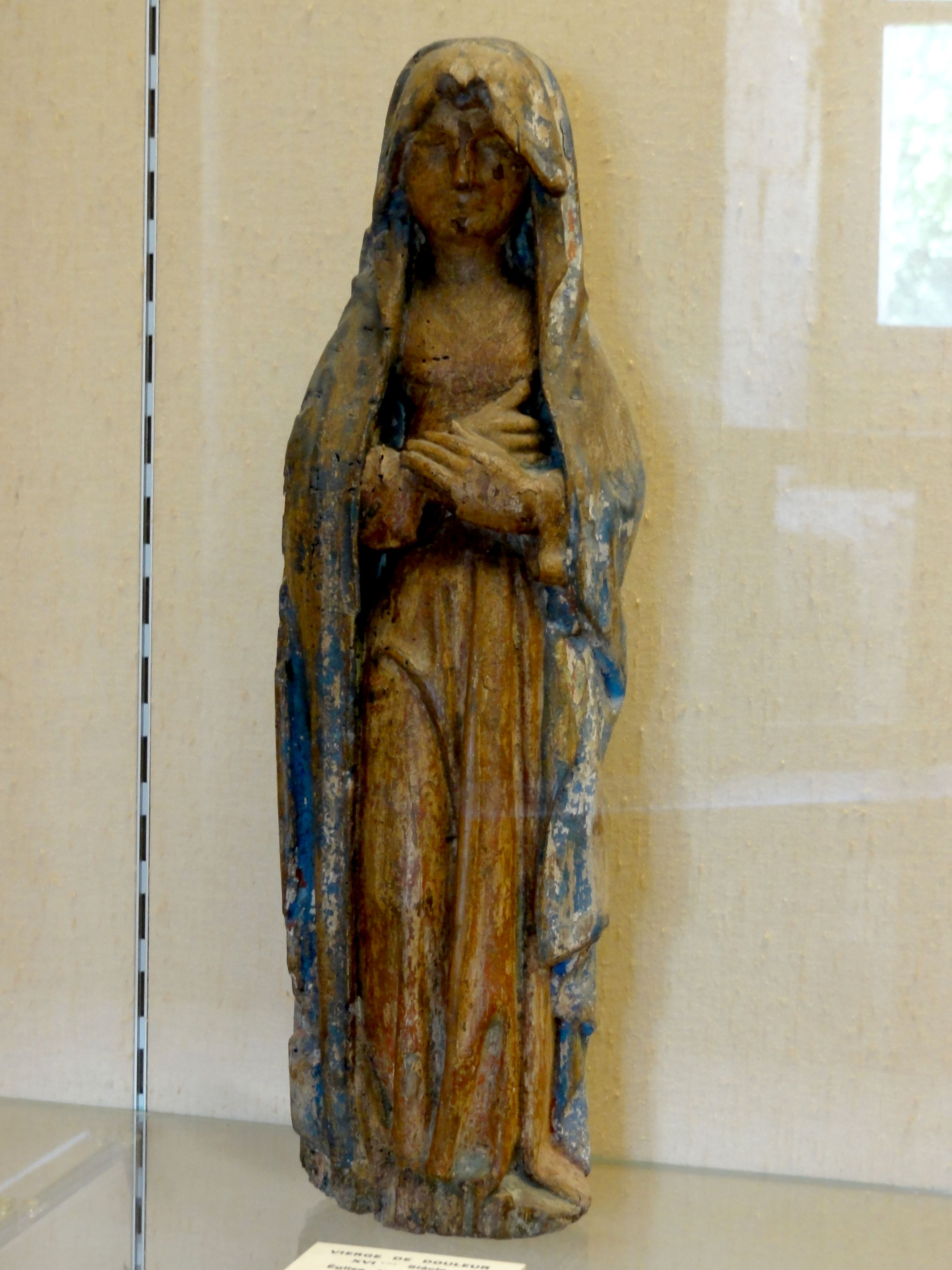
Vierge de douleur.
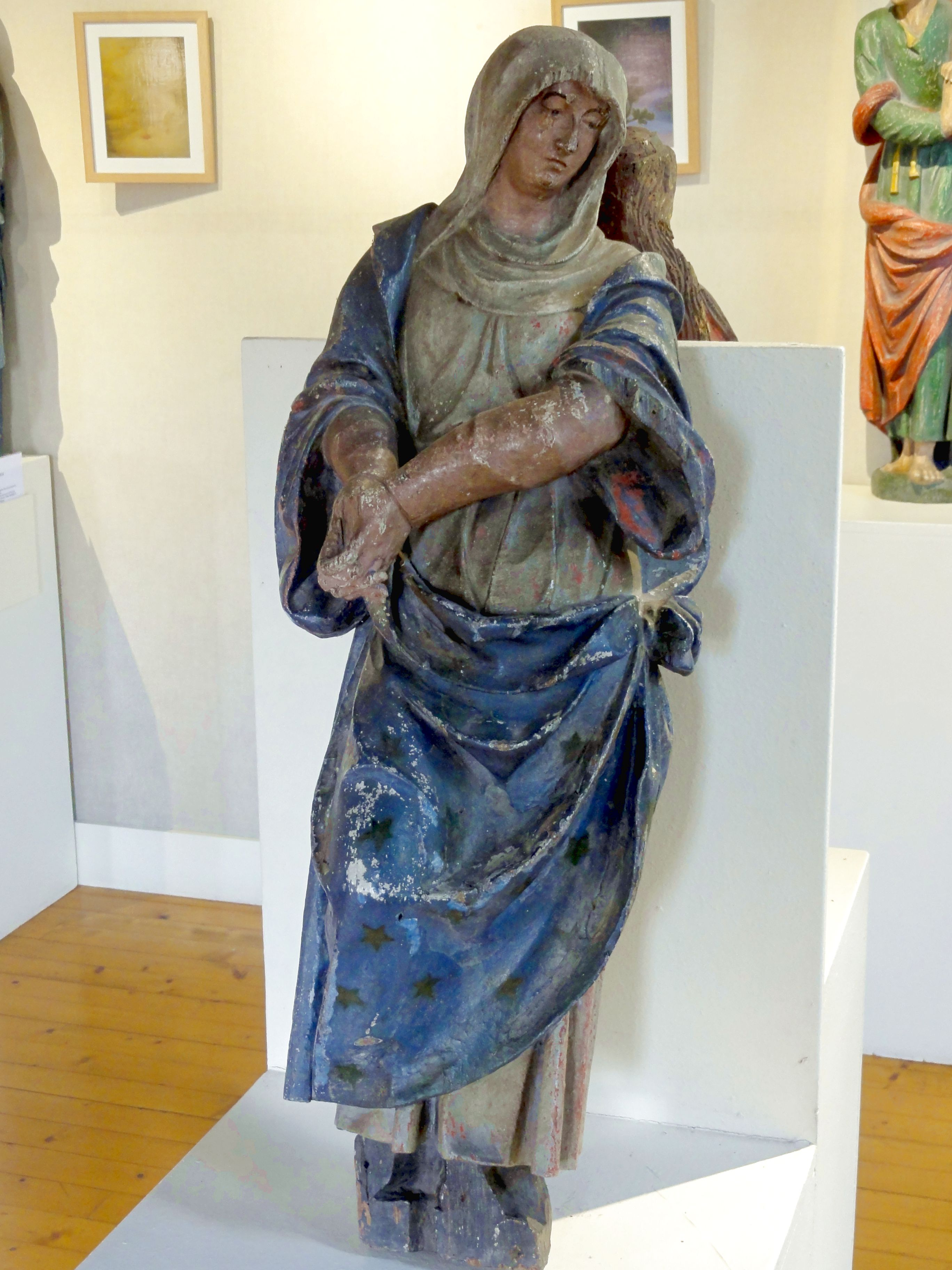
Vierge de douleur.
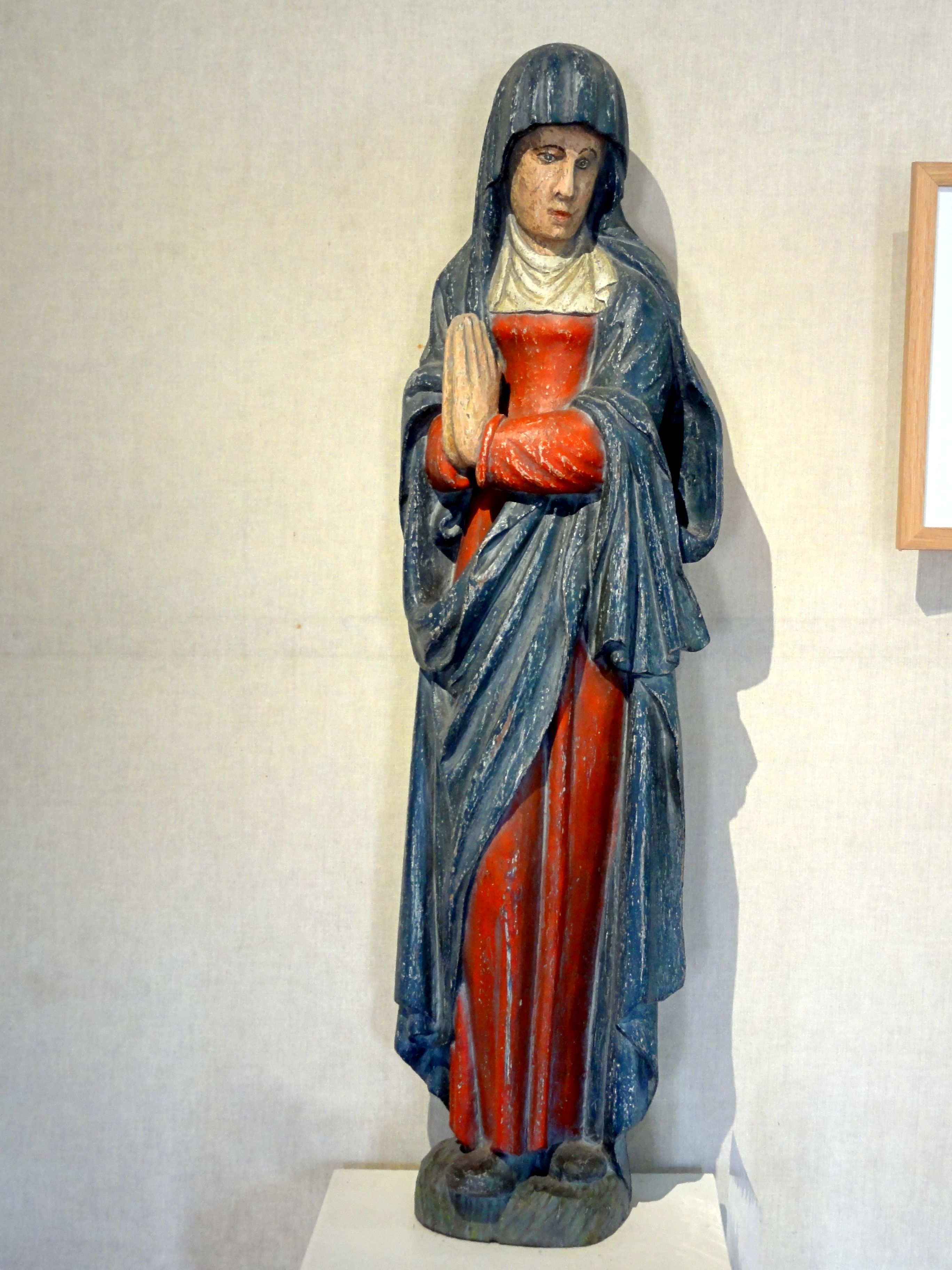
Vierge de douleur.
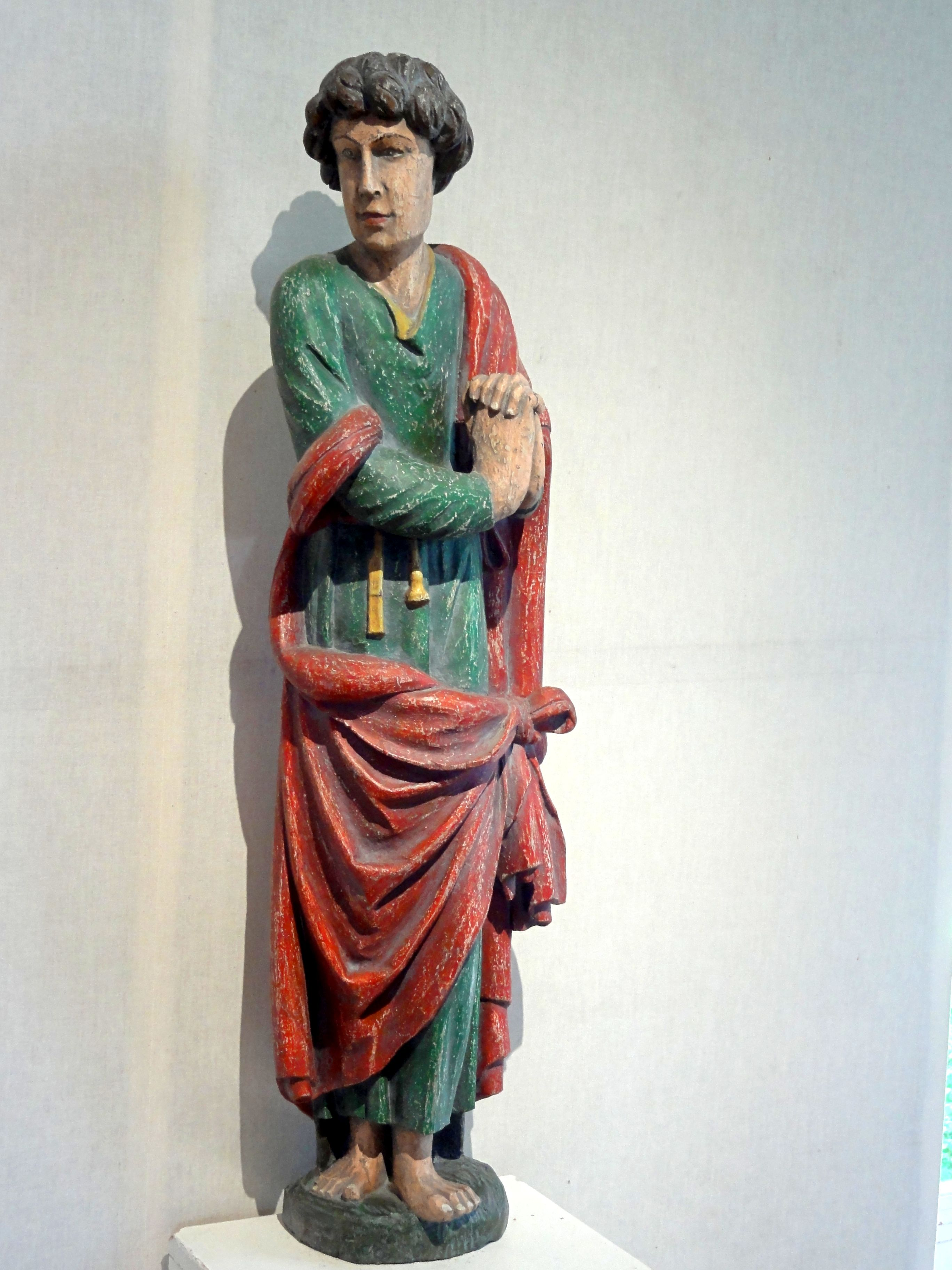
Saint Jean.